# Экономика Индии (1858—1947)

Расширение Британской Индии в XIX веке
Земли Ост-Индской компании в 1819 году
Территории, перешедшие под британское управление к 1909 году
Зависимые туземные княжества в 1909 году

Экономика Индии в период британского правления (1858—1947) носила колониальный характер и являлась, наряду с армией и гражданской администрацией, важным инструментом управления покорёнными территориями. Экономика отдельных территориальных образований (президентств, провинций, «туземных княжеств») имела свою хозяйственную специализацию и не всегда была ориентирована на общеиндийский рынок. Британские власти проводили политику сдерживания национальной консолидации различных народов и поддерживали территориально-хозяйственную раздробленность колонии. Важными вехами в развитии индийской экономики были строительство железных дорог и портов, а также появление фабричного текстильного производства.
Новые промышленные предприятия появлялись вокруг оживлённых портов и вдоль железнодорожных магистралей. В аграрном секторе внедрялись современные оросительные системы с использованием насосов и высокотоварное плантационное хозяйство. Во многих городах появлялись электростанции, банки, страховые компании, отделения почты и телеграфа, университеты, колледжи, издательства и больницы. В то же время в Индии существовал внушительный пласт экономики, который слабо соприкасался с британскими властями и обслуживал повседневные нужды коренного населения (огромные базары и ярмарки, на которые стекались купцы, крестьяне и бродячие артисты, специфические касты и ремесленники, работавшие на храмы и князей, постоялые дворы и уличные харчевни, обслуживавшие многочисленных паломников, которые следовали к «святым местам»).
Кроме европеизированных городов и «просвещённых княжеств» в Индии выделялась обширная зона наиболее тяжёлой нищеты, во многом совпадавшая с территорией распространения земельно-налоговой системы заминдари (Соединённые провинции Агра и Ауд, Центральные провинции, Раджпутана, Бихар, Орисса, Хайдарабадское княжество и другие отсталые феодальные княжества, примыкавшие к этому поясу). Кроме того, в обширной полосе срединной части Индии проживала основная масса малых народов и племён, территория расселения которых также относилась к бедным и беднейшим регионам.

## Предпосылки и исторический фон

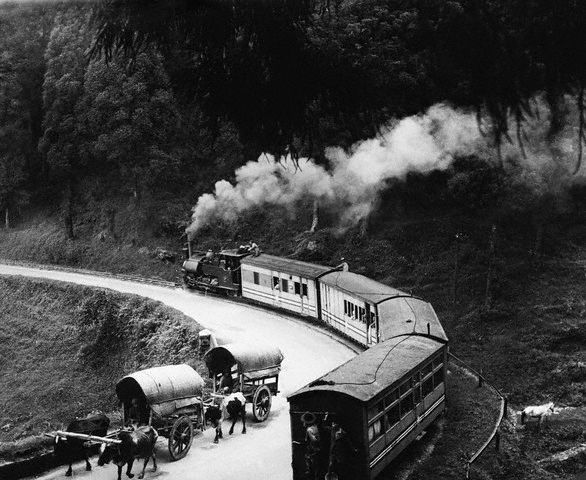
Железная дорога на Дарджилинг

Стремясь избежать летнего зноя и тропических болезней, британцы активно осваивали горные районы с умеренным климатом. В период между 1815 и 1947 годами они основали более 80 горных поселений от Шимлы и Дарджилинга в предгорьях Гималаев до Махабалешвара в Западных Гатах и Утакаманда в горах Нилгири. К поселениям прокладывали грунтовые и железные дороги, в них с помощью архитектуры, культуры и обычаев воссоздавали «британский дух» (чаепитие, охота, любительский театр, выставки собак, крикет и даже варка варенья). Каждое лето, вплоть до раздела Британской Индии, многочисленные высшие чиновники и военные с семьями и слугами, а также многие махараджи со своими дворами перебирались из Калькутты и других административных центров в Шимлу.
С 1830-х годов в Индии стали нарастать экономические проблемы, связанные с уменьшением сбыта хлопка и опия в Цинском Китае, а также индиго в Европе. Массовый ввоз готовой английской одежды и тканей приводил к потере работы индийскими ткачами, в сельской местности нередко случался голод. Несмотря на экономические реформы Уильяма Бентинка и Томаса Маколея, новые проекты строительства железных дорог, прокладки телеграфных линий, ирригационных каналов и грунтовых дорог, недовольство методами работы администрации Ост-Индской компании в консервативных слоях индийского общества нарастало.
По всей Индии вспыхивали протесты, в том числе против роста налогов. На этом фоне разразилось восстание сипаев (1857—1859), охватившее Бенгалию, Дели, Лакхнау, Канпур и часть Пенджаба. Британцы свергли Бахадура Шаха II, поддерживавшего восстание, а в 1858 году заменили правление Ост-Индской компании на прямое правление британской короны (так называемая эпоха Британского Раджа). Индия стала составной частью Британской империи во главе с первым вице-королём Чарльзом Каннингом.

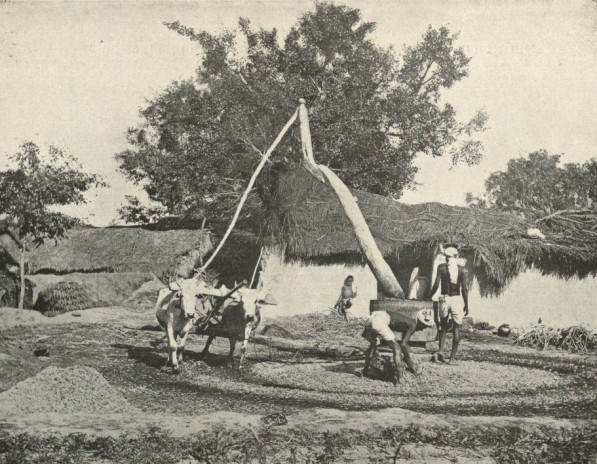
Пресс для обработки сахарного тростника

В колониальный период концентрированное развитие хозяйства шло вдоль «линий проникновения», отходивших от главных морских портов (Калькутта, Бомбей, Мадрас) и столицы Дели. Эти четыре крупнейших города страны образовывали вершины основного каркаса территориальной структуры экономики Индии. Калькутта, Бомбей и Мадрас возникли как главные центры британского проникновения и господства в Индии, они же являлись главными торгово-финансовыми центрами огромной колонии. Внутриконтинентальными индустриальными полюсами были Канпур на севере, Ахмадабад на западе, Хайдарабад и Бангалор на юге.
Во внешней торговле Британской Индии доминировала метрополия. С 1840 по 1914 год Индия была крупнейшим торговым партнёром Великобритании и как источник сырья (хлопок, джут, шерсть, пряности, чай, сахар), и как рынок сбыта английских товаров (ткани, готовая одежда, промышленное и транспортное оборудование, особенно ткацкие станки, двигатели и рельсы). Открытие в 1869 году Суэцкого канала значительно оживило морские коммуникации между британскими и индийскими портами. Приток дешёвого импортного текстиля, разорение индийских ремесленников и их массовый отток из городов в деревни достигли таких масштабов, что к концу XIX века Индия оказалась менее урбанизированной, чем была в начале века (при значительном увеличении населения).
В конце XIX века в Британской Индии при участии Индийского национального конгресса развернулось национально-освободительное движение, одним из важнейших требований которого было образование национальных провинций и ликвидация княжеств. Особенно настойчиво это требование выдвигалось в Бенгалии и Южной Индии, где уже сложились крупные нации (бенгальцы, ория, телугу, тамилы) и где гнёт феодальных правителей был наиболее сильным. Против реформ выступали князья, крупные землевладельцы и некоторые общеиндийские торговые касты (особенно марварийско-гуджаратские), опасавшиеся усиления национальной буржуазии.
С начала XX века британцы стали активнее привлекать индийцев в государственный аппарат, учреждать университеты и внедрять английское образование в массы. В 1905 году попытки британцев ослабить национальное движение индийцев натолкнулись на бойкот английских товаров в сельской местности колонии. Одной из форм протеста стала кампания свадеши, когда индийцы отвергали европейскую одежду и ткани, поддерживая местных производителей кхади, который использовался в дхоти и сари. К моменту обретения независимости в 1947 году в Индии проживало около 350 млн человек, из которых более четверти — в туземных княжествах, занимавших две пятых территории страны.

## Общая характеристика и важнейшие отрасли

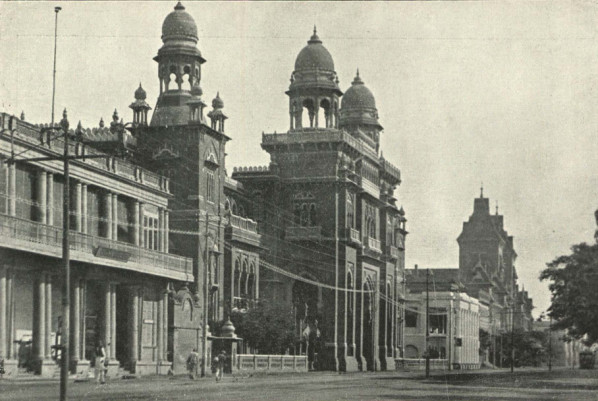
Здание Мадрасского банка

Британские провинции представляли собой обширные территории, тяготевшие к крупнейшим портам. Они были достаточно населёнными и отличались относительно высоким уровнем экономического развития. Как правило, провинции имели выгодное географическое положение, обеспечивали стратегическое господство над мелкими княжествами и преграждали их выход к морю. Княжества представляли собой конгломерат образований различных размеров, во главе которых стояли мусульманские или индуистские династии местных правителей (низамов или махараджей). На туземные княжества приходилось 28 % её населения в современных границах.
Три крупнейших княжества (Хайдарабад, Майсур и Джамму и Кашмир) по площади были сравнимы с государствами Западной Европы. Например, в Хайдарабадском княжестве, которое занимало более 212 тыс. км², проживало 14 млн человек. Среди других крупных образований выделялись Барода на западе, Траванкор на юге, Гвалиор, Индаур и Бхопал в центре, Джайпур, Удайпур, Биканер и Джодхпур в Раджпутане. Наряду с ними в Центральной Индии, Раджпутане и на полуострове Катхиявар существовала россыпь мелких княжеств, некоторые из которых напоминали помещичьи владения (например, на Катхияваре существовало княжество площадью 1 км² и с населением в 200 человек).

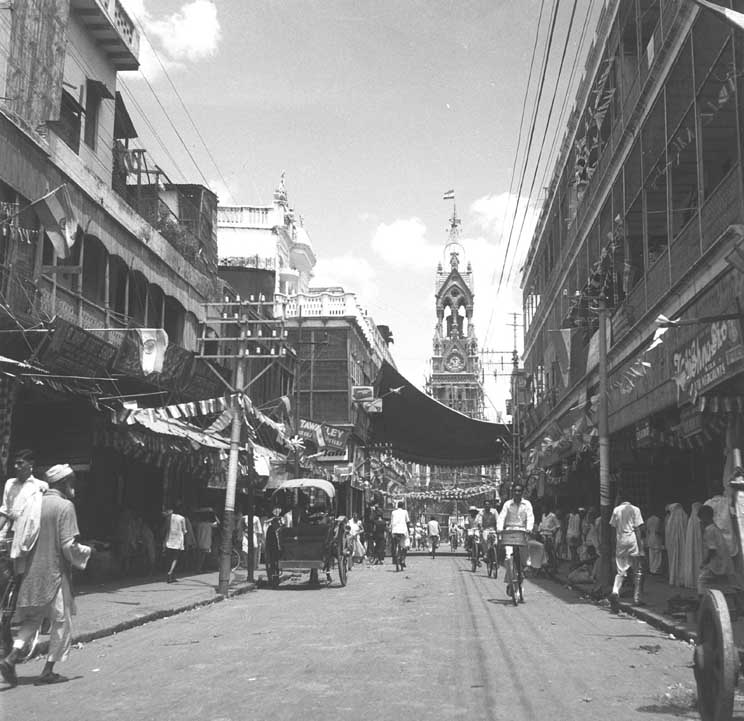
Дели

Княжества (за исключением «просвещённого» Майсура) характеризовал более низкий уровень социально-экономического развития, нежели провинции. Особенно отсталостью выделялось Хайдарабадское княжество. Кроме того, британские власти старались изолировать территории, населённые малыми народами и племенами (адиваси). Сюда запрещался въезд даже индийским чиновникам, занятым в колониальном аппарате, но поощрялась деятельность различных христианских миссий, строивших церкви, школы и больницы.
Крупнейшим строительным проектом Британской Индии первой половины XX века являлось возведение новой столицы — города Нью-Дели. Во время своего визита в колонию в 1911 году король Георг V объявил о переносе столицы из Калькутты в Дели и заложил первый камень в фундамент нового поселения. Работами руководили британские архитекторы Эдвин Лаченс и Герберт Бейкер. На строительстве работали около 30 тыс. человек, красный песчаник привозили из Дхолпура. За два десятилетия были построены дворец вице-короля, дворец Сансад-Бхаван, здание Секретариата, Ворота Индии, проспект Раджпатх, дворцы крупнейших туземных княжеств (Хайдарабада, Бароды, Джайпура и Биканера), служившие резиденциями махарадж в новой столице, дворец главнокомандующего Британской Индийской армии, военный городок с гарнизонной церковью Святого Мартина, а также тысячи других общественных зданий и особняков для чиновников. 15 февраля 1931 года лорд Ирвин торжественно открыл Нью-Дели. Кроме того, были посажены 10 тысяч деревьев, проложены десятки улиц, уже после открытия закончены деловой центр Коннот-Плейс, англиканский и католический соборы, храм Лакшми-Нараяны, построенный на средства семьи Бирла, и отель «Империал», принадлежавший богатому семейству Сингх.
Также в крупнейших городах Британской Индии и туземных княжеств строились грандиозные форты, дворцы и общественные здания (вокзалы, отели, суды, главпочтамты, музеи, университеты, библиотеки и соборы), такие как вокзал Виктория-Терминус, здания университета, Секретариата и Верховного суда в Бомбее, дворец Виктория-Мемориал, вокзал Хаура, здания университета, Главпочтамта и Верховного суда в Калькутте, Рипон Билдинг, Центральный вокзал, здания университета, Верховного суда и железнодорожной компании в Мадрасе, дворец Умайд-Бхаван в Джодхпуре, дворцы Амбавилас и Лалитха-Махал в Майсуре, дворец Лакшмивилас в Бароде, дворец Ага-хана в Пуне, дворцы Чоумахалла и Фалакнума в Хайдарабаде, дворцы Лалгарх и Лакшми-Нивас в Биканере, резиденция вице-короля Вайсрегал-Лодж в Шимле, здание суда и дворец махараджи в Бангалоре, дворец Джайвилас в Гвалиоре, дворец Ранджитвилас в Ванканере, дворец Уджаянта в Агартале и Новый дворец в Колхапуре.

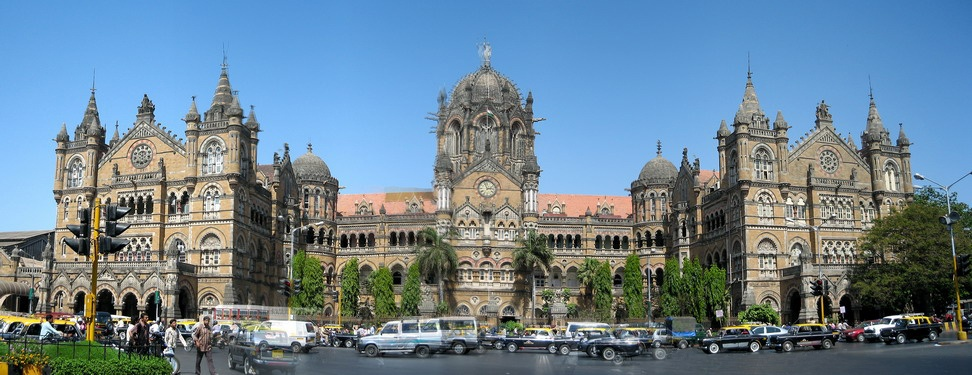
Виктория-Терминус
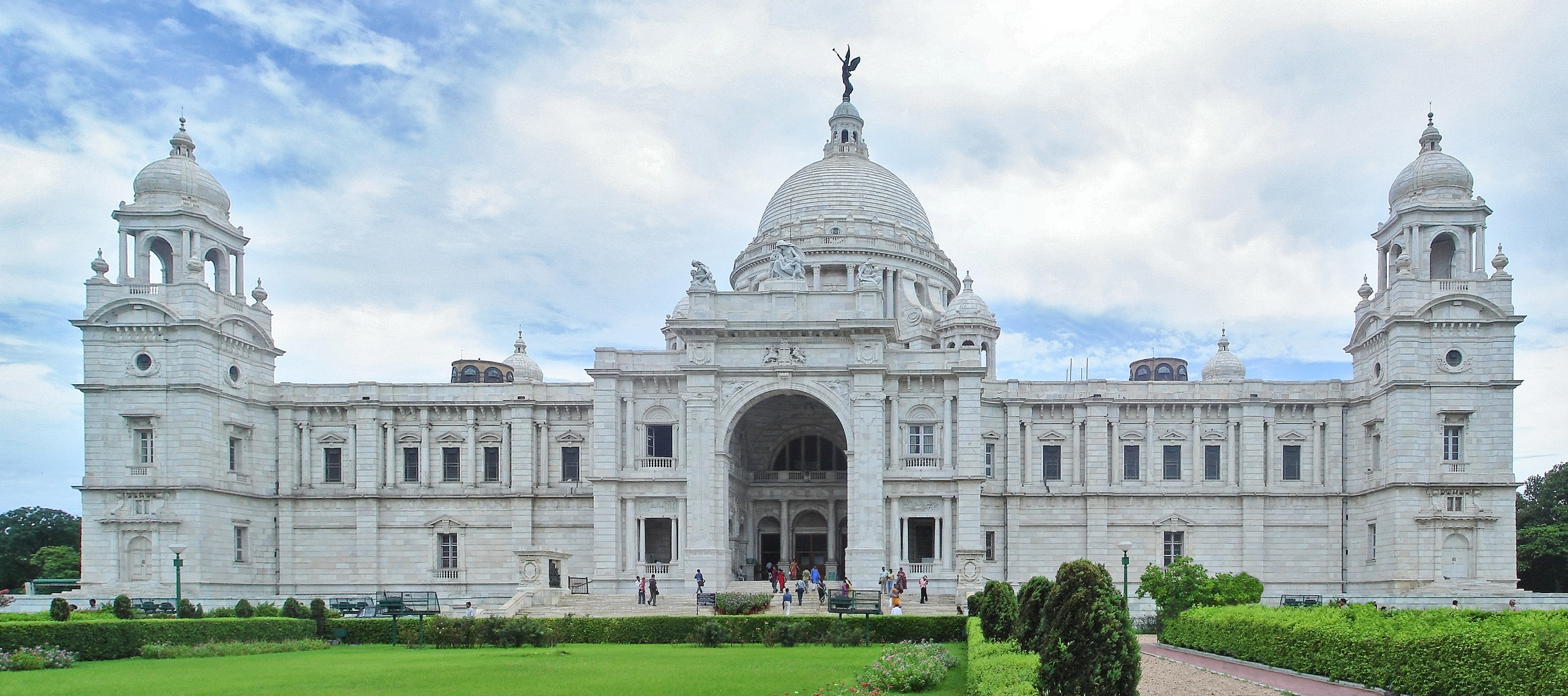
Виктория-Мемориал
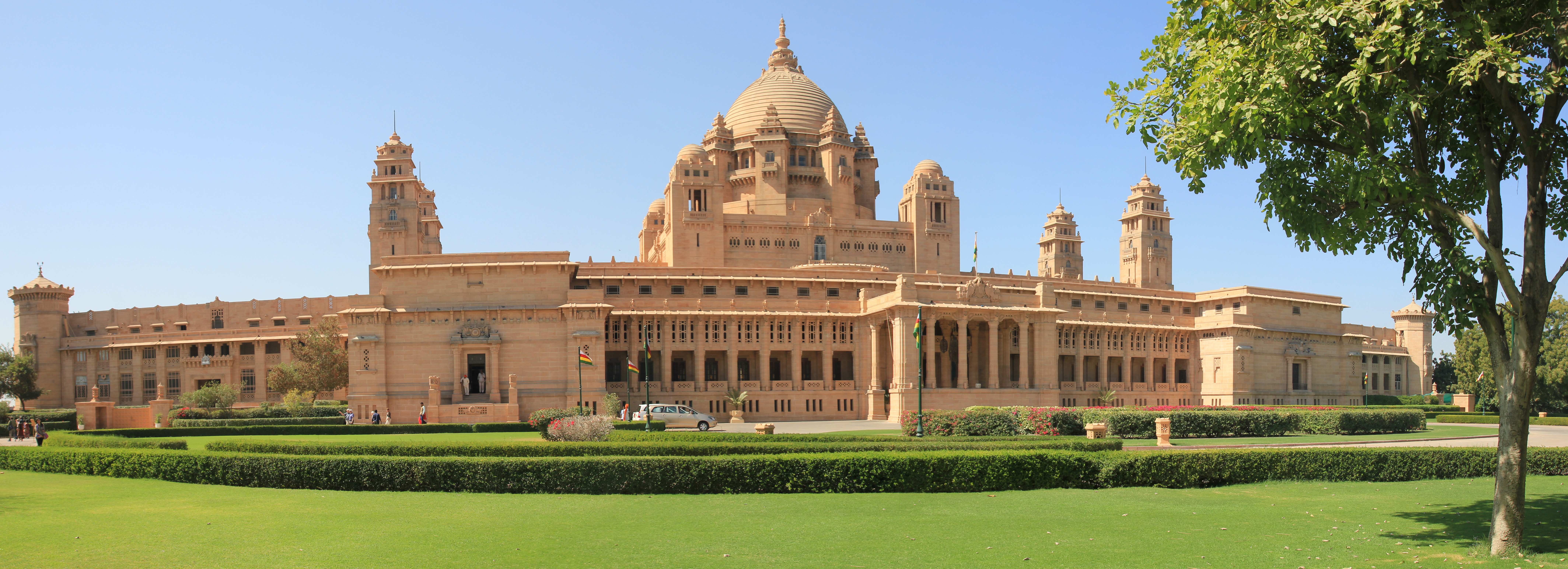
Умайд-Бхаван
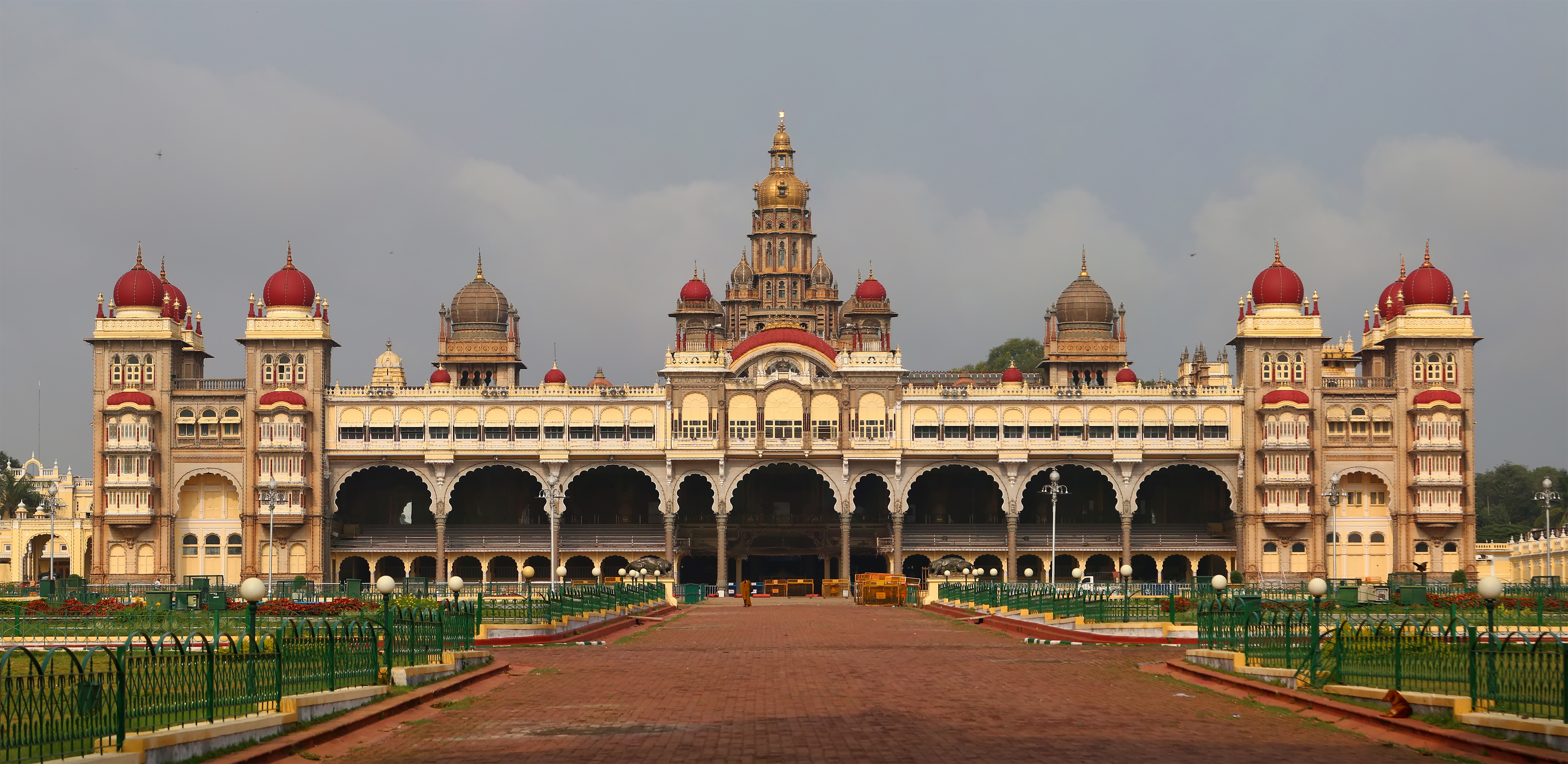
Амбавилас
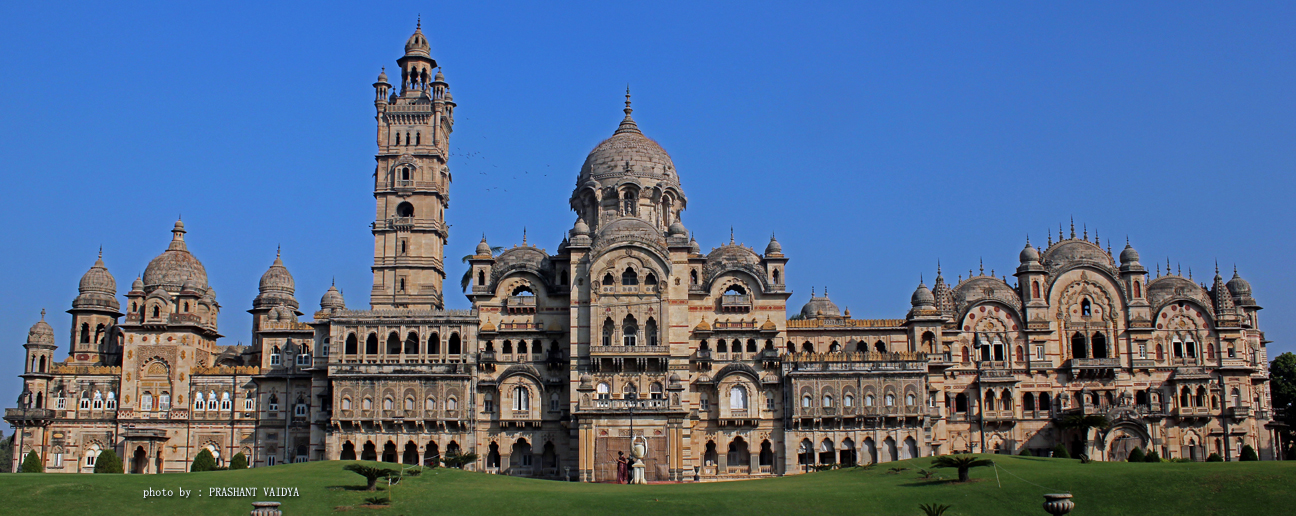
Лакшмивилас
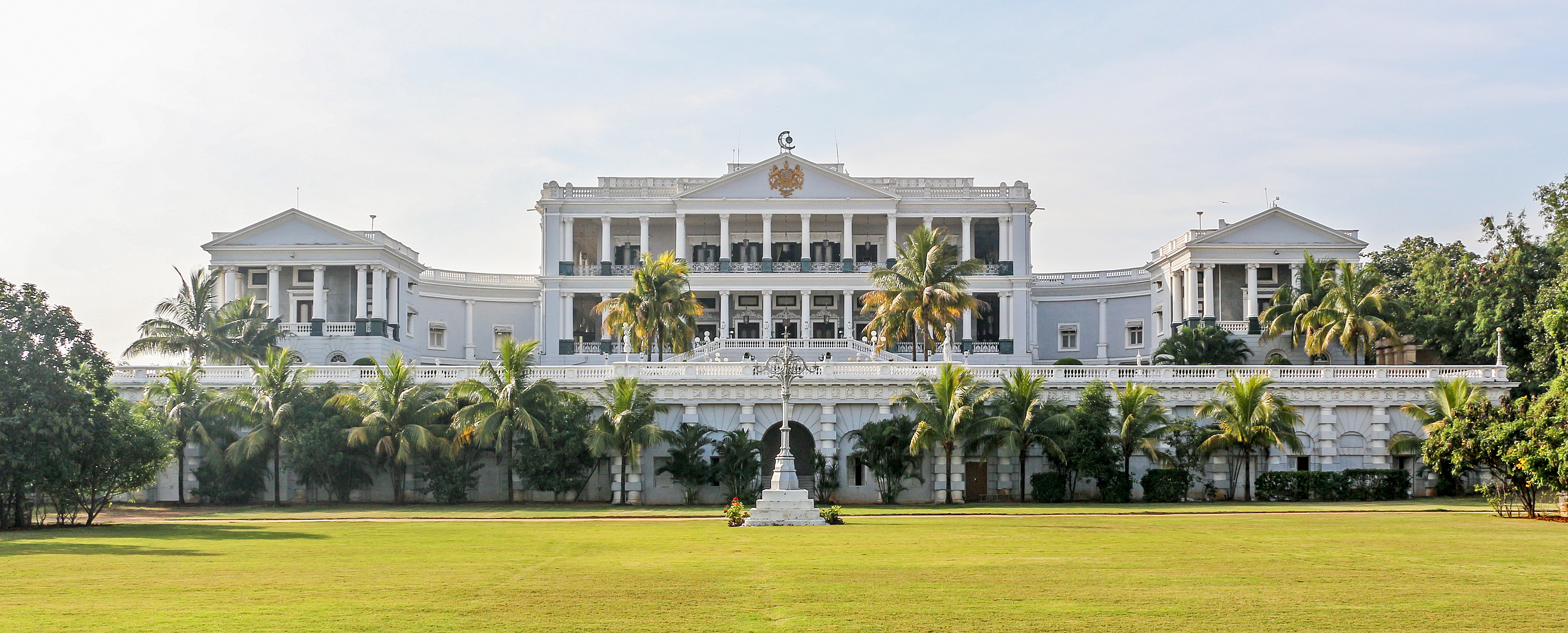
Фалакнума
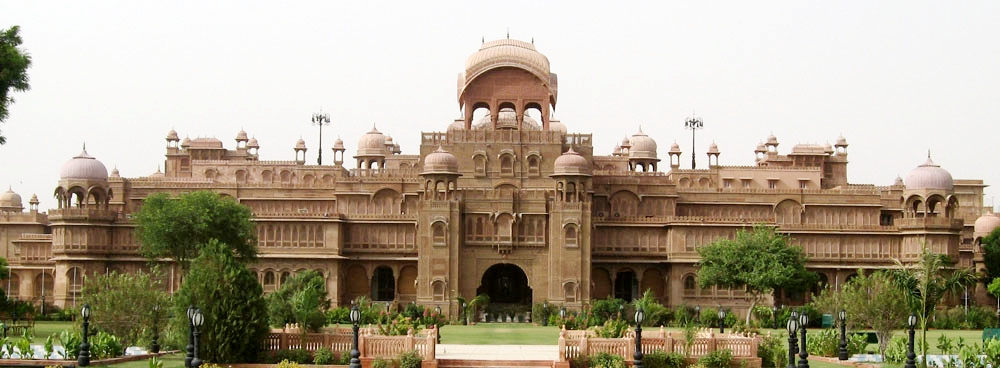
Лакшми-Нивас
Бангалорский дворец
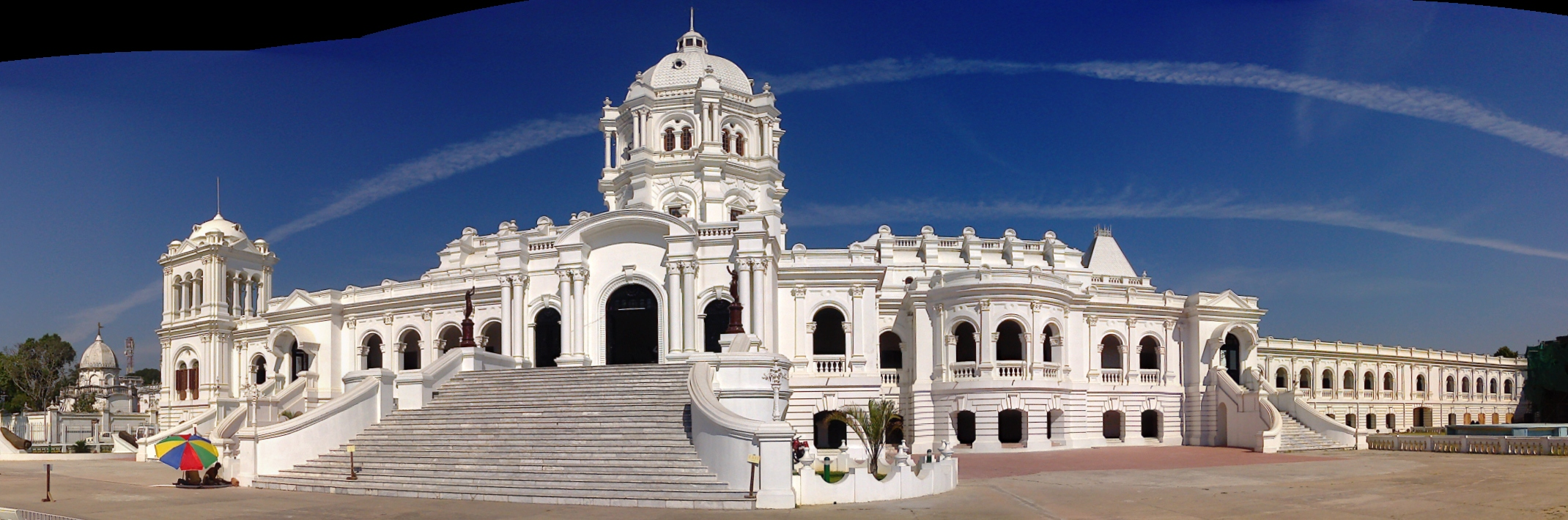
Уджаянта
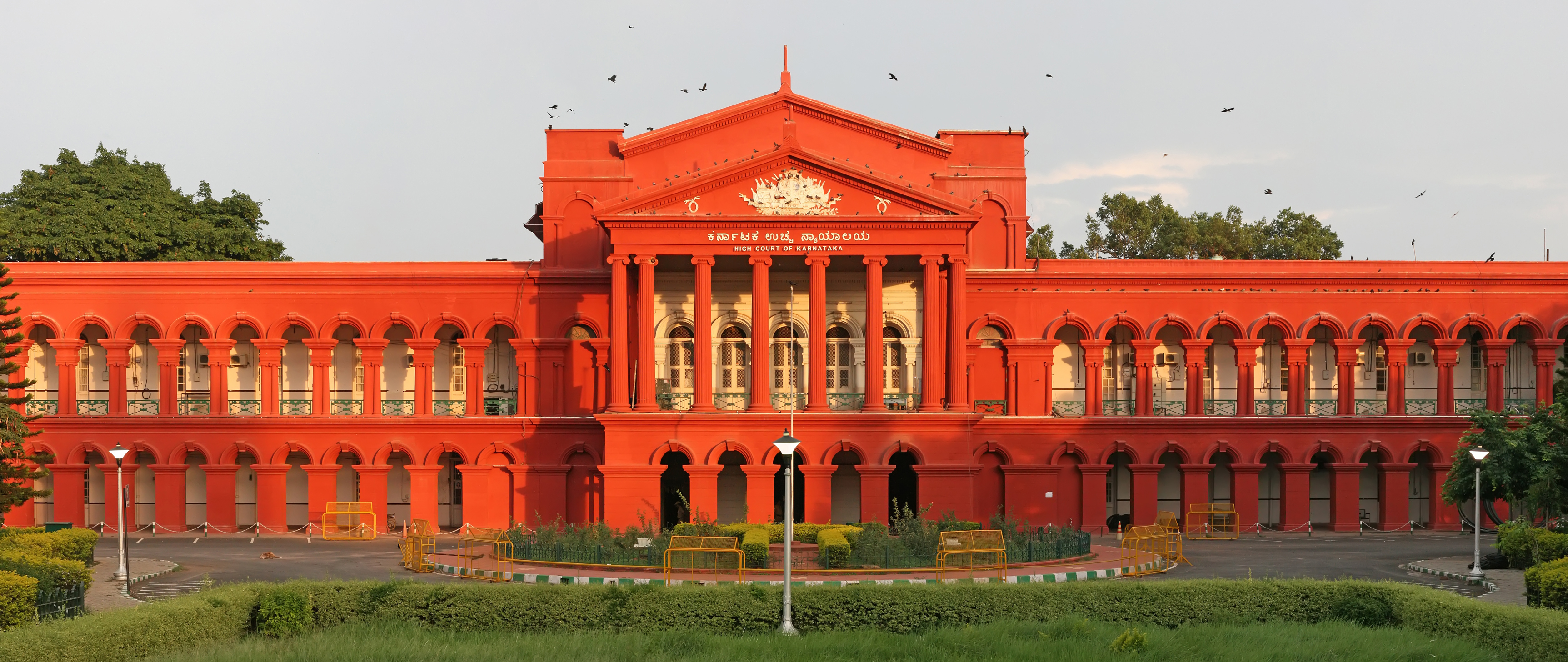
Суд Бангалора
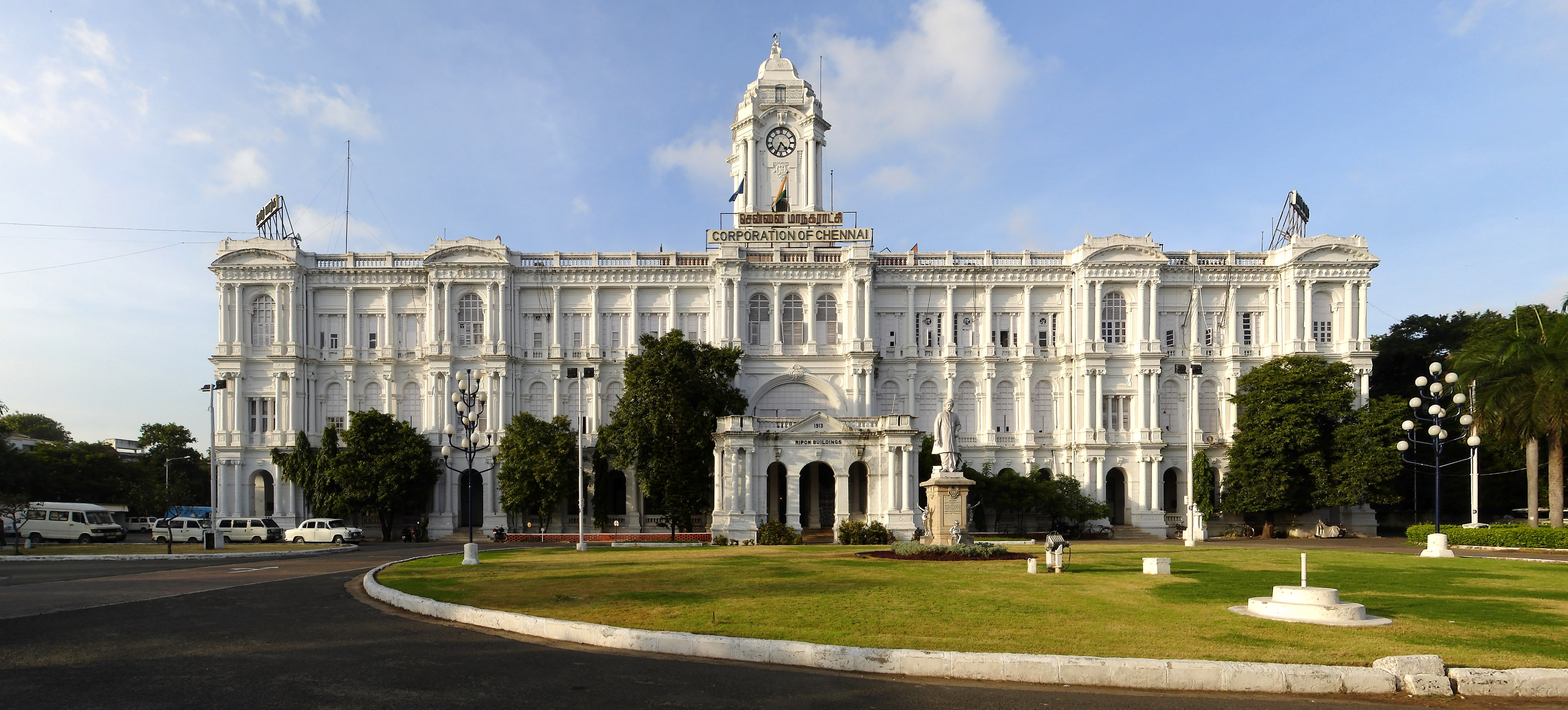
Рипон-билдинг
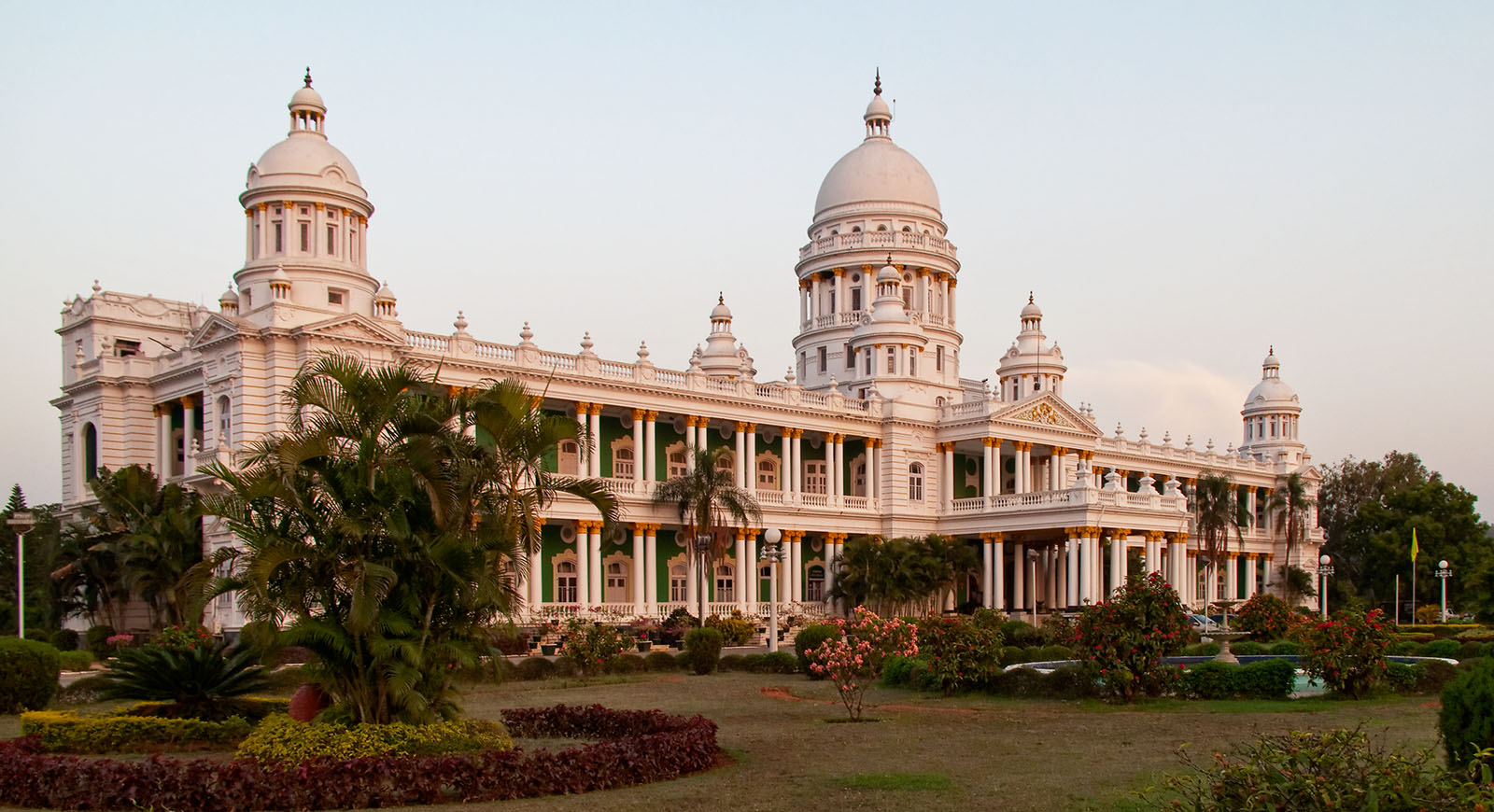
Лалитха-Махал
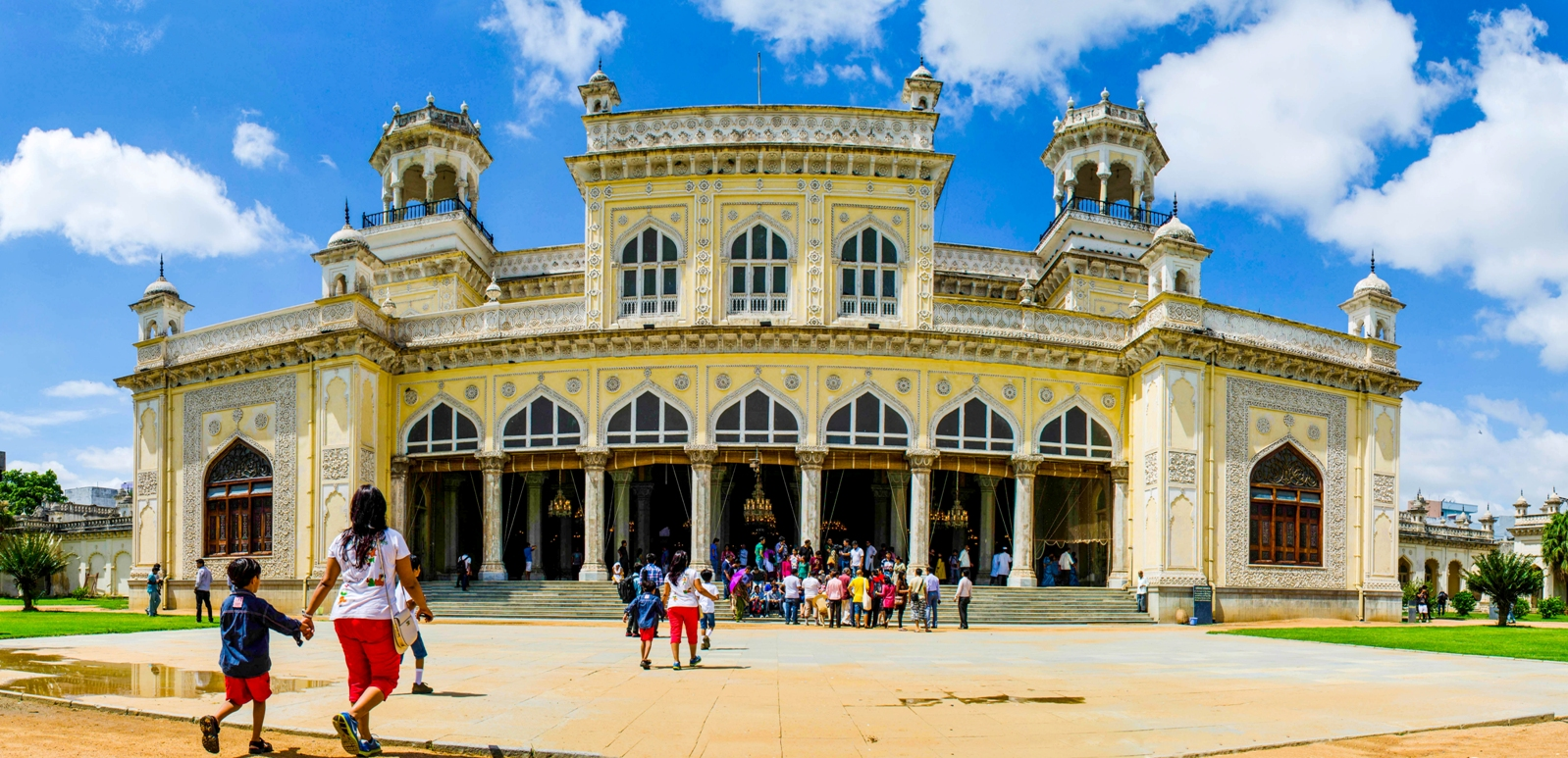
Чоумахалла
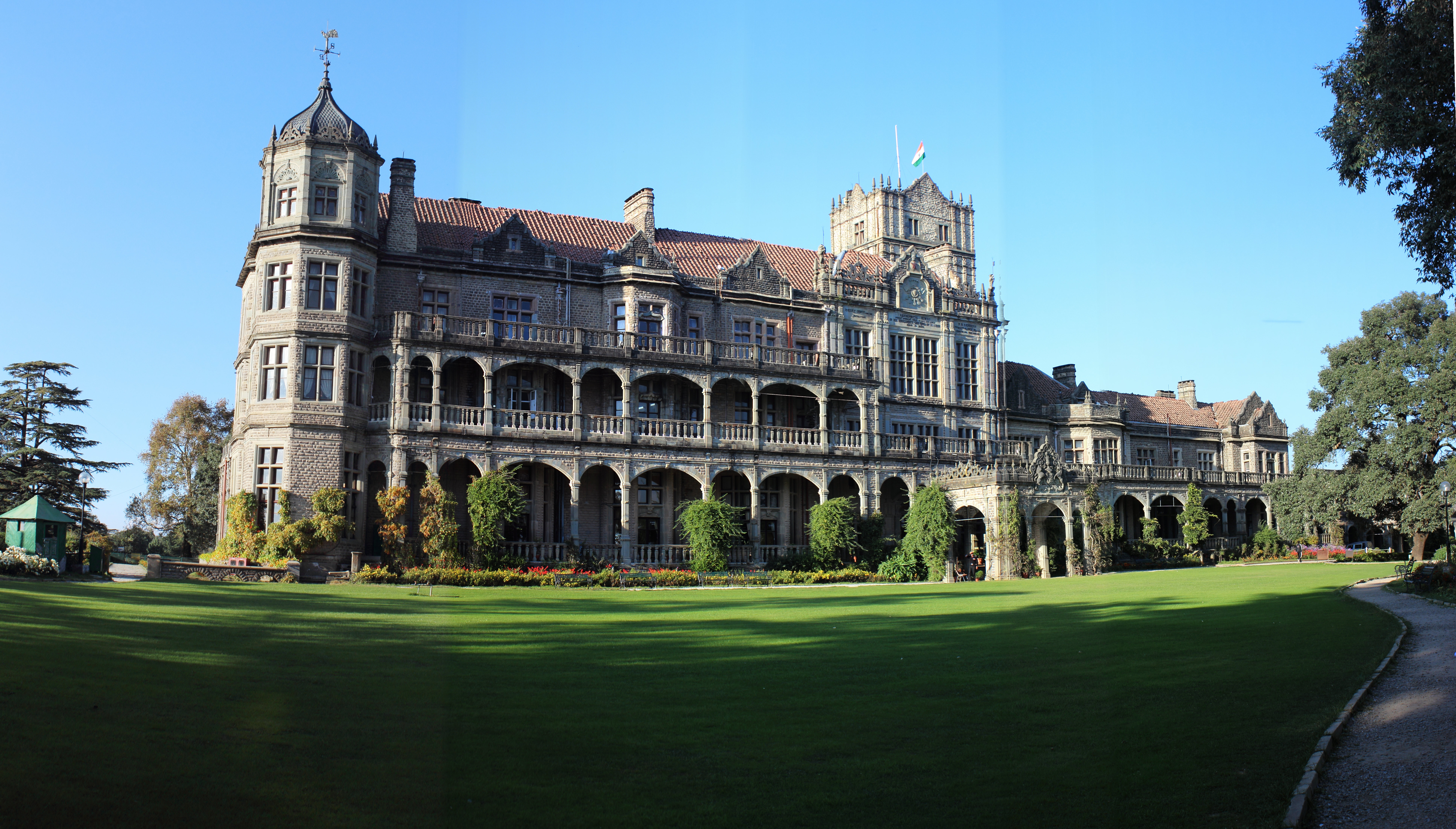
Вайсрегал-Лодж

Значительные ресурсы направлялись на постройку железнодорожных и автомобильных мостов, крупнейшими из которых были 3-километровый Аппер-Сон-бридж (1900) и 1,4-километровый Коилвар-бридж (1862) через реку Сон, 2,7-километровый Хавелок-бридж (1900) через реку Годавари, 2-километровый Памбан-бридж (1914) через Полкский пролив, 1,1-километровый Элгин-бридж (1896) через реку Гхагхра, 1-километровый Дафферин-бридж (1887) через реку Ганг, 1-километровый Олд-Наини-бридж (1865) через реку Джамна, 880-метровый Уиллингдон-бридж (1932) и 700-метровый Хаура-бридж (1943) через реку Хугли, 480-метровый Эллис-бридж (1892) через реку Сабармати.
Индийская экономика в британский период отличалась низким уровнем активности (с 1880 по 1920 год она росла в среднем на 1 % в год). Никакого долгосрочного изменения в уровне дохода на душу населения не происходило, хотя прожиточный минимум постепенно повышался. В экономике абсолютно доминировало сельское хозяйство, а доходы большинства крестьян находились у черты бедности. Благодаря строительству крупных ирригационных систем часть крестьян приступила к выращиванию высокодоходных культур, шедших на экспорт или в качестве сырья для индийской промышленности (хлопок, джут, сахарный тростник, чай и кофе). С 1820 по 1950 год доля Индии в глобальном ВВП сократилась с 20,1 % до 14,2 %.
В 1879 году британское правительство ввело в Индии режим свободной торговли и упразднило Индийскую таможенную линию, которая предназначалась для борьбы с контрабандистами и сбора соляного налога. Великая депрессия не оказала большого влияния на экономику Индии. Основная масса сельского населения, слабо вовлечённая в рыночные отношения, пережила кризис без сильного понижения прожиточного минимума. Тяжёлые последствия наблюдались в джутовой промышленности и торговле зерном, в то время как в сахарной промышленности наблюдался даже рост производства. По состоянию на 1947 год оплаченный капитал частных акционерных компаний Индии составлял 4,8 млрд рупий.

### Сельское и лесное хозяйство

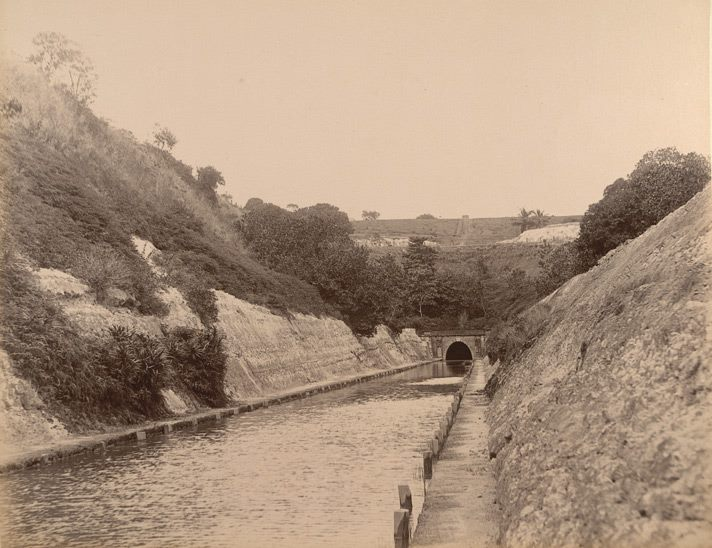
Ирригационный канал

Британские власти ввели в Индии две земельно-налоговые системы: райятвари, при которой землю арендовали крестьяне и мелкие феодалы, и заминдари, при которой земля находилась под контролем крупных феодалов из числа наследственной знати (махараджи, раджи, навабы и другие аристократы). Райятвари была распространена в Пенджабе, Бомбейском президентстве, Мадрасском президентстве и Ассаме, заминдари — в Бенгальском президентстве, Соединённых провинциях Агра и Ауд, Раджпутане и Центральных провинциях.
В конце XIX — начале XX века на Гангских равнинах, где ранее выращивали индиго, стали быстро распространяться посевы субтропических сортов сахарного тростника, хотя их урожайность оказалась меньшей, чем в Южной и Западной Индии (крупнейшими поставщиками сахарного тростника были Соединённые провинции, Бомбейское президентство, Мадрасское президентство, княжества Хайдарабад и Майсур). Основными хлопковыми районами были Бомбейское президентство (в том числе Гуджарат), Центральные провинции (в том числе Видарбха), Пенджаб, Хайдарабадское княжество (в том числе Северный Майдан) и Раджпутана.
Главными районами выращивания риса были Бенгалия, Бихар, Орисса, Мадрасское президентство (прежде всего дельты Кавери, Кришны и Годавари), Соединённые провинции и Керала; в неурожайные годы часть риса ввозилась из Британской Бирмы. Основными районами выращивания пшеницы являлись Пенджаб, Соединённые провинции, Центральные провинции, Бихар и Раджпутана, зернобобовых культур — Соединённые провинции, Центральные провинции и Раджпутана, просяных культур (баджры, раги, джовара) — Бомбейское президентство (в том числе Гуджарат), Хайдарабадское княжество (особенно Северный Майдан), Соединённые провинции, Раджпутана и Орисса.
Основными поставщиками джута были Бенгалия, Бихар и Ассам, чая — Ассам, Бенгалия и Мадрасское президентство, кофе — Майсурское княжество, Кург и Керала, табака — Мадрасское президентство (Андхра) и Гуджарат, арахиса — Гуджарат, Хайдарабад и Мадрасское президентство, кунжута — Бомбейское президентство, клещевины — Хайдарабад, батата — Бихар и Орисса, тапиоки — Керала, яблок — Джамму и Кашмир, бананов — Мадрасское и Бомбейское президентства, кокосовых орехов — Керала и Мадрасское президентство, арековых орехов — Майсур и Керала, кардамона — Керала и Сикким, красного перца чили — Мадрасское президентство, Бомбейское президентство и Хайдарабадское княжество, чёрного перца и имбиря — Керала. Главными шёлководческими регионами Индии были Майсур, Ассам и Бенгалия. Основной улов рыбы приходился на Кералу, Мадрасское президентство, Бенгалию, Гуджарат и Конкан. Главными регионами по заготовке древесины были Ассам, Керала и Центральная Индия.
Наряду с крупными инвестициями в инфраструктуру (железные и грунтовые дороги, морские порты и телеграфные линии) британские власти вкладывали большие средства в оросительные каналы и ирригационные системы. Огромное значение имели Гангский канал, протянувшийся от Хардвара до Канпура, системы каналов в Ассаме — проложенные для орошения чайных плантаций, и в Пенджабе — оросившие огромные засушливые территории. К началу XX века в Индии действовала одна из крупнейших в мире ирригационных систем.
Различные факторы, в том числе засухи, наводнения, болезни растений и спекуляции зерном, нередко приводили к массовому голоду в Индии. Например, голод в Верхнем Доабе и части Пенджаба (1860—1861) унёс жизни около 2 млн человек, голод в Ориссе и Бихаре (1866—1867) — около 1 млн человек, голод в Раджпутане и на прилегающих территориях (1869) — около 1,5 млн человек. Во время «Большого голода» 1876—1878 годов, охватившего Мадрасское и Бомбейское президентства, а также княжества Майсур и Хайдарабад, погибло около 5,5 млн человек, голод 1896—1897 годов, поразивший Соединённые провинции, Центральные провинции, Бихар, части Пенджаба, Мадрасского и Бомбейского президентств, унёс жизни около 5 млн человек, во время голода в Бенгалии в 1943 году умерло более 2 млн человек.
В сельской местности традиционно важную роль играли военно-земледельческие касты — раджпуты и джаты в Северной и Северо-Западной Индии, маратха и кунби в Западной Индии, редди и капу в Анхре, воккалига (оккалига) в Майсурском княжестве, веллалары (веллала) в Мадрасском президентстве, наиры (наяры) в Керале. Преимущественно из их числа происходили местные княжеские династии, крупнейшие землевладельцы, чиновники колониальной администрации, формировались феодальное ополчение или полицейские силы.
В начале XX века более 70 % экономически активного населения Индии было занято в сельском хозяйстве. Согласно официальным данным, в 1947 году более 60 % всех земель принадлежали князьям и крупным заминдарам, а остальная часть была распылена между миллионами крестьянских хозяйств, находившихся в кабальной зависимости от ростовщиков и посредников.

### Промышленность и ремёсла

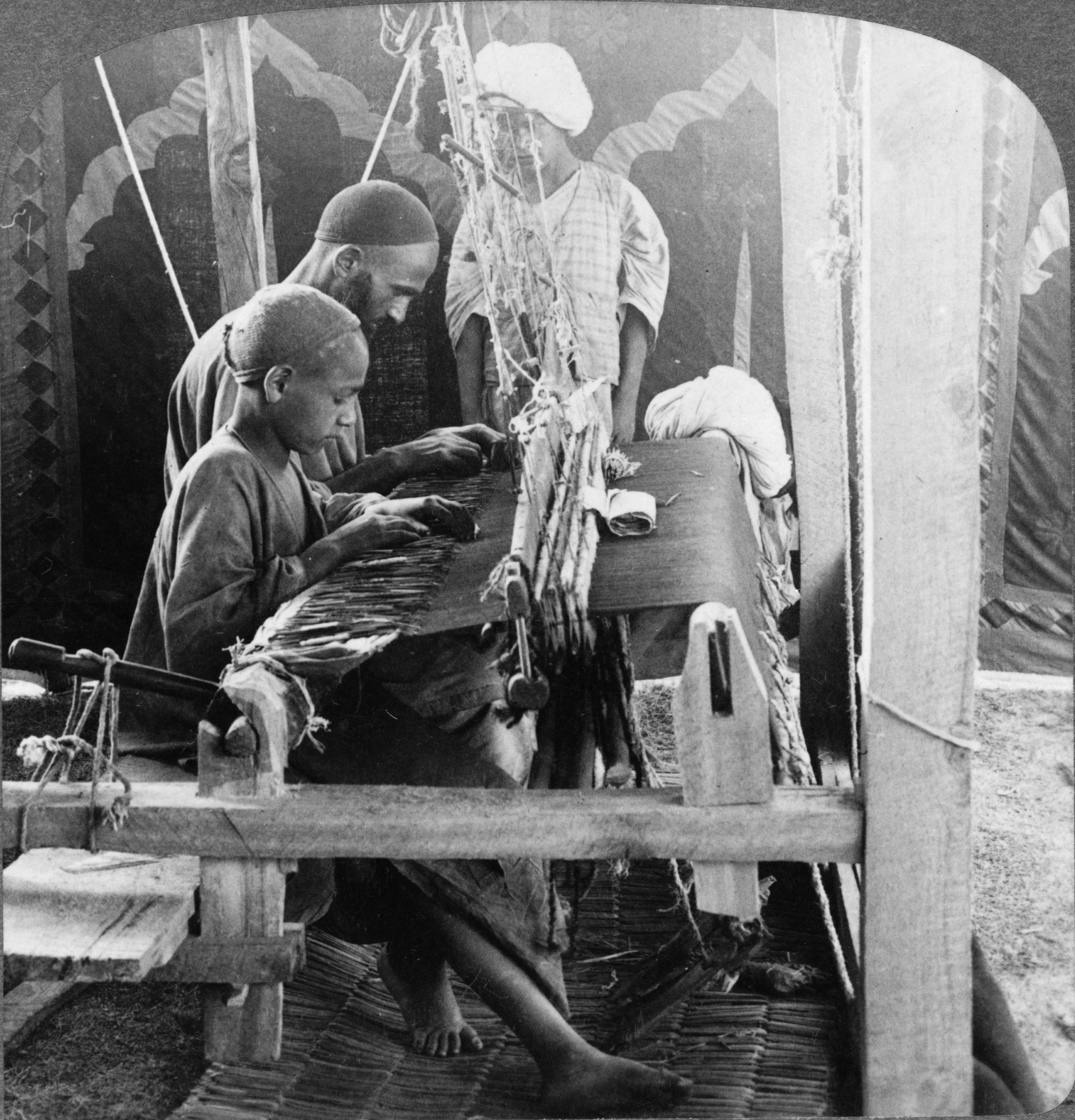
Кашмирские ткачи

Основными промышленными центрами Британской Индии являлись Калькутта на востоке, Бомбей на западе, Мадрас на юге, Канпур и Дели на севере.
Крупными центрами текстильной промышленности были Калькутта, Бомбей, Ахмадабад, Канпур, Коимбатур, Мадурай и Мадрас, центрами кожевенно-обувной промышленности — Канпур, Агра, Большая Калькутта (в том числе Батанагар) и Мадрас, центром бумажной промышленности — Большая Калькутта (в том числе Титагарх и Найхати). Повсеместно в городах и деревнях Индии были разбросаны кустарные предприятия, производившие ткани, одежду, обувь, ковры, циновки, домашнюю утварь, а также кирпич, черепицу и примитивные сосуды для воды и зерна.
Большое значение для британских властей имело производство локомотивов и вагонов. В 1862 году был построен завод в Джамалпуре, в 1928 году — в Тируччираппалли, в 1947 году — в Асансоле (выпуск продукции начался в 1950 году). Другой важной сферой для колониальных властей являлось производство оружия и боеприпасов (до 1947 года в Индии размещалось 18 правительственных оружейных предприятий). На нужды британской армии работали арсенал в Форт-Уильяме, фабрика пороха и ружей в Ишапуре (Бенгалия), фабрики пушек и ружей в Коссипуре (Бенгалия), фабрика пушек в Джабалпуре, фабрика пороха в Аруванкаду (Нилгири), фабрика конской сбруи в Канпуре и другие предприятия.
Среди горнорудных регионов лидировали Бихар (уголь и железная руда), Бенгалия (уголь), Орисса (уголь), Центральные провинции (уголь и алмазы), Видарбха (марганцевые руды и уголь), единственным нефтедобывающим регионом был Ассам. Важнейшим металлургическим центром был Джамшедпур, ведущим центром нефтепереработки — Дигбой (Ассам).

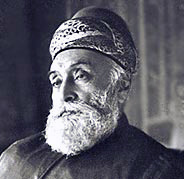
Джамшеджи Тата

В отличие от само́й Великобритании, пережившей в конце XVIII — первой половине XIX века промышленную революцию, Британская Индия во второй половине XIX веке не подверглась значительной индустриализации (хотя в период владычества Ост-Индской компании и обладала значительным экспортным потенциалом в сфере хлопчатобумажных и шёлковых тканей, специй и риса). Индийская текстильная промышленность не выдерживала конкуренции с английскими фабриками, внедрявшими новые технологии, особенно прядильные станки и паровые двигатели.
Огромный вклад в развитие промышленности Индии внёс предприниматель Джамшеджи Тата. В 1877 году он основал в Бомбее компанию Central India Spinning, Weaving and Manufacturing, положив начало кардинальным изменениям в индийской текстильной отрасли. В то время как большинство предприятий Британской Индии изготавливали дешёвую грубую пряжу и низкокачественные хлопчатобумажные ткани, используя местный коротковолокнистый хлопок и устаревшее английское оборудование, Тата начал импортировать дорогой длинноволокнистый хлопок из Египта и сложное оборудование из США, благодаря чему стал успешно конкурировать с импортными тканями из метрополии.
В 1890-х годах Джамшеджи Тата стал разрабатывать планы инвестирования в тяжёлую промышленность. Tata Iron and Steel Company (TISCO), возглавляемая его сыном Дорабджи Тата, в 1908 году начала строительство металлургического завода в Джамшедпуре. Вскоре компания, используя американские технологии, превратилась в ведущего производителя стали в стране (в 1945 году в TISCO работало около 120 тыс. человек, получавших более высокую зарплату, чем в среднем по отрасли). Семья Тата, как и большинство тогдашних индийских предпринимателей, поддерживала национализм, но лояльно относилась к британским властям, опасаясь роста активности профсоюзов и левацких движений.

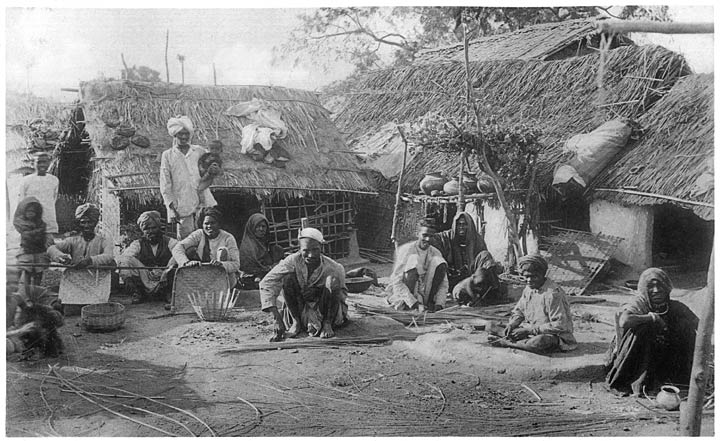
Неприкасаемые, занятые плетением корзин

Значительную часть кустарей и ремесленников в деревнях и городах Британской Индии составляли неприкасаемые. Они выполняли работы, считавшиеся у индуистов нечистыми и оскверняющими: свежевание туш, выделку и обработку кож, стирку белья, утилизацию трупов павших животных, уборку мусора и нечистот. Крупнейшими кастами наследственных профессий были кумхары (гончары), чамары (кожевники), мучи (сапожники), дхоби (прачки), бханги (мусорщики). Также к числу неприкасаемых относились бродячие артисты (в том числе представители касты хиджра), акушерки и некоторые касты рыбаков.
В Северной и Центральной Индии среди мусорщиков и ассенизаторов преобладали члены каст дом (домба), чухра (чура) и бханги, перевозкой товаров занимались кочевники-банджары. Члены низших каст, особенно в деревнях, чаще всего соблюдали верность традиционным профессиям. Ритуальная «нечистота» профессии ещё не делала касту автоматически неприкасаемой, в большей мере на это влияла сословная принадлежность её членов. Изменение профессии значительной группой лиц из одной касты приводило к образованию новой касты, которая нередко имела более высокий статус.
К 1947 году Индия обладала сравнительно развитой джутовой, хлопчатобумажной, сахарной и табачной промышленностью, имела значительные мощности в горнодобывающей отрасли (добыча угля, железных и марганцевых руд, слюды). Однако в стране были весьма слабо представлены машиностроение, металлургия и химическая промышленность.

### Транспорт и связь

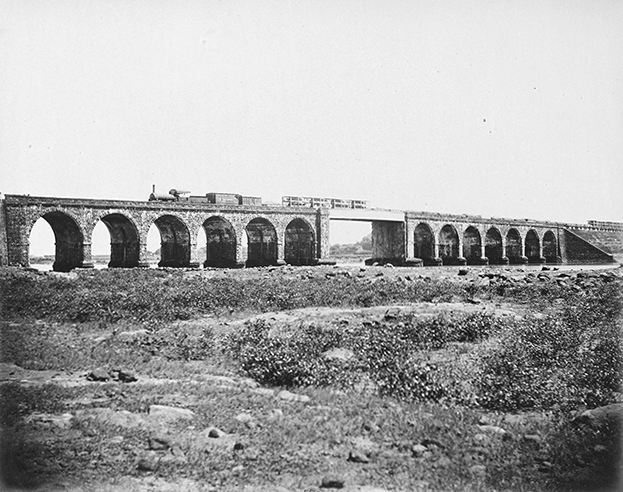
Пассажирский поезд едет через железнодорожный виадук Танна

После постройки первых железных дорог, соединивших Бомбей с Тханой (1853), Хауру с Хугли (1854) и Мадрас с Аркотом (1856), развитие железнодорожного транспорта набирало обороты с каждым годом. Особенно оно ускорилось после подавления сипайского восстания, когда по всей стране в военно-стратегических и экономических целях развернулось масштабное железнодорожное строительство. Сеть индийских железных дорог имела свои региональные особенности. По территории британских провинций проходили ширококолейные магистрали, в то время как в княжествах — как правило дороги метровой колеи.
В 1859 году была проложена линия от Аллахабада до Канпура, в 1866 году началось движение на главной северной магистрали от Хауры (пригород Калькутты) до Дели, в 1870 году на линии Хаура — Аллахабад — Бомбей, в 1871 году — на линии Бомбей — Мадрас. В 1875 году началось движение между Дели и Джайпуром, а также была проложена линия от Хатхраса до Матхуры. В 1881 году была закончена Дарджилингская железная дорога, соединившая Силигури и Дарджилинг, и линия от Джайпура до Ахмадабада.
В 1898 году была построена горная железная дорога Калка-Шимла, соединившая Дели с летней столицей Британской Индии, в 1908 году — горная железная дорога Нилгири. В 1900 году открылось движение на линии Хаура — Нагпур — Бомбей, в 1901 году на линии Хаура — Мадрас, в 1906 году на линии Хаура — Гая — Дели, в 1929 году — на линии Дели — Мадрас. На больших узловых станциях для железнодорожных рабочих строились отдельные комфортабельные городки или жилые кварталы со своими домами, школами, магазинами, спортивными площадками и церквями (по традиции многие семьи железнодорожников исповедовали христианство).
Если в 1861 году в Индии имелось 2,5 тыс. км железнодорожных путей, то в 1871 году — более 8 тыс. км, в 1911 году — более 50 тыс. км, в 1947 году — более 65 тыс. км. Крупнейшими железнодорожными компаниями Индии были East Indian Railway Company (основана в 1845 году в Лондоне, базировалась в Калькутте, в 1925 году перешла под управление правительства и была разделена на шесть дивизионов), Great Indian Peninsula Railway (основана в 1849 году в Бомбее, в 1925 году перешла под управление правительства), South Indian Railway Company (образовалась в 1874 году путём слияния Great Southern India Railway Company, основанной в 1853 году, и Carnatic Railway Company, основанной в 1869 году; сперва базировалась в Тричи, затем в Мадурае и Мадрасе, в 1944 году перешла под управление правительства), Bombay, Baroda and Central India Railway (основана в 1855 году в Бомбее) и North Western State Railway (основана в 1886 году путём слияния нескольких компаний).
Порт Калькутты первенствовал в Индии по грузообороту на протяжении всего XIX и первой половины XX века (другими важными портами были Бомбей, Мадрас, Сурат и Кочин). Большое значение имело речное судоходство по Гангу, но из-за конкуренции железных дорог, прошедших по долине, регулярное движение пароходов со временем прекратилось. Важнейшей сухопутной дорогой Британской Индии была Grand Trunk Road, протянувшаяся от Калькутты до Пешавара через Варанаси, Дели и Лахор.

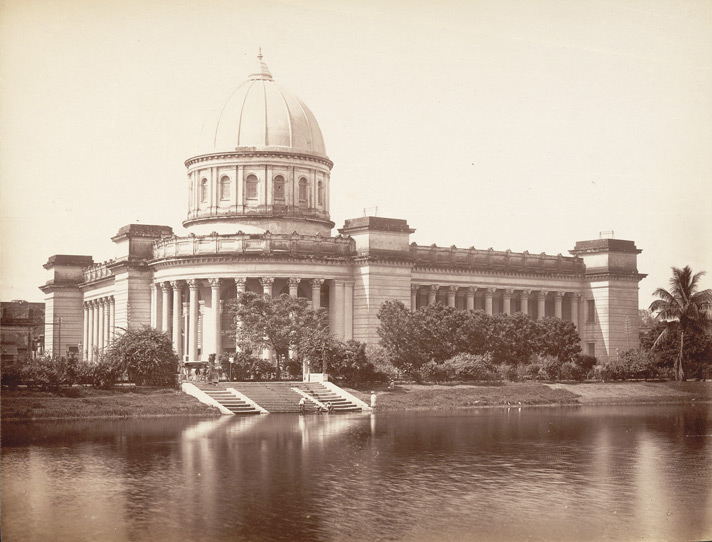
Главпочтамт Калькутты

Первые почтовые отделения появились в Индии ещё в 1774 году, и в те времена они были объединены в три округа с центрами в Калькутте, Мадрасе и Бомбее. К началу 1860-х годов в Индии насчитывалось почти 900 почтовых отделений. Особенной пышностью выделялись главпочтамты в крупнейших индийских городах и столицах княжеств. В 1860 году был основан Пенджабский почтовый округ, в 1866 году — округ Центральных провинций, в 1870 — округ Ауда, в 1871 году — округ Раджпутаны, в 1873 году — округ Ассама, в 1877 году — округ Бихара. Первый руководитель почтовой службы базировался в Аллахабаде. В 1882 году по всей стране, кроме Бомбейского президентства, открылись почтовые отделения Государственного сберегательного банка.
В 1885 году был принят закон о контроле властей над телеграфом и другими видами связи. В 1911 году французский пилот Анри Пеке совершил первый в мире почтовый полёт, доставив корреспонденцию из Аллахабада к железнодорожной станции Наини. В 1914 году департаменты почты и телеграфа слились в единую службу. К этому моменту на территории Британской Индии имелось восемь почтовых округов (Бенгалия и Ассам, Бихар и Орисса, Бомбей и Синд, Бирма, Центральные провинции, Мадрас, Пенджаб и Северо-Западная пограничная провинция, Соединённые провинции). В 1937 году Бирма и её почтовый округ формально вышли из состава Британской Индии.

### Финансовый сектор
Во второй половине XVIII века колониальные власти выпускали бенгальские рупии «сикка» (sicca-rupie), бомбейские рупии «сират» (sirat-rupie) и мадрасские рупии «аркот» (arcot-rupie). Кроме того, тогда же начался выпуск рупий в виде бумажных банкнот. Их выпускали Банк Индостана, Генеральный банк Бенгалии и Бихара, Бенгальский банк и некоторые другие финансовые учреждения колонии. В 1835 году Британская Ост-Индская компания начала выпуск унифицированных серебряных рупий и унифицированных золотых мухров с изображением английских королей.
Монеты Британской Индии
В 1861 году монополию на выпуск бумажных денег в Индии получило британское правительство. В 1862 году серебряная монета получила название «правительственной рупии». В последний раз собственная золотая монета Британской Индии была выпущена в 1918 году, однако некоторые индийские туземные княжества продолжали выпускать свои золотые монеты вплоть до вхождения в состав суверенной Индии. Кроме того, в 1918 году монетный двор Бомбея был объявлен филиалом Королевского монетного двора Лондона. В 1928 году началось производство банкнот в Нашике. В 1935 году в Бомбее был основан Резервный банк Индии, который осуществлял эмиссию денег.
В некоторых больших «туземных» княжествах имелись свои валюты (например, Хайдарабадская рупия в Хайдарабадском княжестве или Траванкорская рупия в Траванкоре). Кроме того, в португальских и французских колониях ходили собственные банкноты и монеты (рупия Португальской Индии и рупия Французской Индии соответственно).
Крупнейшими финансовыми учреждениями Британской Индии были Bank of Calcutta (1806), переименованный в 1809 году в Bank of Bengal, Bank of Bombay (1840) и Bank of Madras (1843). В 1862 году только эти три банка получили монопольное право печатать бумажные купюры. В 1921 году все три банка с 70 отделениями были объединены в Imperial Bank of India, который объединил в себе функции центрального, коммерческого и правительственного банка (в 1935 году часть функций отошла новосозданному Резервному банку Индии).
Британская Индия, в которой действовал серебряный стандарт, несла значительные потери в торговле со странами, где был распространён золотой стандарт (особенно с Британией и США). Также Британия фактически навязала колониальной Индии режим «свободной торговли», регулируя при этом тарифную политику. С 1920-х годов между колониальным правительством и индийскими националистами шли острые дискуссии по вопросу девальвации рупии (националисты требовали девальвировать рупию для развития промышленного сектора, а правительство стремилось с помощью высоких ставок защитить британские инвестиции). Налоговый гнёт британских властей нередко приводил к народным волнениям. В 1930 году Махатма Ганди в знак протеста против британского налога на соль возглавил так называемый «Соляной поход».

### Внешняя торговля

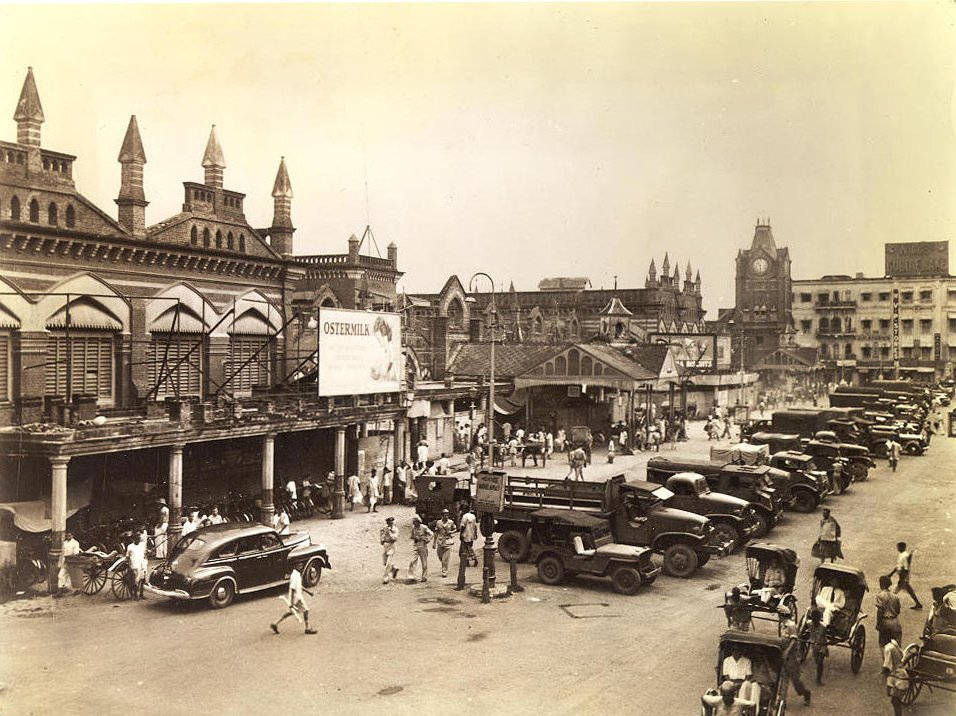
Новый рынок Калькутты

В период британского правления экономика Индии носила закрытый и протекционистский характер. До 1932 года колониальная торговля была ориентирована в основном на метрополию и лишь отчасти на другие британские колонии (Аден, Стрейтс Сетлментс, Гонконг, Австралия). Основными статьями экспорта были хлопок, чай, кофе, кожи, пряности, джутовые изделия, марганцевая руда; в импорте преобладали ткани, транспортное и промышленное оборудование, химикаты, металлы и продовольствие (причём британские товары ввозились беспошлинно, а индийский экспорт облагался таможенными сборами).
Внешняя торговля велась через пять отдельных таможен — Бенгалии, Мадраса, Бомбея, Британской Бирмы и Синда. К внешней торговле не относилась прибрежная торговля между отдельными территориальными образованиями Британской Индии, а также с французскими и португальскими портами, расположенными на Индостане (но к ней относилась торговля с другими британскими колониями в Азии). Эта система сохранялась до 1947 года (за исключением Британской Бирмы, отделившейся в 1937 году).
Таким образом, каботажные перевозки из Тамилнада на Британский Цейлон учитывались как внешняя торговля, а дальнее плавание из Карачи в Рангун — как прибрежная торговля. Около 90 % внешней торговли Британской Индии приходилось на морские перевозки и лишь оставшиеся 10 % — на сухопутную торговлю. Часть внешней торговли приходилась на реэкспорт товаров из Непала и Цейлона. В 1875 году британскому парламенту был подготовлен первый отчёт о внешней торговле Британской Индии (до этого торговая статистика предоставлялась в Лондон по отдельным провинциям). К концу XIX века во многом благодаря внешней торговле британское правление в Индии расширилось от главных портовых городов (Калькутта, Бомбей, Мадрас) и с помощью железных дорог и телеграфа охватило глубинные районы Индийского субконтинента.
Кроме Великобритании, на которую приходилась основная часть внешней торговли Британской Индии, во второй половине XIX века важными партнёрами были также Китай (львиная доля оборота приходилась на поставки опиума через Гонконг), Япония и Сингапур. Важной статьёй внешней торговли, особенно импорта, были операции с золотом и серебром, которые использовались преимущественно для ювелирных украшений. Постепенно британские и индийские торговые дома, сколотившие состояния на опиумной торговле, под воздействием различных обстоятельств переориентировались на поставки хлопка, пряжи, тканей, риса, чая, пряностей и сахара.

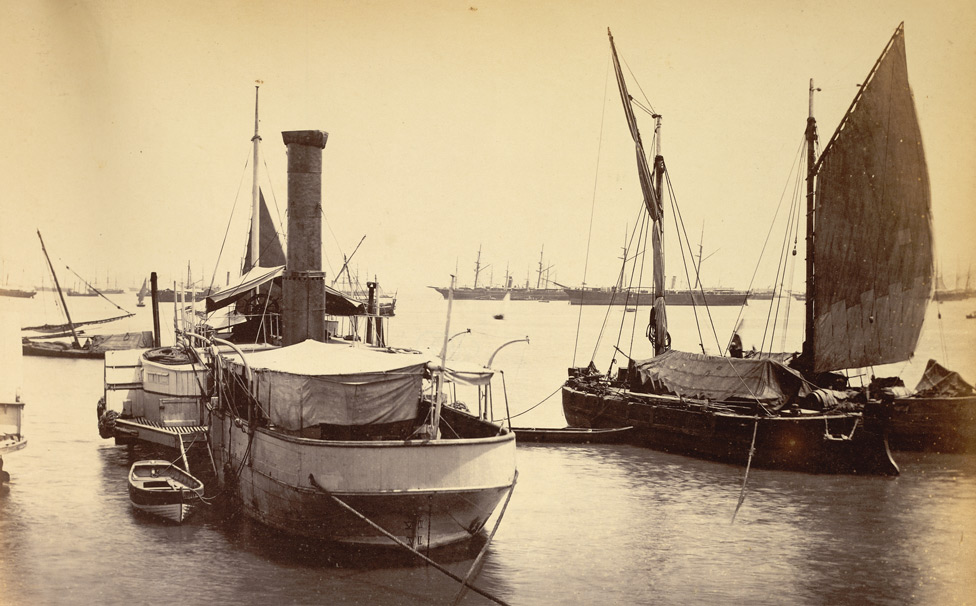
Порт Бомбея

После Первой мировой войны индийская экономика была затронута стагнацией экономики Великобритании, но постепенно внешняя торговля Британской Индии увеличивалась. Однако, в середине 1920-х годов наступил спад, экспорт основных товарных групп резко сократился, многие индийские товары не могли конкурировать с японской продукцией. С началом Великой депрессии возросла роль национальной промышленности, которая пыталась хотя бы отчасти заменить сократившийся импорт.
После экономической конференции стран Британской империи, прошедшей летом 1932 года в Оттаве, была установлена зона ограниченных тарифных барьеров в торговле между членами Британского содружества наций. Для остальных государств в торговле с членами Содружества были установлены повышенные тарифы, что значительно ограничивало конкуренцию на индийском рынке.
В ходе Второй мировой войны (1944) Великобритания под давлением была вынуждена предоставить США режим наибольшего благоприятствования в торговле с Индией и другими британскими колониями. Длительная зависимость от метрополии в качестве рынка сбыта промышленных изделий и сырьевого источника наложила отпечаток на экономическое развитие Индии после 1947 года.
Что касается самой метрополии, то в период Британского Раджа доля Индии во внешней торговле Великобритании постепенно снижалась (хотя временами и наблюдались этапы роста). Доля Индии в британском экспорте товаров в 1860 году составляла около 11 %, в 1870 году — 8 %, в 1880 году — более 11 %, в 1900 году — 9 %, в 1910 году — 12 %, в 1920 году — более 8 %, в 1930 году — менее 8 %, в 1940 % — 6 %, в 1948 году — около 7 %. Доля Индии в британском импорте товаров в 1860 году составляла более 7 %, в 1870 году — 8 %, в 1890 году — более 5 %, в 1900 году — более 6 %, в 1920 году — менее 5 %, в 1930 году — более 6 %, в 1940 году — около 5 %, в 1948 году — менее 4 %.

### Британский капитал

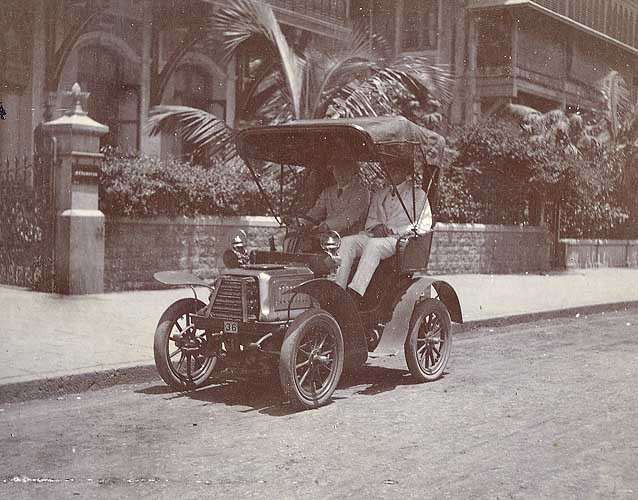
Британская Индия. Начало XX века

В отличие от прежних завоевателей Индии, британцы не ассимилировались местным населением и долгое время рассматривали колонию как арену для выкачивания богатств, которые переправлялись в метрополию. Индию называли «крупнейшим бриллиантом в британской короне». Вывезенные из страны богатства, добытые на начальном этапе путём разграбления имущества покорённых князей и крупных феодалов, легли в основу многих крупнейших состояний Британии. После установления британского владычества главными источниками колониальных доходов стали земельный налог, вывоз сырья и беспошлинный ввоз промышленных товаров. Вскоре Индия превратилась и в арену вложения английского капитала.
Строительство железных дорог и разработка первых угольных шахт были начаты ещё до сипайского восстания. В 1850-х годах в Калькутте были созданы первые британские джутовые фабрики. В 1860—1890-х годах протяжённость железных дорог увеличилась с 1,3 тыс. км до 25,6 тыс. км. Другими объектами британских инвестиций стали плантационное хозяйство и строительство оросительных каналов в районах выращивания экспортных культур (особенно хлопка и пшеницы). Многие британские компании и плантаторы занимались выращиванием ассамского, дарджилингского и нилгирийского сортов чая, который почти полностью направлялся на экспорт (в 1900 году в Индии потреблялось всего 2,5 % производимого в стране чая). Ежегодно доходы Британии с покорённой Индии составляли около 100 млн фунтов стерлингов.
Появление в Индии крупных британских предприятий и компаний стимулировало развитие и национального капитализма, прежде всего хлопчатобумажных фабрик в Бомбее и Ахмадабаде. Однако даже к концу XIX века около 2/3 акционерного капитала в фабричном производстве и плантационном хозяйстве, которые являлись наиболее рентабельными сферами экономики, принадлежало британским компаниям. В фабричной промышленности более 80 % рабочих были заняты в текстильной и пищевой отрасли.

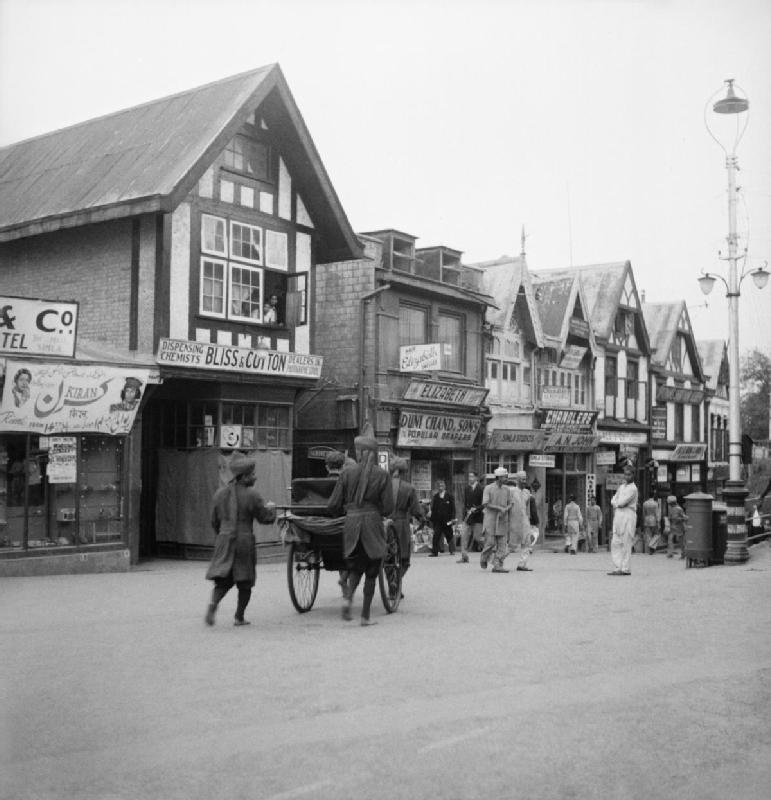
Европейская архитектура Шимлы

Развитие капитализма почти не затронуло индийскую деревню, в которой британцы старательно консервировали феодальные пережитки. Главной социальной опорой колонизаторов являлась феодально-ростовщическая верхушка деревни. С целью её поддержки британцы сохраняли в Индии сотни больших и мелких вассальных княжеств, оказывая их правителям различные знаки внимания, жалуя им земли, титулы и пенсии. В ответ во многих туземных княжествах британские компании и отдельные предприниматели получали монополию на некоторые виды деятельности (от сбора налогов до прокладки дорог и экспорта высокорентабельных товаров).
Подъём национально-освободительного движения сопровождался бойкотом английских товаров (свадеши) и масштабным забастовочным движением, которые наносили ощутимый ущерб британским экономическим интересам. В 1908 году в знак протеста против осуждения видного националиста Тилака произошла крупная стачка бомбейских текстильщиков. Во время Первой мировой войны в Индии более быстрыми темпами стал развиваться капитализм, прежде всего в промышленности, но укрепление экономических позиций индийской буржуазии обострило противоречия между ней и представителями британского капитала.
В годы Второй мировой войны борьба за национальное освобождение продолжала нарастать. После ареста Ганди и официального запрета деятельности Индийского национального конгресса в стране вспыхнула Августовская революция 1942 года, которая сопровождалась погромами, разрушением железных дорог, мостов и линий связи, принадлежавших британским компаниям. В 1945—1946 годах Индию охватили массовые забастовки железнодорожников и почтовых служащих, которые также повлияли на решение британских властей предоставить колонии независимость.
К 1947 году британский капитал господствовал в кредитно-финансовой системе, внешней торговле, сфере коммуникаций и некоторых других ключевых сферах индийской экономики. В то же время положение Индии во многом отличалось от других бывших колоний: здесь немалым влиянием обладала национальная буржуазия.

## Региональные особенности
Британская колониальная система административно-территориального управления очень часто использовала принцип «разделяй и властвуй». Раздробленность Индии, которая поддерживалась с помощью финансово-экономических рычагов, служила средством контроля над многочисленными народами, племенами, религиозными группами и кастами. Индия в современных границах состояла из восьми британских провинций, непосредственно аннексированных колониальными властями («Британская Индия»), и свыше пятисот княжеств, которые находились в вассальной зависимости от британской короны («Туземная Индия»). По состоянию на первое десятилетие XX века важнейшими регионами Британской Индии были:

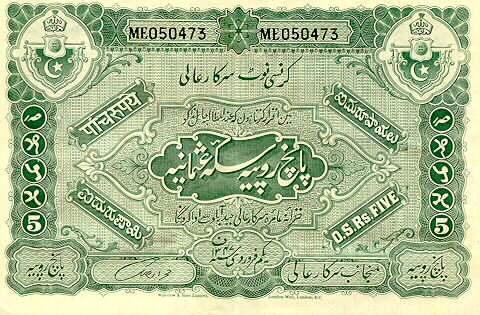
Пять рупий Хайдарабада

- Бенгальское президентство (территория современных Бангладеш, штатов Западная Бенгалия, Бихар, Джаркханд и Орисса) — 75 млн человек.
- Соединённые провинции Агра и Ауд (территория современных штатов Уттар-Прадеш и Уттаракханд) — 48 млн человек.
- Мадрасское президентство (территория современного штата Тамилнад и части штатов Андхра-Прадеш, Телангана, Керала и Карнатака) — 38 млн человек.
- Провинция Пенджаб (территория современных пакистанского и индийского Пенджаба, штатов Харьяна и Химачал-Прадеш, а также городов Исламабад, Чандигарх и Дели) — 20 млн человек.
- Бомбейское президентство (территория современной пакистанской провинции Синд и части штатов Гуджарат, Махараштра и Карнатака) — 19 млн человек.
- Центральные провинции (территория современных штатов Мадхья-Прадеш и Чхаттисгарх) — 13 млн человек.
- Провинция Ассам (территория современного штата Ассам и части бывшего Агентства Северо-Восточной границы) — 6 млн человек.

Кроме того, британские власти контролировали территории, которые номинально считались независимыми и именовались «туземными княжествами» (Хайдарабад, Майсур, Джамму и Кашмир, Барода, Гвалиор, Индаур, Бхопал, Траванкор, Удайпур, Джайпур, Бхаратпур, Колхапур, Сикким и другие). Обычно границы провинций и княжеств определялись не историческими, экономическими или природными факторами, а прокладывались для удобства британских гарнизонов и администраций. Как правило, административные образования состояли из территорий с разноязычным населением, а ареалы крупных народов рассекались границами.

### Восточная Индия

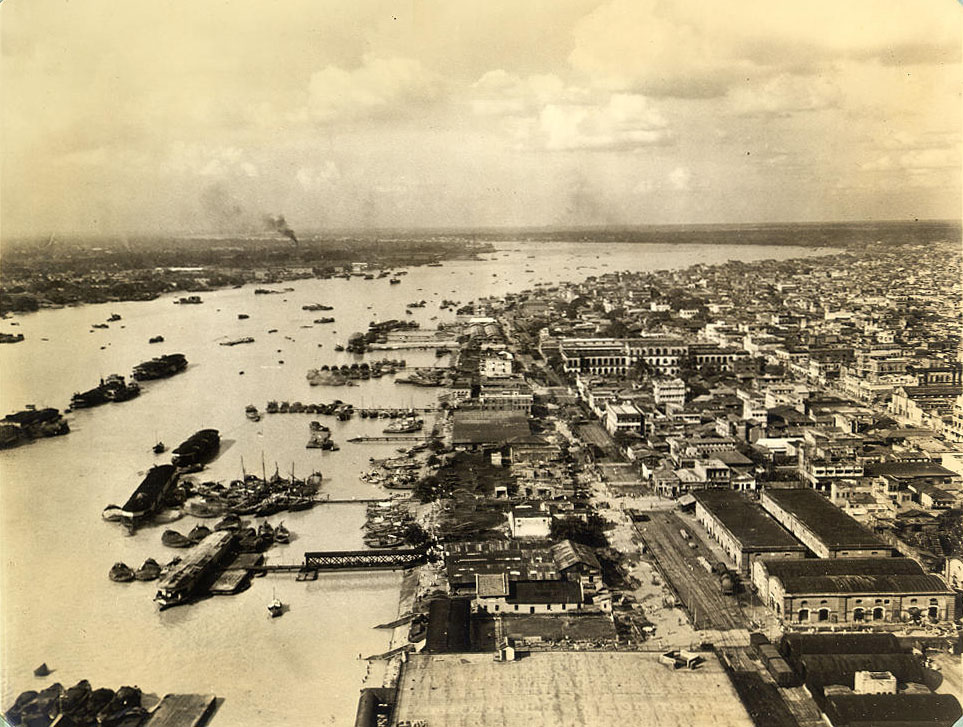
Калькутта

Бенгалия, расположенная в огромной дельте Ганга и Брахмапутры, благодаря плодородным почвам, ежегодным наносам ила и тропическому климату считалась житницей Британской Индии. Когда на берегах Хугли возникла Калькутта, судоходство играло важнейшую роль в освоении британцами этого региона. Другим важным районом Бенгалии была долина реки Дамодар, где кроме сельского хозяйства значительную роль играла угледобыча.
В 1905 году Бенгальское президентство было разделено по религиозному признаку на восточную и западную часть, но в 1911 году это разделение было отменено. В 1919 году президентство было преобразовано в несколько провинций (Бенгалия, Бихар, Орисса и Ассам).
Бенгалия отличалась отсталой социальной структурой деревни и острым малоземельем. В колониальный период это был регион «классического» заминдарства, где между помещиком и крестьянином иногда насчитывалось до 30 посредников и субарендаторов. Бедные и бесправные арендаторы земли («баргадас») в качестве платы вынуждены были отдавать свыше половины собранного урожая.
На густо заселённой и сплошь распаханной Бенгальской равнине выращивали рис, джут, пшеницу, бананы, манго и ананасы, разводили буйволов. Район Дарджилинга славился всемирно известными сортами чая и цитрусовыми, княжество Куч-Бихар — бананами и бетельными орехами, из которых делали специальную жвачку, округа Малда и Муршидабад — лучшими сортами манго. В пригородной зоне Калькутты выращивали овощи и вьющееся растение «пан» (в его листья заворачивали жвачку из бетеля). Важное место в рационе бенгальцев принадлежало пресноводной и морской рыбе. В многочисленных водоёмах население разводило как рыбу, так и водоплавающую птицу.

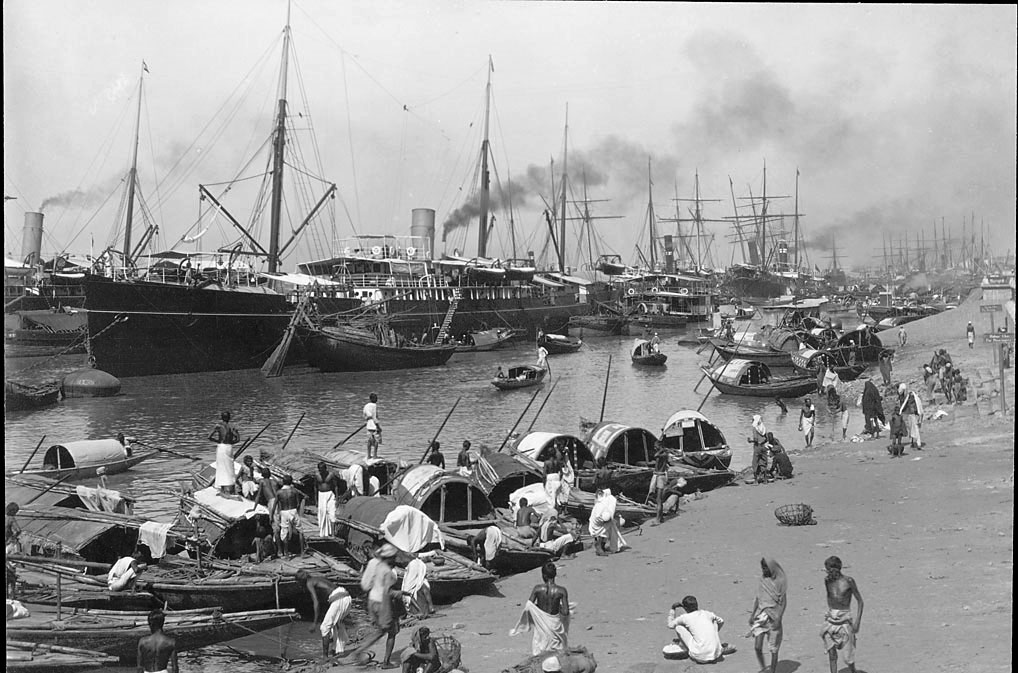
Порт Калькутты

Район Калькутты в середине XIX века стал местом зарождения фабричной промышленности Британской Индии. Бенгалия, и прежде всего Калькутта, длительное время лидировала в сфере промышленного производства, опережая Мадрас и Бомбей. Этому способствовали приморское положение города, удобство транспортных связей с основными центрами страны, сырьевые ресурсы хинтерланда (региона, прилегающего к промышленному центру) и столичный статус (с 1834 до 1911 года). Промышленность Бенгалии специализировалась на производстве джутовых изделий и тонких сортов шёлка «малбери», а также на рисоочистке, кожевенно-дубильном и бумажном производстве.
Первая джутовая фабрика была открыта в окрестностях Калькутты в 1855 году, после чего начался быстрый рост джутовой промышленности. В 1856 году от Калькутты к угольным месторождениям Раниганджа (Дамодарский бассейн вокруг Асансола) была проложена 190-километровая железная дорога, обеспечившая доставку топлива в растущий промышленный центр. После подавления восстания сипаев строительство железных дорог стало важным средством упрочения британского господства. Железнодорожные магистрали соединили Калькутту с Канпуром, Дели, Бомбеем и Мадрасом. Столица Британской Индии быстро превратилась в центр судоремонта и обслуживания локомотивов, металлообработки, машиностроения (оборудование для джутовой и чайной промышленности), текстильной, обувной и пищевой промышленности.

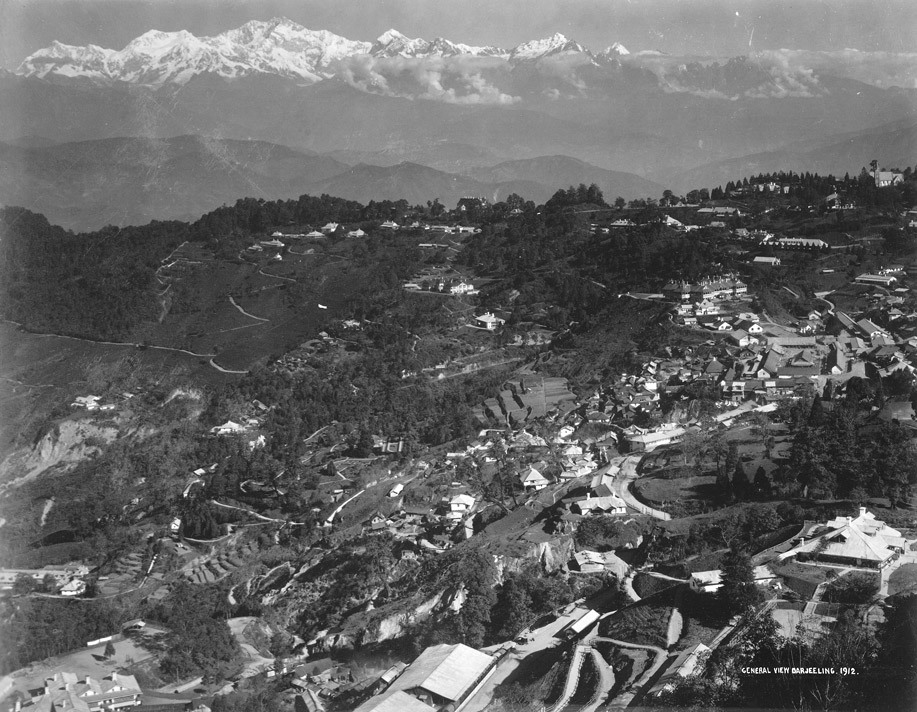
Дарджилинг

Большая Калькутта стала главным центром британского предпринимательства, которое господствовало в ведущих отраслях Бенгалии — джутовой, угольной, энергетической, пищевой (упаковка чая), кожевенно-обувной, бумажной, а также во внешней торговле, судоходстве и финансах. Английскому капиталу принадлежали чайные плантации, железные дороги и крупнейшие банки. Важную роль играли Bank of Bengal, основанный в 1806 году как Bank of Calcutta, и Калькуттская фондовая биржа, основанная в 1908 году.
Наряду с сильным присутствием британского капитала Бенгалия отличалась слабостью национальной буржуазии. Здесь господствовали марварийские монополистические группы во главе с Бирла. Им, а также семьям Гоэнка, Джалан, Баджория и другим принадлежали джутовые, швейные, чайные предприятия, транспортные и торговые компании, магазины и меняльные конторы.
Бенгальские семьи Тагор, Рой и Сен, стоявшие у истоков бенгальского Возрождения, разбогатели на ростовщичестве, компрадорской и банковской деятельности, торговле опиумом, сахаром, индиго и шёлком, а затем приступили к скупке земель старой аристократии. Среди других богатейших семей «новых заминдаров» выделялись Канди и Касимбазар-Нанди из Муршидабада, Гхошал из Бхукайлаша, Шовабазар из Калькутты, Палчаудхури из Ранагхата, раджи Нашипура и навабы Дакки. Многие крупнейшие землевладельцы Бенгалии происходили из каст брахманов-пирали, байдиа (вайдиа), махишья, агури и каястха.
В 1881 году была электрифицирована хлопкопрядильная фабрика Mackinnon & Mackenzie. В 1882 году в Титагархе была основана компания Titagarh Paper Mills, вскоре ставшая одним из крупнейших производителей бумаги и джута. В 1887 году начала работать бумажная фабрика Bengal Paper Mills (Ранигандж), в 1918 году — фабрика India Paper Pulp (Найхати). В 1910 году в Калькутте была основана табачная компания Imperial Tobacco Company of India, в 1918 году — пищевая компания Britannia Biscuit и финансовая Bengal Central Loan Company, в 1919 году — многопрофильная группа Andrew Yule and Company (джут, хлопок, уголь, чай, перевозки и страхование), в 1935 году — страховая компания Peerless Insurance. В 1934 году компания «Батя» основала город Батанагар, в котором работала крупнейшая обувная фабрика. Наряду с крупным фабричным производством в Калькутте и Хауре работало множество мелких и средних предприятий и мастерских, выпускавших обувь, мешки, канаты, покрышки для велосипедов и повозок рикш, набивные ткани, гончарные и ювелирные изделия. Кришнагар и Банкура славились изготовлением глиняных игрушек, фигурок богов и богинь.
Калькутта
Калькутта являлась крупнейшим портом Британской Индии. По рекам из города можно было попасть вглубь страны — в Ассам и на Гангские равнины. Кроме того, на протяжении всего XIX века Калькутта была самым значительным промышленным, торговым, финансовым и культурным центром колонии (в 1857 году здесь открылся университет). Образованные бенгальцы становились чиновниками британской администрации по всей стране. К началу XX века в Калькутте проживал почти миллион человек, это был второй после Лондона город Британской империи. Перенос столицы в Дели (1911) резко затормозил вложения в благоустройство и жилищное строительство, в то время как рост города продолжался. В годы Второй мировой войны Калькутта служила главной базой англо-американских войск в Южной Азии.
Несмотря на потерю столичного статуса Калькутта вплоть до 1947 года, когда были национализированы британские компании, оставалась крупнейшим коммерческим центром Индии. В калькуттском пригороде Барракпуре располагались летняя резиденция британского генерал-губернатора и большой военный городок. В другом пригороде Калькутты, Серампуре, который до 1845 года был датской факторией, работали две джутовые фабрики, пищевые предприятия, имелся основанный в 1818 году колледж.

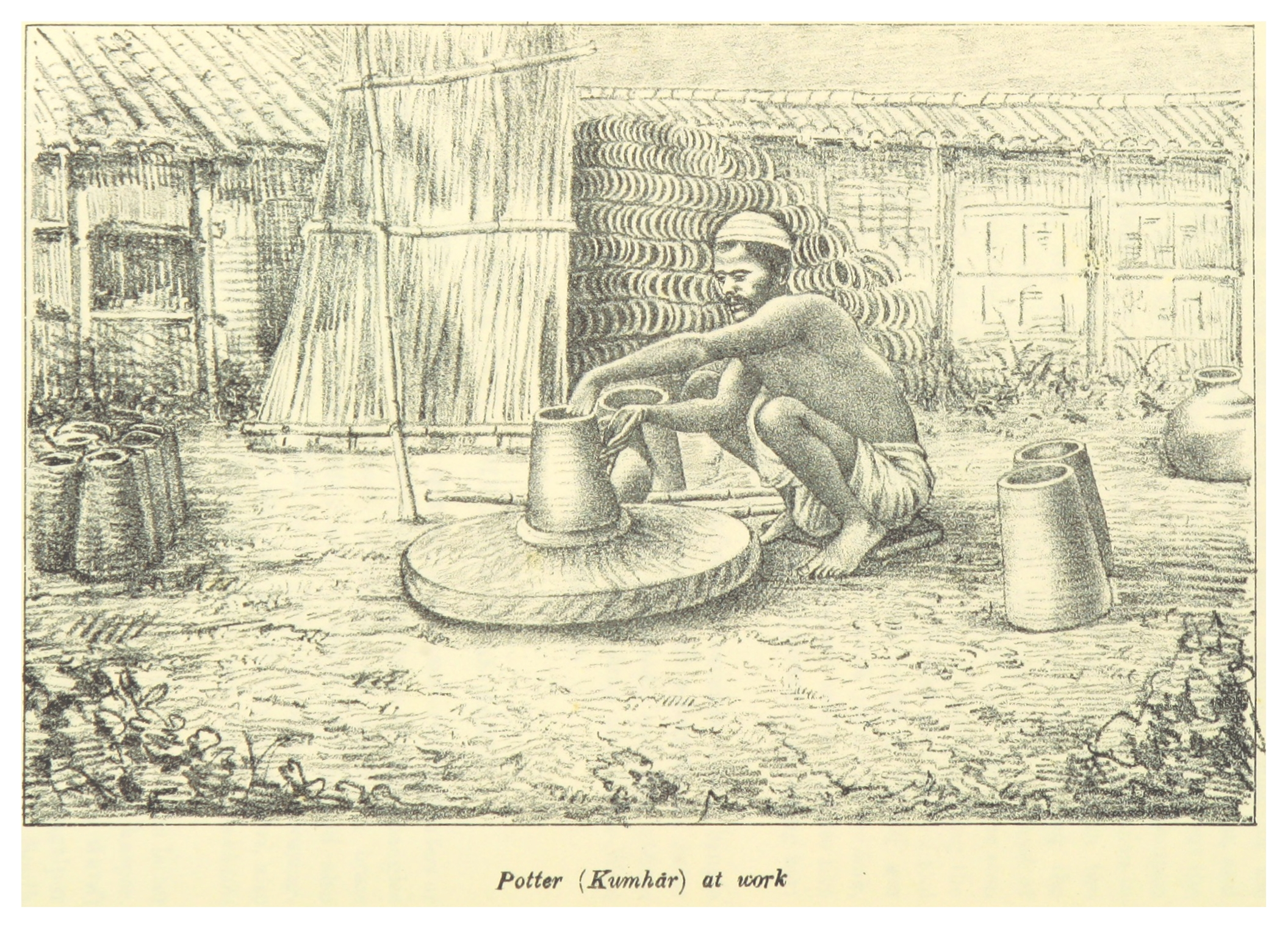
Бихарский гончар

Бихар, долгое время входивший в состав Бенгальского президентства, отличался крайней бедностью населения, слабой урбанизацией и социально-экономической отсталостью. Этот регион, располагавшийся в нижней части Средне-Гангских равнин, на востоке граничил с влажной Бенгальской низменностью, на западе — с засушливыми равнинами Соединённых провинций, на юге — с лесистым плато Чхота-Нагпур (наибольшей плодородностью отличались почвы северного, левобережного Бихара).
В колониальный период Бихар превратился в захолустную глубинку, где процветало помещичье землевладение заминдари. После сипайского восстания 1857 года мятежный Бихар был лишён поддержки в экономическом развитии со стороны британских властей. Подавляющее число крестьян были неграмотны, около четверти населения составляли самые угнетаемые слои — малые народы и племена (санталы, мунда, ораоны, хо, кхария), низкие и неприкасаемые касты. В провинции господствовали четыре касты, составлявшие около 15 % населения — бхумихары, раджпуты, каястхи и митхил-брахманы (из числа бихарских каястхи происходил первый президент независимой Индии Раджендра Прасад, из числа бхумихаров — видный педагог и филантроп Ганеш Дутт Сингх).
На густонаселённой Гангской равнине выращивали рис, кукурузу, ячмень, джут, рапс, горчицу, лён, картофель, батат, красный перец чили, табак, сахарный тростник, манго и личи, разводили буйволов и коз (в Сонепуре, у слияния Гандака и Ганга, проводилась крупнейшая в Индии ярмарка скота, где продавали овец, коз, коров, лошадей и слонов). Первая крупная сеть ирригационных каналов была создана в Бихаре в 1875 году на реке Сон, что обеспечило поливом почти 350 тыс. га земли. Однако нищета, малоземелье, частые наводнения и засухи, а также кабала помещиков и ростовщиков толкали тысячи крестьян (особенно бедного левобережья) на угольные шахты Дамодарского бассейна, в города Бенгалии, Соединённых провинций, Ассама, где бихарские мигранты устраивались чернорабочими, рикшами и грузчиками.

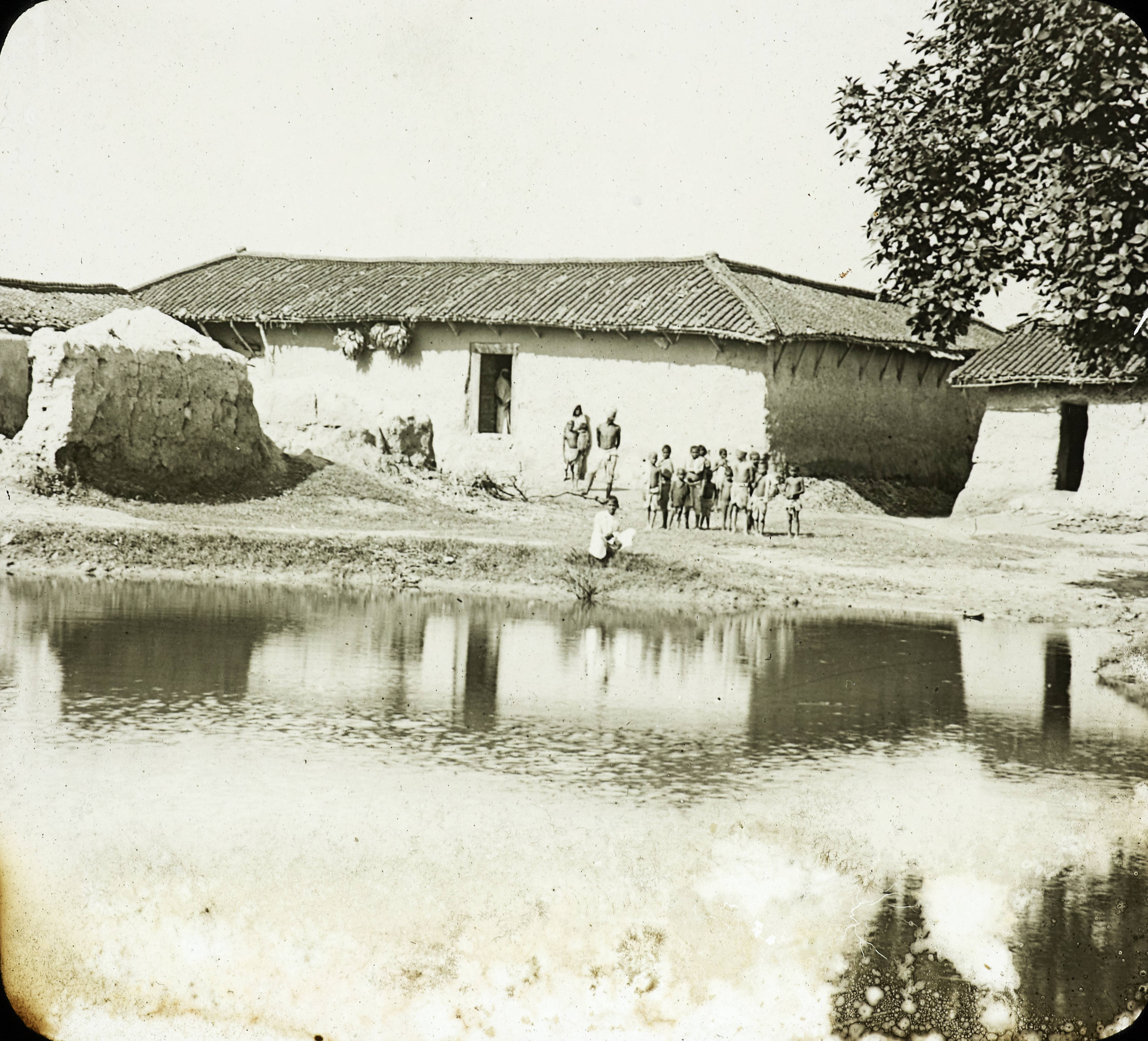
Типичная бихарская деревня

На плато Чхота-Нагпур добывали уголь (Дханбад), железную руду (округ Сингхбхум) и слюду, заготавливали тик, сандал, сал, бамбук и траву сабаи (сырьё для бумажной промышленности), собирали коконы шелковичных червей. Округа Хазарибагх и Ранчи были крупнейшим в мире поставщиком лака.
В 1911 году в юго-восточной части плато, на железной дороге, проложенной от Калькутты, Джамшеджи Тата с помощью американского капитала построил металлургический завод Tata Iron and Steel (TISCO). На базе завода вырос город Джамшедпур и мощный промышленный комплекс, включавший угольные шахты, железорудные разработки в Ноамунди и тепловую электростанцию. В 1945 году в городе был основан завод по производству паровозов компании Tata Engineering and Locomotive Co (TELCO).
Другие предприятия Бихара выпускали сигареты (завод Imperial Tobacco Company of India в Мунгере), сахар, стройматериалы, хлопчатобумажные ткани и изделия из кожи. В бихарских деревнях было широко распространено ручное ткачество и гончарное производство. В Патне имелись небольшие текстильные и пищевые фабрики, ремонтные мастерские, в 1917 году в городе открылся университет. Важное значение имели торговые связи Патны с Катманду, а также обслуживание паломников, следовавших в Деогарх, Гаю, Бодх-Гаю и Буксар. В Музаффарпуре размещались сахарные и текстильные фабрики. В Дханбаде в 1926 году была основана Индийская школа горнодобычи.

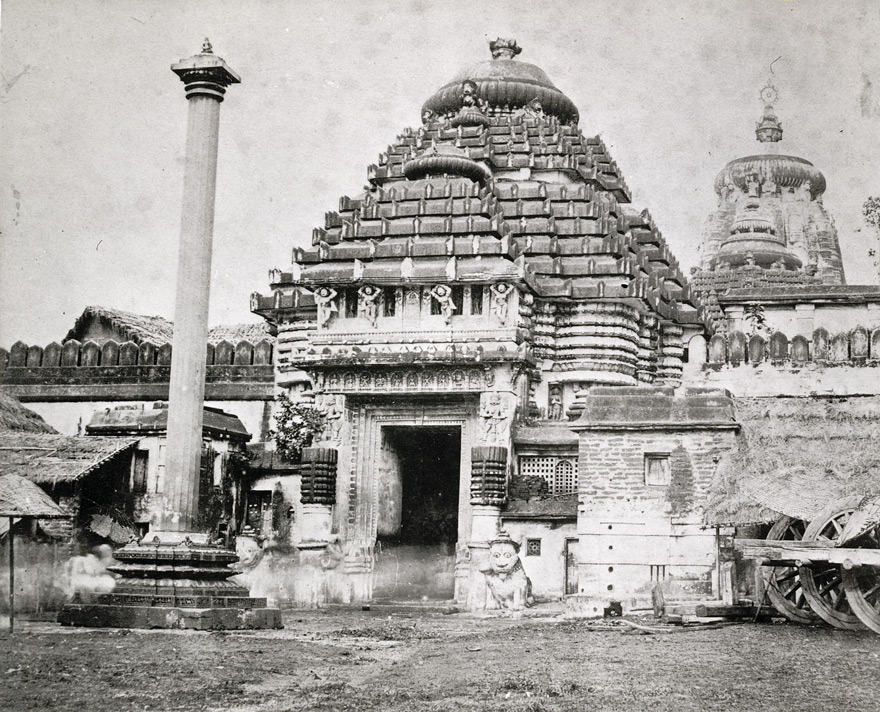
Пури

Ещё более бедной и отсталой, чем Бихар, окраиной Бенгальского президентства была Орисса (в 1936 году провинция Бихар и Орисса была разделена на две части). Основная масса населения и хозяйственная деятельность концентрировалась на приморской равнине и в огромной дельте рек Маханади, Брахмани и Байтарани. Около 40 % жителей Ориссы составляли представители низких каст, малых народов и племён (адиваси). Большим влиянием пользовались многочисленные князья, происходившие из осевших в Ориссе раджпутов и маратхов. Крупнейшими землевладельцами региона являлись представители семьи Пайкпара.
В дельте Маханади выращивали рис (это рисовая житница Восточной Индии), джут, зернобобовые, раги, кукурузу, батат, сахарный тростник, арахис, сезам, клещевину, перец чили и табак. В горных и предгорных округах Ориссы заготавливали сал, бамбук, траву сабаи. В начале 1920-х годов началась добыча угля в бассейне Талчер. В 1936 году в Браджараджнагаре начала работу бумажная фабрика Orient Paper Mills семьи Бирла. Со временем, как и в Бенгалии, сильные позиции в Ориссе заняли компании марвари.
В 1946 году на фабриках Ориссы было занято всего 7 тыс. человек. Промышленные предприятия специализировались на рисоочистке, деревообработке, производстве хлопчатобумажных тканей (Каттак и Самбалпур), растительного масла и сахара. Широкое распространение имела кустарная выработка тканей, особенно славились сари из Самбалпура. В Каттаке работали мастера, изготовлявшие прочные серебряные нити и поделки из рога. Не все города Ориссы имели доступ к электроэнергии, в регионе работало всего несколько дизельных установок небольшой мощности. Важное значение имело обслуживание паломников, следовавших в Пури, Конарак и Бхубанешвар. В 1868 году в Каттаке открылся колледж Равеншоу, в 1943 году в Бхубанешваре — Уткальский университет, в 1944 году в Каттаке — медицинский колледж.

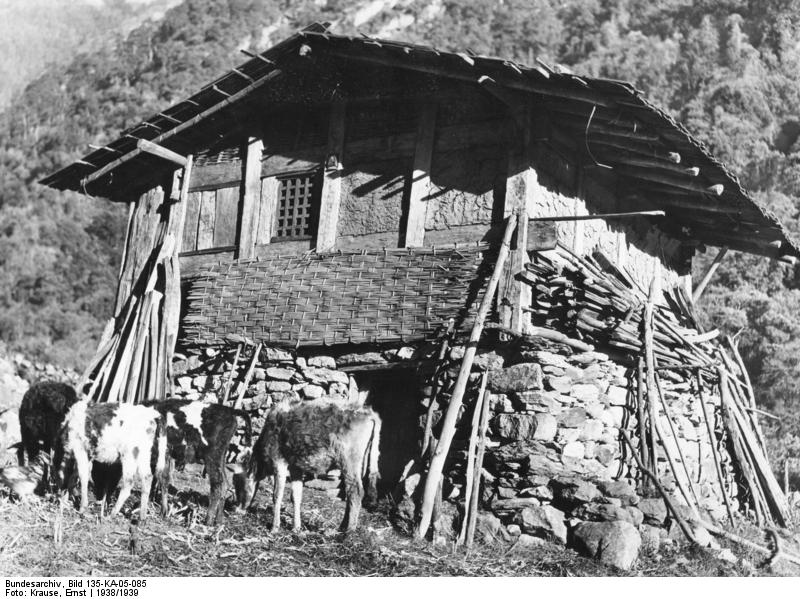
Сикким

Высокогорное княжество Сикким являлось отсталой аграрной территорией, но играло важную роль в караванной торговле между Бенгалией, Непалом, Бутаном и Тибетом. Историко-географическим стержнем Сиккима была долина реки Тиста. Правящая династия княжества поддерживала тесные семейные связи с тибетской аристократией. Большое влияние имели многочисленные буддийские монастыри. В начале XX века началось массовое переселение выходцев из южного Непала (преимущественно индуистов) в южную и западную часть Сиккима, в результате чего мигранты значительно потеснили коренные народы лепча и нгалоп.
Несмотря на численное меньшинство, нгалопы, к которым принадлежала правящая династия, занимали господствующее положение в экономике Сиккима. Они владели основным массивом пашни и пастбищ, а также крупнейшими стадами скота. Большинство непальцев не имели собственных земельных наделов, обрабатывали арендуемые участки и подвергались дискриминации.
В Сиккиме было распространено террасированное земледелие в долинах рек и на нижних склонах предгорий (кукуруза, рис, просо, пшеница, ячмень, кардамон, картофель, апельсины, яблоки, ананасы). Население разводило овец, коз, буйволов и яков, для перевозок использовались ослы, мулы и пони. Также в Сиккиме заготавливали сал, бамбук, древесину грецкого ореха, вывозили орхидеи и лекарственные растения. Кустари и ремесленники изготовляли шерстяные ткани и ковры, хлопчатобумажные ткани, серебряные ювелирные изделия, занимались резьбой по дереву. В 1926 году Таши Намгьял открыл в Гангтоке академию.
Частью Французской Индии была фактория Чандернагор, расположенная возле Калькутты. К началу XX века былое торговое значение анклава практически сошло на нет. Французы организовали здесь хорошие школы, построили больницы и отели, издавали газеты.

### Северо-Восточная Индия

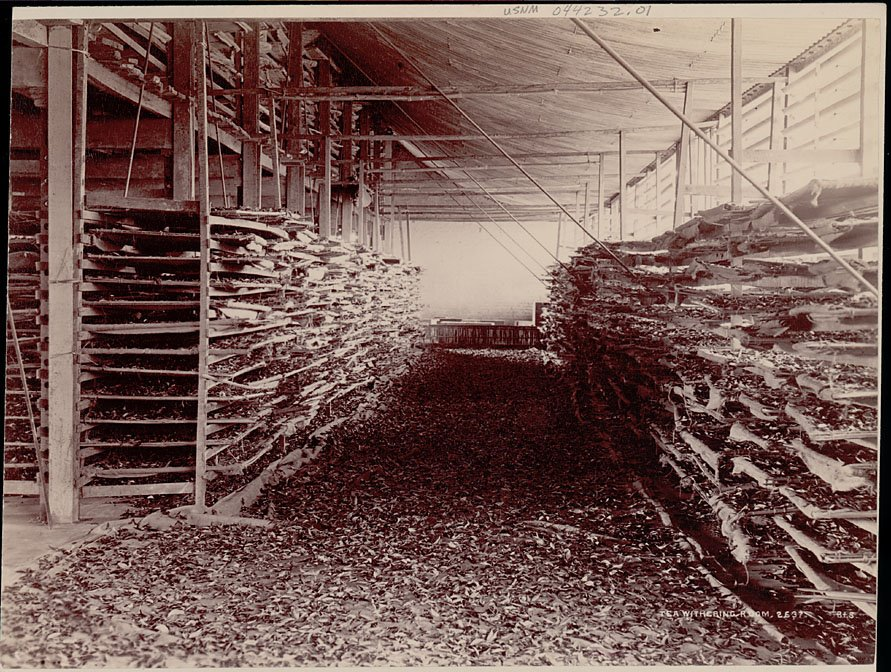
Сушка чая в Ассаме

Стержнем Северо-Восточной Индии являлась долина Брахмапутры, которая стягивала основные транспортные пути и экономические связи. В долине были сосредоточены ассамцы, в то время как окрестные горные территории населяли многочисленные малые народы и племена (адиваси) тибето-бирманской группы. Британцы запрещали индийцам с равнин переселяться в горные районы, которые активно осваивали европейские миссионеры. До 1947 года Северо-Восток состоял из британской провинции Ассам, княжеств Манипур, Трипура, Кхаси и других (в состав провинции также входило Агентство Северо-Восточной границы).
Основные транспортные связи Северо-Восточной Индии шли по Брахмапутре к Калькутте и соседней Дакке. Из долины в эти порты везли чай, джут и нефть, из горных районов — картофель, цитрусовые, ананасы, бананы и ценные породы древесины. Ассам, расположенный в долине, являлся связующим районом всего Северо-Востока. Большой ущерб экономике провинции нанесло Ассамское землетрясение 1897 года. Кроме того, долина Брахмапутры регулярно страдала от масштабных наводнений.
До прихода британцев в Ахоме правили династии, принадлежавшие к ветви народности шан. Изначально британцы вывозили чай из Китая, но позже, лишившись своей монополии, заложили первые чайные плантации в верхней части долины Брахмапутры. В 1838 году на Лондонскую биржу поступила первая партия ассамского чая, к 1842 году британцы установили свой контроль над всей долиной. Начался период активной колонизации этого слабо заселённого, покрытого лесами и болотами края. В 1870-х годах Ассам уже превратился в одного из крупнейших мировых производителей чая. Британцы закладывали всё новые чайные плантации и прокладывали дороги. Вербовщики завозили десятки тысяч рабочих из Бенгалии, Бихара, Соединённых провинций и Мадраса, многие из которых умирали от малярии и тяжёлых условий труда.

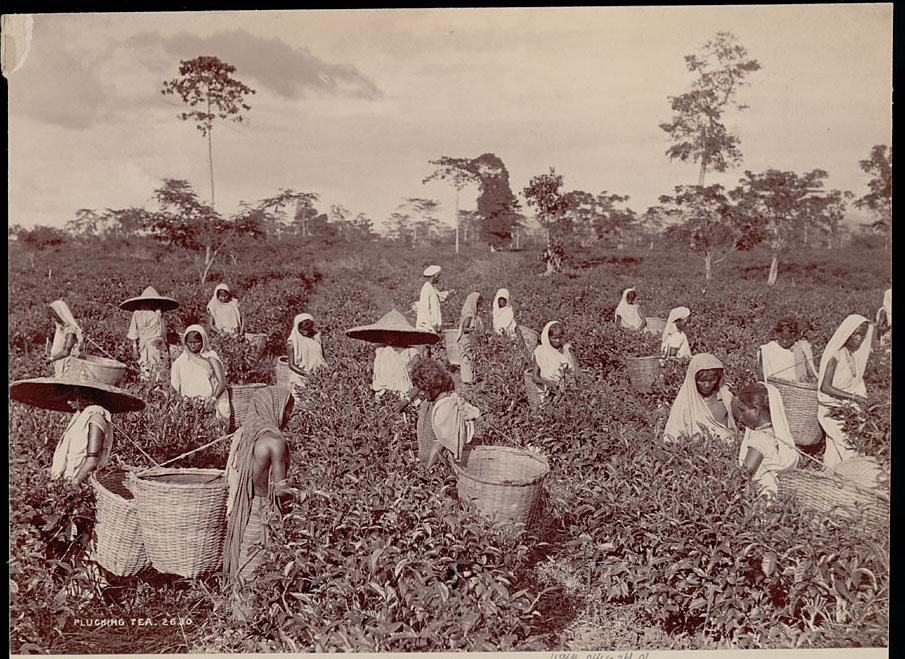
Чайные плантации

Основные грузоперевозки (около 70 %) осуществлялись британской пароходной компанией по Брахмапутре. Также для обслуживания чайных плантаций, ставших основой экономики Ассама, была проложена разветвлённая сеть железных дорог метровой колеи (связи между разными берегами Брахмапутры тормозило отсутствие мостов). Обнаружение в предгорьях месторождений угля и нефти стимулировало новое строительство коммуникаций. В конце XIX века в Дигбое был построен первый в Индии нефтеперерабатывающий завод, принадлежавший английской компании Assam Oil Company. В соседнем городке Маргхерита велась добыча угля.
Индустриализация и развитие сельского хозяйства сопровождались бурным ростом населения (в 1901 году в Ассаме проживало около 3 млн человек, а в начале 1950-х годов — уже 8 млн). Кроме чая в Ассаме выращивали джут (нижняя часть долины), рис, горчицу, рапс, сахарный тростник, ананасы, мандарины, бананы, папайю, заготавливали древесину. В провинции были развиты шёлководство, кустарное ткачество (Ассам славился шелками сортов «эри» и «муга»), производство фанерной тары для чая, спичек, изделий из тростника и бамбука. В колониальный период Ассам оставался единственным районом нефтедобычи в Индии. Несмотря на это, в провинцию завозили растительное масло, сахар, зерно, а также соль, текстиль, стройматериалы, металлы и оборудование.
Кроме британцев, доминировавших в чайной отрасли, значительную часть экономики Ассама контролировали компании и банки марварийцев, гуджаратцев, пенджабцев и бенгальцев, что вызывало недовольство среди ассамцев. Цепь небольших городов, протянувшихся вдоль Брахмапутры, развивалась во многом за счёт торгово-транспортной деятельности. Конечный пункт судоходства Дибругарх являлся центром верхней части долины (чай, нефть и уголь), а Гувахати — нижней части долины (джут и рис). Особняком стоял Силчар — центр округа Качар, специализировавшийся на обработке риса и чая, а также на связях с Агарталой, Аиджалом и Импхалом.

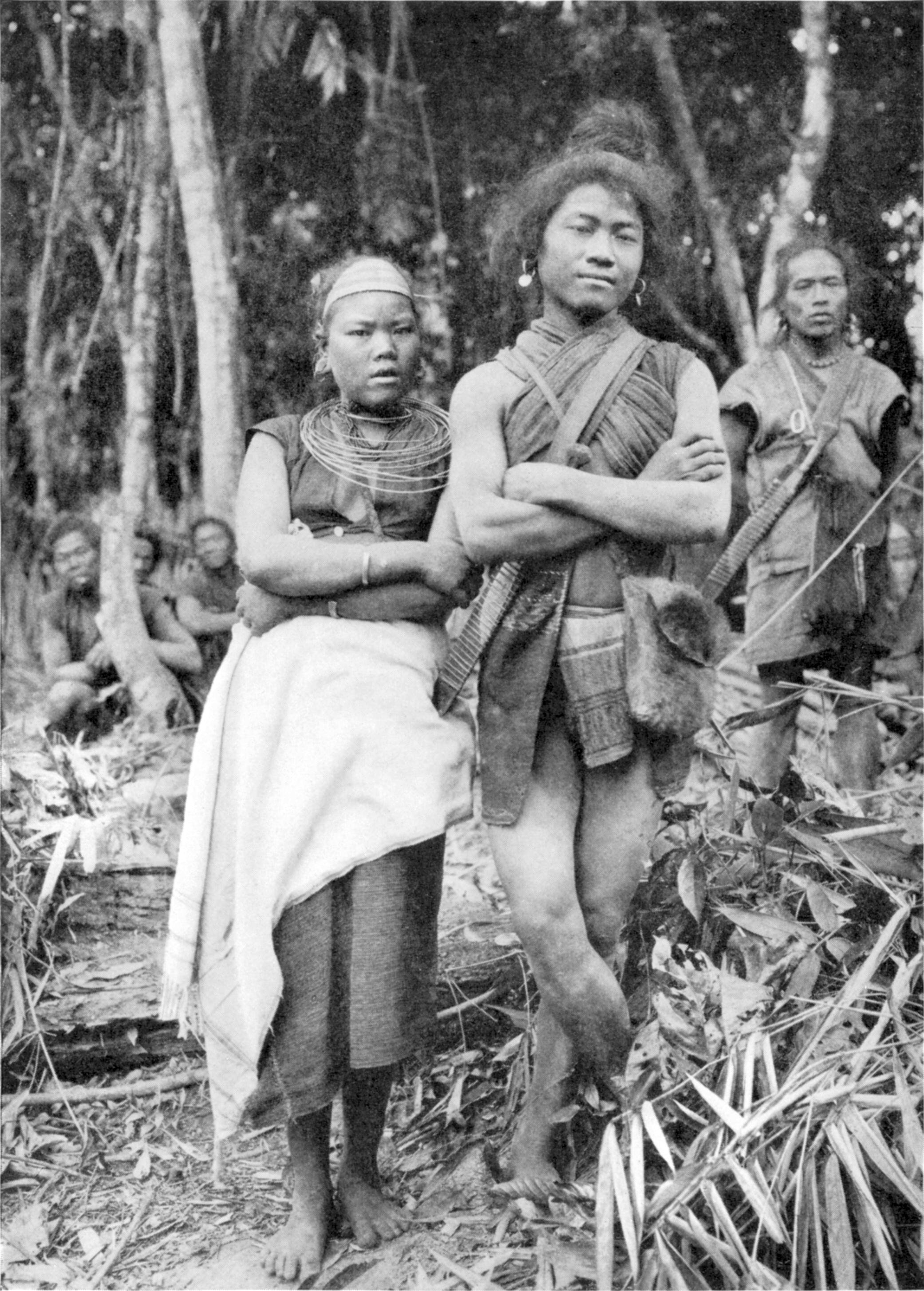
Горные племена Ассама

На плато Шиллонг, которое отличалось мягким климатом, британцы в 1874 году основали Шиллонг, сделав его вскоре столицей Ассамской провинции (кроме того, город, расположенный на стратегически важной дороге из Гувахати в Силхет, был крупным гарнизонным центром британских войск). Здешние малые народы кхаси, гаро и джайнтия проживали в нескольких туземных княжествах. В 1835 году британцы захватили княжество Джайнтия, в 1872 году оккупировали горы Гаро, в 1883 году подчинили себе раздробленные княжества народа кхаси.
Большая часть кхаси была обращена в христианство, джайнтия и гаро в основном остались приверженцами индуизма и анимистических верований соответственно. В наиболее отсталом районе Гаро преобладало подсечно-огневое земледелие «джум», в районах Кхаси и Джайнтия — орошаемое земледелие на небольших террасах. На плато выращивали рис, картофель, апельсины, ананасы, бананы, сливы, груши, джут, табак и хлопок, часть населения занималась шёлководством и пчеловодством. В комфортабельных отелях Шиллонга от удушливой жары долины отдыхали английские плантаторы (к началу XX века в городе насчитывалось около 10 тыс. жителей).
В 1765 году британцы подчинили себе княжество Трипура. Местный махараджа из династии Маникья, который согласился платить налоги колониальным властям и благодаря этому сохранил свои регалии, превратился в крупнейшего землевладельца княжества. Низменности заселяли бенгальцы, а горные районы — представители малого народа трипура (аборигены составляли примерно половину жителей княжества). Практически лишённая городов и промышленности Трипура была феодальной окраиной бедной Восточной Бенгалии. Здесь в равнинной части выращивали рис, чай, джут, картофель, ананасы, сахарный тростник, хлопок, масличные и зернобобовые, в горной части заготавливали древесину, тростник и бамбук.
Кустари и ремесленники Трипуры изготавливали ткани на ручных станках, кирпичи из местных глин, изделия из тростника и бамбука. Большинство мелких предприятий и мастерских располагалось в окрестностях Агарталы, где в начале XX века проживало 6,5 тыс. человек. В 1947 году на средства махараджи Трипуры в городе открылся первый колледж.

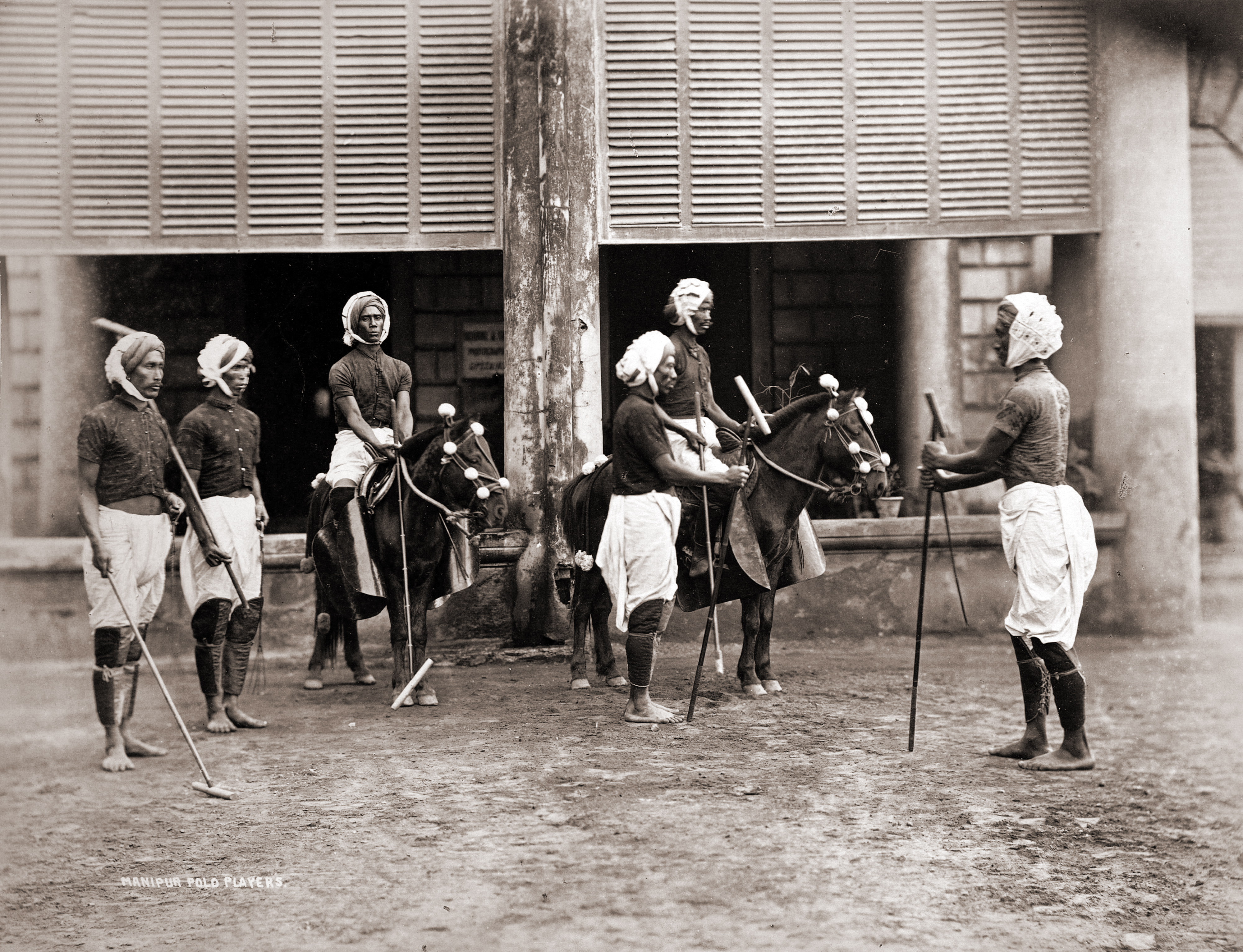
Манипур. Игроки в поло

Экономическим стержнем княжества Манипур была долина одноимённой реки, по которой проходили основные связи Северо-Востока с Бирмой (древний путь, связывавший долины Брахмапутры и Иравади). Центром долины и крупнейшим городом региона был Импхал, в котором в 1901 году проживало свыше 70 тыс. человек, а в 1941 году — около 100 тысяч. Основное население процветавшей Манипурской долины составляли ортодоксальные индуисты манипури, которых окружали отсталые горные племена, исповедавшие христианство.
В Манипуре выращивали рис, кукурузу, пшеницу, просо, сахарный тростник, овощи, зернобобовые, в горных районах заготавливали тик, сосну, бамбук и тростник. Также были развиты шёлководство, ручное ткачество (шёлк «муга» и хлопчатобумажные ткани), обработка металлов, изготовление золотых ювелирных изделий, игрушек, поделок из тростника и бамбука. Большинство предприятий концентрировалось в Импхале, который в годы Второй мировой войны был сильно разрушен и опустел.
Расположенный в Лушайских горах Мизорам населяли разрозненные горные племена, известные под общим названием мизо. Лишь в 1898 году британские войска смогли покорить воинственных горцев. Вслед за ними пришли миссионеры, распространившие христианство, а также построившие школы и больницы. В деревнях было распространено общинное земледелие, здесь в небольших количествах выращивали рис, кукурузу, хлопок, картофель, табак, сахарный тростник, фрукты и чай. Также в Мизораме разводили свиней, заготавливали древесину, камыш и тростник, занимались ручным ткачеством (шерстяные ковры), плетением шляп и корзин, кустарно изготавливали кирпичи и доски.

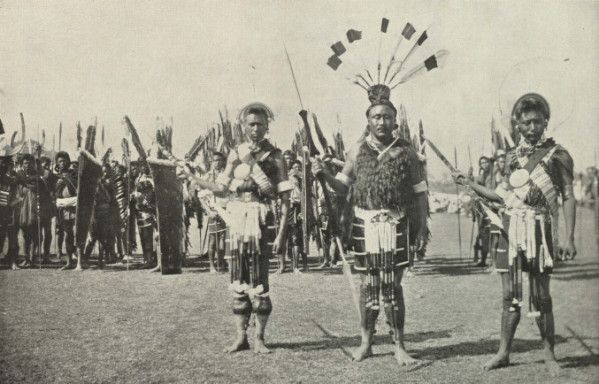
Воины нага

Нагаленд, расположенный в горах Пурвачал, также довольно долго не покорялся британцам. Захватив Ассам, они лишь в 1866 году овладели наиболее доступными долинами рек Дхансири и Даянг, а к началу XX века взяли под свой контроль почти всю территорию расселения племён нага. В результате активной деятельности миссионеров большая часть местного населения была обращена в христианство. В деревнях преобладало общинное земледелие, здесь выращивали рис, просо, кукурузу, картофель, хлопок. Также в Нагаленде разводили свиней, заготавливали дуб и бамбук, изготавливали рисовое пиво, занимались ручным ткачеством. В регионе почти не было дорог, пригодных для автомобилей. В Кохиме, которая с 1891 года получила столичный статус, в начале XX века проживало чуть более 3 тыс. человек. В 1944 году город значительно пострадал в ходе Кохимской битвы.
Южный Тибет, на территории которого в начале XX века было образовано Агентство Северо-Восточной границы (а позже — штат Аруначал-Прадеш), населяло множество горных племён и малых народов. Издревле они участвовали в транзитной торговле между Ассамом, Бутаном и Тибетом. Британцы проводили политику изоляции этой территории с абсолютно неграмотным населением. В речных долинах выращивали рис, просо, кукурузу, ячмень, батат, маниоку, табак и хлопок, ловили рыбу, на склонах охотились и заготавливали древесину. Местные кустари изготовляли ткани, ковры и серебряные изделия. Важную роль играло обслуживание паломников, следовавших к Парасурам-Кунд на реке Лухит.

### Северо-Центральная Индия

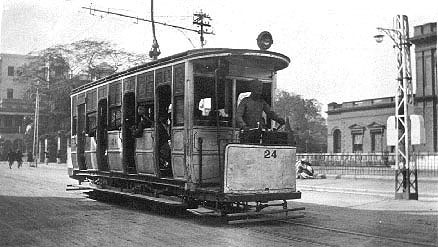
Трамвай в Дели

В 1889 году пенджабское семейство Рам основало в Дели текстильную компанию Delhi Cloth & General Mills, которая со временем выросла в крупнейшее монополистическое объединение Северной Индии. В конце XIX века на северо-западной окраине города, вдоль железной дороги, возникли текстильные, металлообрабатывающие и ремонтные фабрики. Также для Дели были характерны мелкие пекарни, мастерские ювелиров, резчиков по дереву и слоновой кости, чеканщиков по металлу, портных, столяров и мебельщиков, в розничной торговле доминировали большие базары. В 1908 году в городе появился трамвай, но интенсивное развитие Дели началось в 1911 году, когда сюда из Калькутты была перенесена столица Британской Индии. В 1922 году в городе открылся университет. С 1901 по 1941 год население Дели выросло с 214 тыс. до 400 тыс. человек.
Соединённые провинции играли важную роль в производстве сахара, растительного масла, хлопчатобумажных, шерстяных и шёлковых тканей, изделий из кожи. На плодородных орошаемых землях доаба Ганга и Джамны выращивали сахарный тростник, пшеницу, рис, ячмень, кукурузу, баджру, раги, джовар, картофель, хлопок, горчицу, рапс, кунжут, манго и яблоки, а также разводили скот (волов, буйволов, коз) и пресноводную рыбу. Однако с конца XIX века из-за тяжёлой аграрной перенаселённости, острого земельного голода, произвола крупных заминдаров и ростовщиков из региона в поисках работы и средств существования уходило наибольшее число мигрантов из числа бедных крестьян. Большое значение для экономики провинций играло обслуживание многочисленных паломников, следовавших в «священные» для индуистов города — Хардвар, Ришикеш, Бадринатх, Кедарнатх, Аллахабад, Варанаси, Айодхью, Матхуру и Вриндавану.

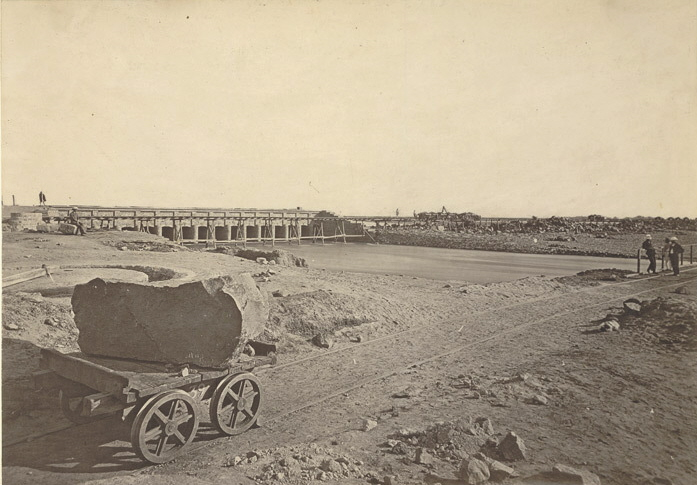
Строительство Агрского канала

Густонаселённая равнина имела свои региональные различия. Её западная часть была продолжением процветающей Пенджабской зоны, а восточная часть — переходной зоной к отсталому Бихару. Строительство ирригационных каналов велось в основном в западной части, где между 1830 и 1880 годами были созданы Восточно-Джамнский, Верхне-Гангский, Нижне-Гангский и Агрский каналы. В восточной части почти все орошаемые земли получали воду из примитивных колодцев и прудов.
Обрабатывающая промышленность Соединённых провинций имела традиционно отсталую структуру. Число деревенских кустарей, занятых на дому, значительно превышало фабричный сектор. Многими ремёслами традиционно занимались представители мусульманской общины. К 1948 году по числу занятых и общей стоимости продукции фабрично-заводской промышленности доля Соединённых провинций составляла около 10 % промышленности страны. Канпур и Агра являлись крупнейшими в Индии центрами кожевенной и обувной промышленности. Кроме того, Канпур выделялся как важный текстильный центр общеиндийского масштаба.

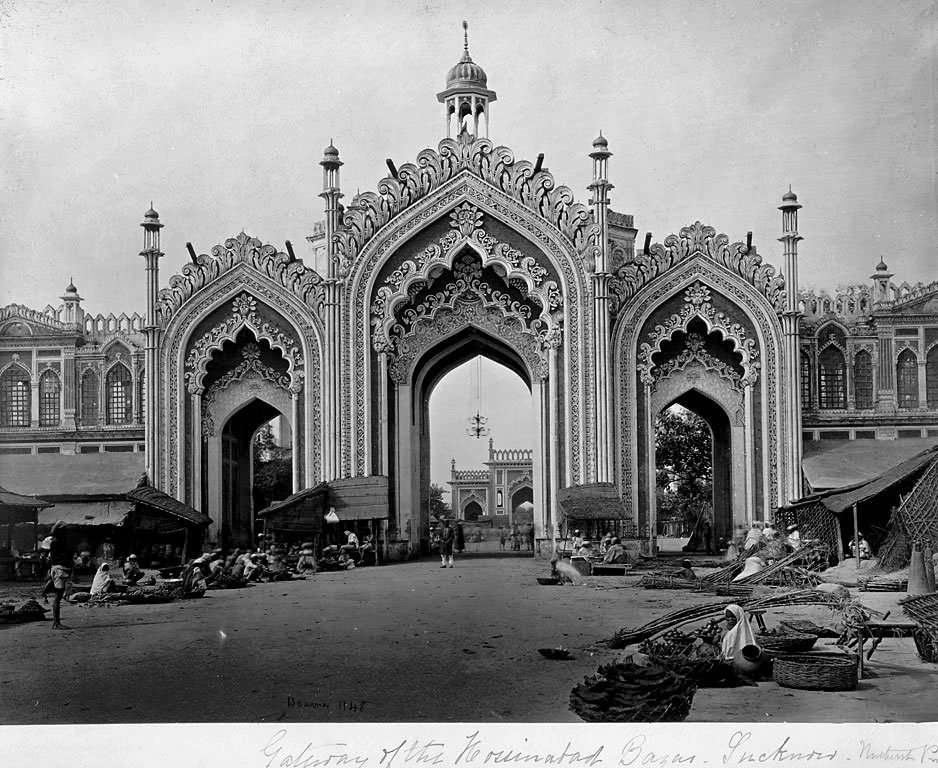
Лакхнау

Варанаси славился шёлкоткацким производством, особенно парчой и расшитыми золотом сари. Фирозабад являлся самым большим в Индии центром по изготовлению стеклянных браслетов, популярных у бедняков, в Алигархе было сосредоточено крупнейшее в Индии производство металлических замков и сундуков. Морадабад славился различной металлической утварью, Джалесар — бронзовыми колокольчиками. Небольшие мастерские при железнодорожных узлах занимались ремонтом паровозов и вагонов. Во всех крупных городах, особенно гарнизонных центрах, действовали небольшие теплоэлектростанции.
Старейшую и крупнейшую монополистическую группу Соединённых провинций с центром в Канпуре возглавляло марварийское семейство Сингхания, которое в 1920—1930-х годах основало и скупило предприятия хлопчатобумажной, шерстяной, джутовой, сахарной, бумажной и маслодельной промышленности. Пенджабская семья Моди положила начало городу Модинагару близ Мератха, где им принадлежали пищевые и текстильные предприятия, строительные компании и жилые дома.
Среди землевладельцев-заминдаров Соединённых провинций преобладали раджпуты, джаты и брахманы (бхумихары, ахиваси, каттаха, голапураб, санадхия), а также члены каст тиаги, кхатри, каястха, байсвар, агарвал, канду и различных мусульманских общин и каст (в том числе сайид, шайкх, патхан, кханзада, мусульмане-раджпуты и мусульмане-джаты).

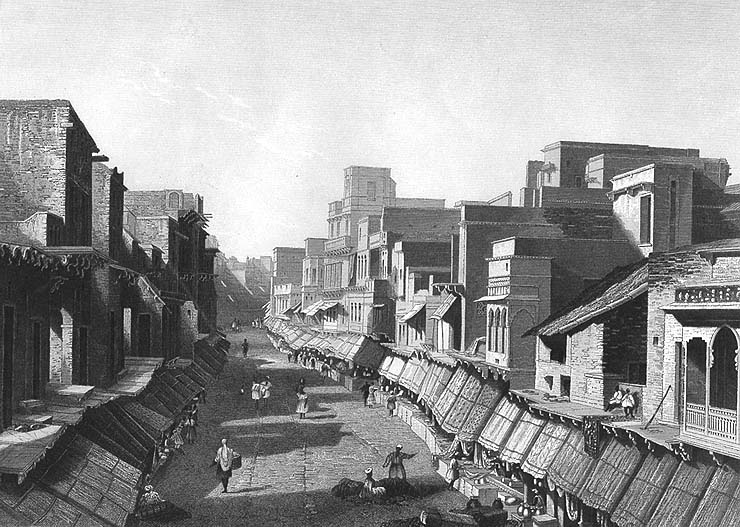
Агра

После подавления восстания сипаев Канпур стал главным гарнизонным центром британского правления в Северной Индии и важным железнодорожным узлом, а промышленный бум 1863—1885 годов превратил его в «индустриальную столицу» региона. Благодаря обслуживанию потребностей армии в Канпуре была основана правительственная фабрика по выпуску сёдел и сбруи, появился большой кожевенно-обувной завод британской фирмы, здесь производили грубое армейское сукно, джутовые и хлопчатобумажные ткани. Соседний Лакхнау славился своими базарами золотых и серебряных изделий, а также кустарным изготовлением муслина и «чиканов» (ажурные вышивки шёлком по муслину), в 1921 году в городе открылся университет.
В Агре имелись кварталы резчиков по камню (в том числе мрамору) и ювелиров, в 1854 году в городе был основан медицинский колледж, в 1927 году — университет. В Варанаси процветали чеканка и гравировка, изготовление металлической посуды, статуэток богов и религиозной утвари, в 1916 году в городе открылся Бенаресский индуистский университет. Наиболее престижным учебным заведением Соединённых провинций считался Аллахабадский университет, основанный в 1887 году (в 1858 году Аллахабад стал столицей Северо-Западных провинций, а с 1902 по 1920 год был административным центром Соединённых провинций).
В районе Кумаонских Гималаев (территория современного штата Уттаракханд) население занималось заготовкой древесины, отгонно-пастбищным животноводством, выращиванием зерновых и картофеля, обслуживанием паломников, следовавших по маршруту Чота-чар-дхам. В Дехрадуне в 1906 году открылся Институт исследования лесов, в 1932 году — Индийская военная академия. В Хардваре в 1902 году начал работать местный университет. Многие британские чиновники и богатые индийцы на лето перебирались с жарких равнин в горные городки Массури и Найнитал.

### Северо-Западная Индия

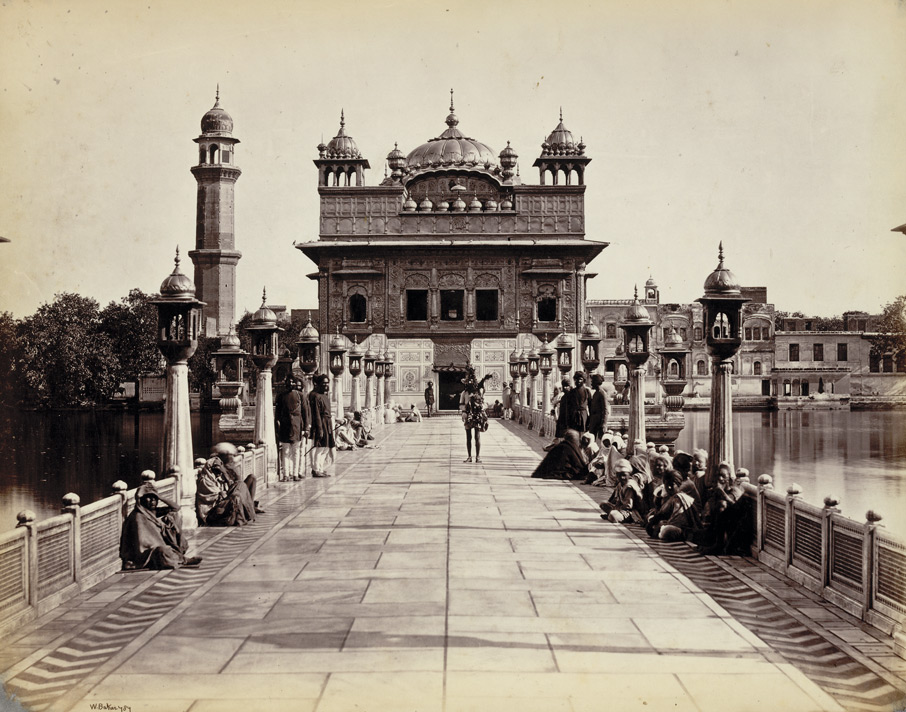
Амритсар

Британский Пенджаб имел мощную сеть ирригационных каналов. На орошаемых землях крестьяне выращивали лучшие сорта хлопка и пшеницы, а также кукурузу, баджру, рапс, горчицу, арахис и сахарный тростник. Также Пенджаб славился тяговыми волами и молочными коровами (жирное молоко буйволиц породы «муррах» использовали для изготовления масла и как добавку к чаю), в предгорьях велась заготовка древесины. До раздела Британской Индии в 1947 году значительная часть экономических связей Пенджаба ориентировалась на Лахор (в пределах Индии осталась наименее экономически развитая часть Пенджаба).
Панджабцы составляли большинство предпринимателей региона, причём происходили они как из торгово-ремесленных каст, так и из числа кшатриев. В промышленности преобладали мелкие и средние предприятия, тесно связанные с сельским хозяйством (очистка хлопка и шерсти, производство сахара, масла и хны). Крупными центрами текстильной промышленности являлись Амритсар (шерстяные и шёлковые ткани) и Лудхияна (трикотаж). В Дхаривале, старейшем в Индии центре шерстяной промышленности, работала крупнейшая в Пенджабе шерстяная фабрика New Egerton Woolen Mills, основанная в 1880 году.

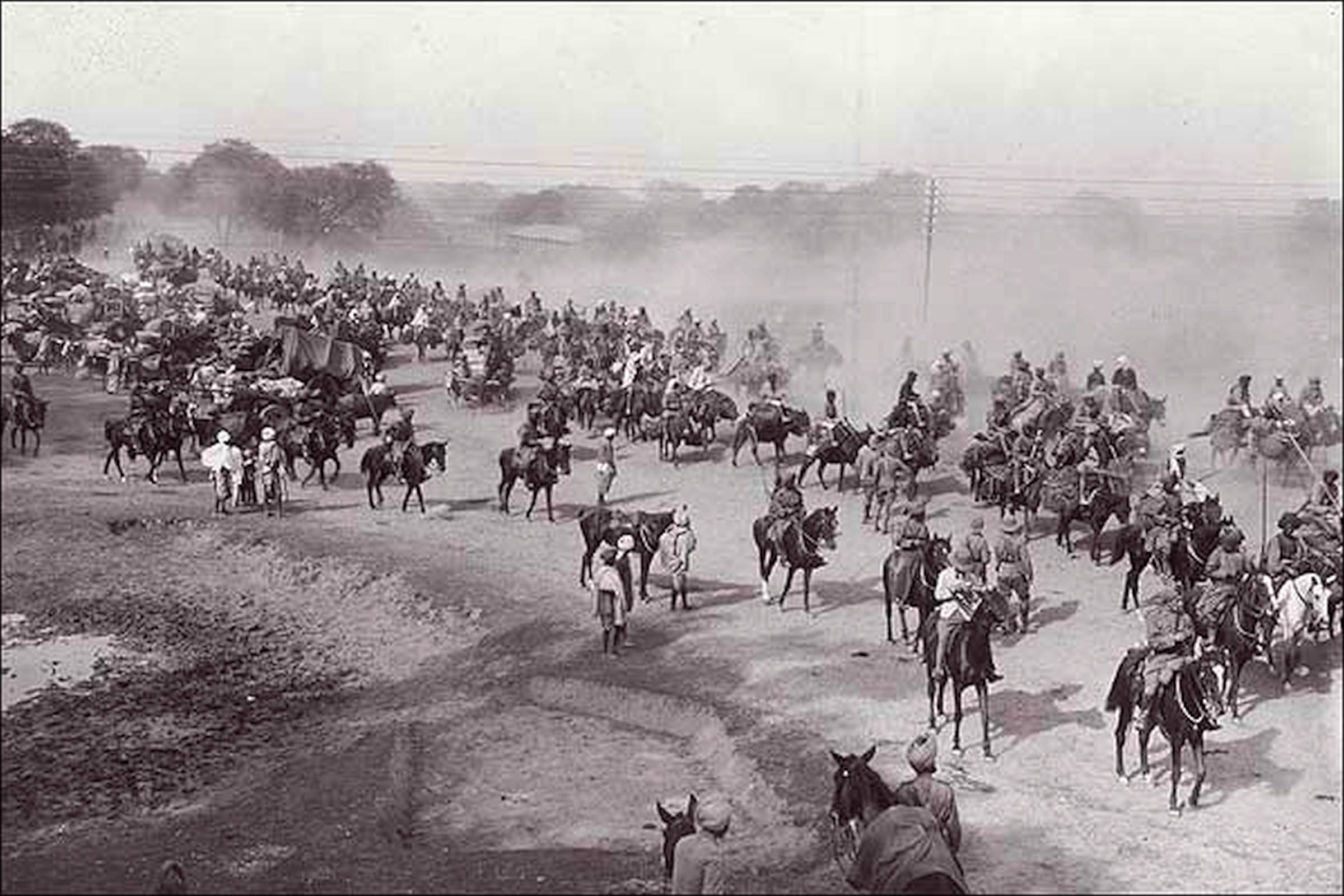
Дорога в Амбале

В Панипате, который славился ручным изготовлением шерстяных одеял, в 1930-х годах также появились шерстяные фабрики. В Амбале к началу XX века значительных размеров достигла стекольная промышленность, с 1930-х годов в городе начало развиваться производство хирургических инструментов, точных приборов, оптики и научного оборудования. Много небольших пищевых, текстильных и обувных предприятий располагалось в городках вокруг Дели (Фаридабаде, Гургаоне, Джаджаре, Рохтаке и Сонипате). Кроме того, важное значение имело обслуживание паломников-сикхов, следовавших к Хармандир-Сахиб.
Большой вес в экономике региона имел Punjab National Bank, основанный в 1895 году в Лахоре (в 1947 году главный офис переехал в Дели). Пенджабское семейство Тхапар, разбогатевшее на торговле углём, текстилем и патокой, в 1945 году основало бумажную фабрику Ballarpur, а в 1946 году купило Oriental Bank of Commerce, основанный в Лахоре (после раздела Британской Индии банк переехал в Амритсар). В Пенджабе добывали яшму, которую использовали в изготовлении недорогих украшений и мозаики дворцов.
В горных округах Пенджаба, отличавшихся умеренным климатом (Кангра, Шимла, Куллу, Лахул и Спити), хозяйственная деятельность была сосредоточена в долинах рек и межгорных впадинах. К этим округам примыкало более 30 изолированных мелких княжеств (Чамба, Кахлур, Манди, Сукета, Сирмур и другие). В Шимле с 1864 года размещалась летняя столица Британской Индии, сюда были проложены шоссе и узкоколейная железная дорога. Однако остальная территория региона оставалась практически без дорог, грузы переправлялись на мулах горными тропами. В горной части Пенджаба и прилегающих княжествах выращивали яблоки, картофель, имбирь, персики, манго, помидоры и зелёный чай, на орошаемых террасированных склонах — кукурузу, пшеницу, ячмень и рис, в лесах собирали грибы, мёд и лекарственные растения.
Малые горные народы разводили овец и заготавливали древесину. Мелкая промышленность и кустарные промыслы были представлены изготовлением шалей, ковров, канифоли, скипидара, бумаги, изделий из бамбука, плетённых сандалий, резьбой по дереву, чеканкой, пищевыми предприятиями и мельницами. Летом в Шимлу и другие горные курорты стекалось множество британцев и богатых индийцев. Важное значение имело обслуживание паломников, следовавших к многочисленным индуистским, буддийским и сикхским святыням.
Обширная и засушливая Раджпутана состояла из небольшой британской провинции Аджмер-Мервара и более двадцати средних и мелких княжеств, находившихся в вассальной зависимости от колониальных властей. Эти раздробленные и изолированные феодальные княжества отличались крайней экономической и социальной отсталостью, а также забитостью крестьян. Во время сипайского восстания раджпутские князья остались союзниками британцев, за что получили ряд привилегий. В городах южной и западной Раджпутаны проживала большая община джайнов, которые составляли зажиточную верхушку общества.
Издревле в Раджпутане были широко распространены посредническая торговля и ростовщичество, чем традиционно занимались представители марварийской касты бханья. В колониальный период бханья перешли к компрадорской деятельности, выступая посредниками при поставках сырья из глубинных районов в Бомбей и другие порты, а обратно привозя импортные товары. Постепенно торгово-ростовщическая деятельность марвари охватила всю Британскую Индию, почти в каждом значительном городе имелись их торговые дома, склады и меняльные конторы. Разбогатев, марварийская буржуазия начала вкладывать деньги в собственные промышленные предприятия.
К марварийским кастам принадлежали крупнейшие индийские монополистические группы: Бирла, Далмия, Баджадж, Миттал, Сингхания, Гоэнка, Руия, Поддар, Саху, Джаит, Морарка, Бангур, Джайпурия, Пирамал, Бияни и другие. Их деятельность была сосредоточена преимущественно в Бомбее и Калькутте, тогда как в самой Раджпутане отсутствовали крупные промышленные предприятия.

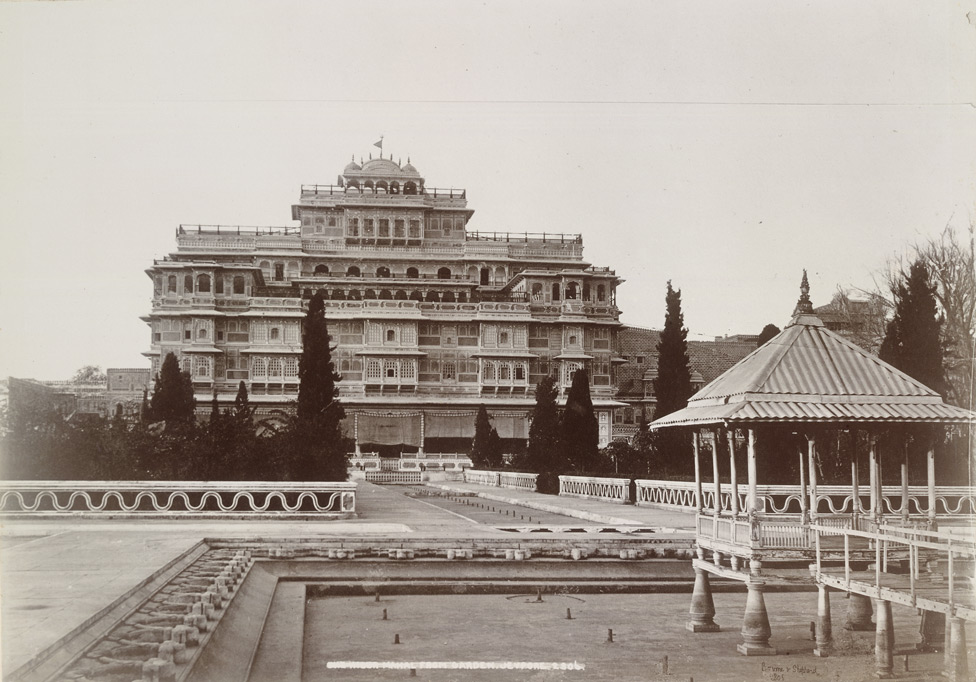
Джайпур

В Раджпутане доминировала феодально-помещичья система землевладения заминдари, крупнейшие участки пашни и пастбищ, а также большинство чархов принадлежали местным князьям (раджам). В регионе процветала система долгового рабства «сагри», многие крестьяне находились в кабальной зависимости от ростовщиков. В 1922—1927 годах от Сатледжа был проложен 135-километровый ирригационный канал, оросивший около 230 тыс. га вокруг Ганганагара (первый в Индии облицованный канал).
В Раджпутане преобладало суходольное земледелие, здесь выращивали баджру, пшеницу, рапс, горчицу, арахис, хлопок и сахарный тростник. Важное значение имело животноводство, особенно разведение волов, буйволов, верблюдов, овец и коз. Для продажи скота использовались ежегодные ярмарки в Бармере и Нагауре, которые традиционно сопровождались скачками и религиозными праздниками. Промышленность ориентировалась на переработку местного сельскохозяйственного сырья и производство шерстяных ковров и тканей, хлопчатобумажных тканей, сахара и растительного масла. Значительными текстильными центрами были Аджмер, Бхилвара, Джайпур, Биканер и Ганганагар.
Большое значение, особенно в столицах княжеств, имели традиционные кустарно-ремесленные производства: ручная окраска тканей, изготовление вышитой обуви, бумаги, кожаных сумок, сбруи, игрушек, ювелирных изделий, гравированной металлической посуды и сельскохозяйственных орудий. В Макране добывали лучший в стране мрамор, из которого были построены дворцы Тадж-Махал и Виктория-Мемориал, возле Удайпура добывали изумруды, на озере Самбхар — поваренную соль. Большая часть ремесленного производства и крупных строительных работ зависела от заказов княжеских дворов (основные княжеские династии происходили из 36 раджпутских родов, делившихся на три большие группы). Кроме того, важное значение имело обслуживание паломников, следовавших в Аджмер (к гробнице суфийского святого Муинуддина Чишти), Пушкар и Натхдвару, а также джайнов, совершавших паломничество на гору Абу и к храмовому комплексу в Ранакпуре.

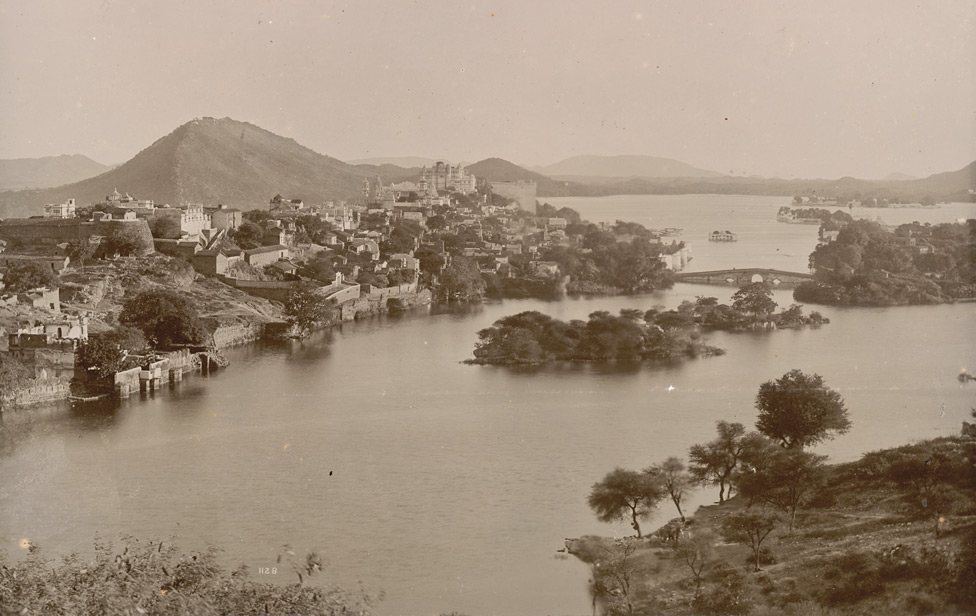
Удайпур

Почти все города Раджпутаны выросли вокруг расположенных на возвышенности княжеских дворцов-крепостей. Вдоль гор Аравали тянулась цепь главных городов региона — Джайпур, Аджмер, Марвар и Удайпур, которые выросли благодаря торговым связям между полупустынной западной и более развитой восточной частью Раджпутаны (в 1881 году вдоль этой цепи прошла главная железная дорога, связавшая Дели и Ахмадабад). Джайпур славился ювелирами и ткачами, резчиками по мрамору и слоновой кости, гравировщиками по металлу и гончарами, в 1947 году в городе открылся первый в Раджпутане университет.
Столица Мевара Удайпур также славился своими ремесленниками, которые изготовляли яркие хлопчатобумажные ткани. Столица Марвара Джодхпур, расположенный на стыке предгорий и пустыни Тар, издавна являлся торговым центром для караванов, следовавших из Персии. Также в городе процветали кустарное ткачество, покраска тканей, изготовление кожаной обуви, ковров, деревянных лаковых изделий и металлических фигурок. Биканер славился работами на эмали (минакари), керамикой, шерстяными коврами и лакированными изделиями из верблюжьей кожи, Джайсалмер — лоскутными хлопчатобумажными тканями, Алвар — чеканными изделиями и керамикой.
Горное княжество Джамму и Кашмир считалось окраиной Британской Индии. Хозяйственная деятельность была сосредоточена в Кашмирской долине. Несмотря на численное преобладание здесь мусульман, большой вес имели выходцы из касты брахманов-пандитов (из их среды происходила влиятельная семья Неру). В Джамму привилегированное положение занимали раджпуты из числа догра (они были освобождены от уплаты налогов, составляли большинство помещиков-джагирдаров, занимали высокие чиновничьи и офицерские посты). К догра принадлежала и семья правившей династии махараджей княжества. В Ладакхе преобладали буддисты-скотоводы из числа малых народов и племён.

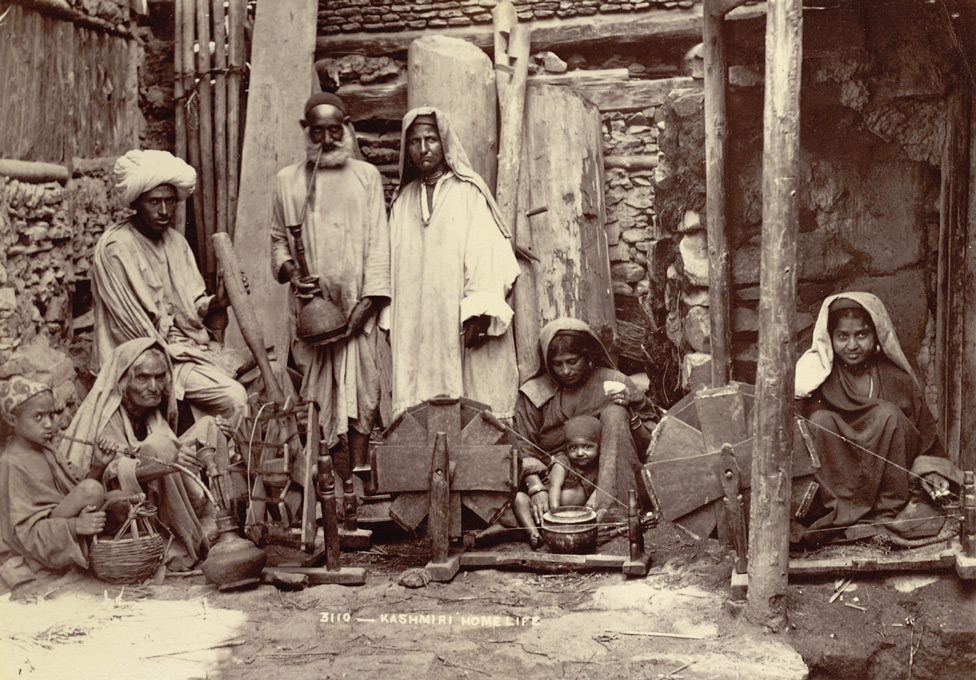
Кашмирские кустари

Основные транспортные связи княжества шли в Пенджаб по долинам рек Джелам и Чинаб. В Кашмирской долине выращивали рис, кукурузу, пшеницу, яблоки, груши, абрикосы, сливы, шафран, грецкие орехи и миндаль. В Джамму основными культурами были пшеница и кукуруза, кочевники-гуджоры разводили овец, коз и буйволов. На склонах хребта Пир-Панджал велась активная заготовка древесины хвойных пород.
В Ладакхе, в долине Инда, туземцы возделывали ячмень, пшеницу, зернобобовые и абрикосы, разводили яков, коз и овец. Лех являлся центром караванной торговли с Тибетом и Яркендом, здесь обрабатывали шерсть и кожи, изготавливали сливочное масло.
Мелкая промышленность княжества занималась переработкой древесины, шерсти и кож, производством древесной смолы, скипидара, спичек и крикетных бит. В промышленном производстве основную массу занятых составляли ремесленники и кустари, работавшие на дому. Тысячи кашмирских крестьян (в основном мужчин) в свободное время изготавливали низкосортную шёлковую пряжу и дорогой кашемир, вышивали шали, блузки, платья, халаты, пальто и войлок, а также изделия из кожи и замши, ткали шерстяные одеяла, гладкие и ворсовые ковры. Главными текстильными центрами были Сринагар и Джамму (шёлковые и шерстяные ткани). Крупнейшая шёлкоткацкая фабрика княжества была основана в Сринагаре в 1939 году.
Также Джамму и Кашмир славился производством самоваров, резчиками по дереву, которые изготовляли мебель, вазы и статуэтки, ювелирами, работавшими с драгоценными и полудрагоценными камнями, мастерами, которые раскрашивали изделия из папье-маше, гончарами, которые изготовляли переносные грелки «кангра». Главным центром кустарной промышленности являлся Сринагар. Кроме того, важное значение имело обслуживание паломников, следовавших к Вайшно-деви и Анантнагу.

### Центральная Индия

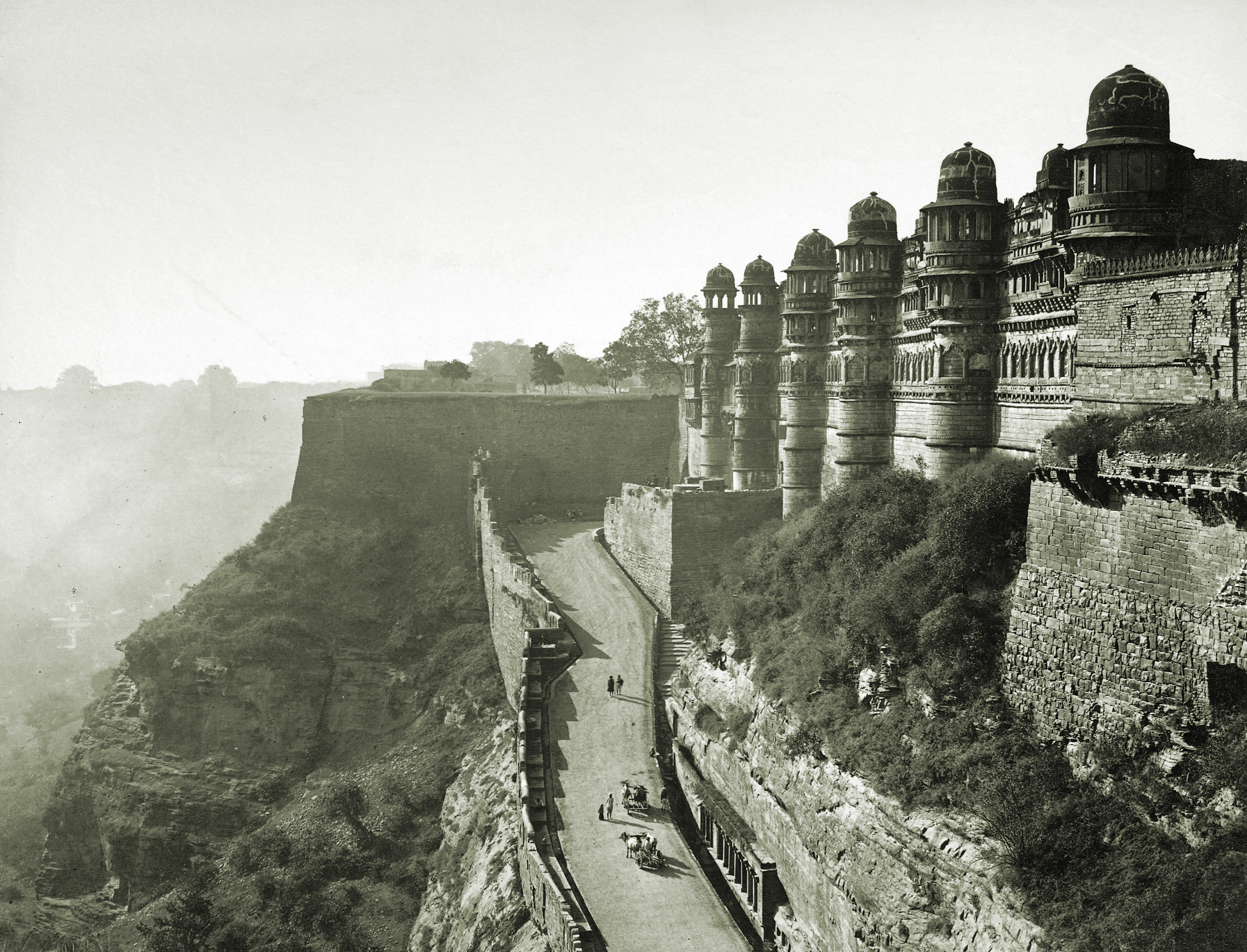
Гвалиор

Центральные провинции (с 1936 года — Центральные провинции и Берар) и окружавшие их десятки туземных княжеств представляли собой отсталую территорию, треть населения которой составляли малые народы, племена и представители низких каст (гонды, бхилы, ораоны, канвары, халби и другие). Особенной бедностью отличались изолированные внутренние районы, в то время как плато Малва являлось относительно доступной и развитой частью региона (благодаря торговым путям, связывавшим порты Камбейского залива с древними городами Гангской долины). На плато и вокруг него существовало более 20 враждовавших между собой феодальных княжеств, крупнейшими из которых были Индаур, Гвалиор и Бхопал (в первом правили маратхи из рода Холкар, во втором — маратхи из рода Скиндия, в последнем — мусульманские навабы и бегумы).
Северную, сильно пересечённую и труднодоступную часть региона образовывали плато Бунделкханд и Багхелкханд, где располагались мелкие и самые отсталые княжества Центральной Индии. Юго-восточную часть занимало лесистое плато Бастар, заселённое адиваси. К северу от него простирались низменные равнины Чхаттисгарх, где в долине реки Маханади располагалась главная житница Центральной Индии. Несмотря на множество речных бассейнов (Чамбал—Джамна на северо-западе, Сон—Ганг на северо-востоке, Нармада и Тапти на юго-западе, Маханади на востоке, Индравати—Годавари на юго-востоке) в колониальный период в Центральной Индии не велось какого-либо крупного гидротехнического строительства.
В Центральной Индии господствовала система княжеско-помещичьего землевладения заминдари, крестьянство отличалось крайней бедностью и забитостью, а средства обработки земли — примитивностью. Ирригация и продуктивность земель находились на крайне низком уровне, малые народы и племена практиковали подсечно-огневое земледелие, разрушавшее леса и почвенный покров. В регионе выращивали рис (восток), пшеницу (запад и центр), а также джовар, кукурузу, бобовые, хлопок, лён, горчицу, арахис, сахарный тростник и опийный мак, разводили различный скот. В горах Сатпура и Виндхья, на плато Бастар и Бунделкханд заготавливали тик, сал и бамбук.

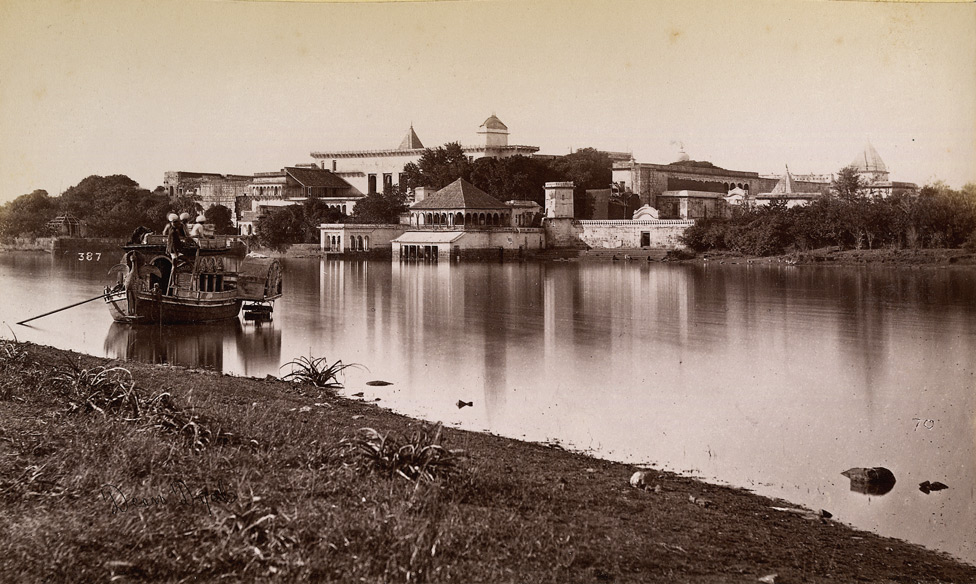
Дворец махараджи Рева

До 1947 года обширная Центральная Индия не имела значительного промышленного производства. Лишь в крупных городах западной и северной части (Индаур, Удджайн, Гвалиор) работали хлопчатобумажные и пищевые фабрики, а также были развиты производство стройматериалов и металлообработка. Крупнейшим центром деревообрабатывающей промышленности был Джабалпур. Фабричное производство дополняли кустарные промыслы и ремёсла — ручное изготовление хлопчатобумажных и шёлковых тканей, сбор лака, резьба по дереву, изготовление металлических изделий и примитивных сельскохозяйственных орудий.
Железные дороги, пересекавшие регион, имели транзитную специализацию (Бомбей — Джабалпур — Аллахабад — Калькутта и Бомбей — Бхопал — Дели). В Индауре, центре развитой области Малва, имелись текстильные фабрики, а также базировались The Bank of Indore, принадлежавший княжеской семье, и фондовая биржа. Гвалиор, который британцы называли «сухопутным Гибралтаром», славился производством тканей, керамики и выделкой кож. В районе Корбы добывали уголь, в районе Панны — алмазы, в районе Джабалпура — мрамор. Кроме того, важное значение имело обслуживание паломников, следовавших в Удджайн, где регулярно проводилась Кумбха-мела, и Читракуту.

### Западная Индия
Сельское хозяйство той части Бомбейского президентства, где преобладали маратхи, концентрировалось в нескольких основных ареалах — бассейны рек Годавари, Кришна и Тапти, а также прибрежная низменность Конкан и восточные предгорья Западных Гатов. До 1947 года в президентстве господствовала земельно-налоговая система райятвари, при которой крестьяне платили поземельный налог британским властям. Однако крупные земельные массивы, оросительные каналы и колодцы всё равно оказывались в руках помещиков, сахарозаводчиков и ростовщиков, которые постепенно занимали главенствующее положение в деревне. Здесь выращивали хлопок, сахарный тростник, арахис, лён, кунжут, красный перец чили, просяные (джовар, баджру, раги), пшеницу, зернобобовые, рис, бананы, манго, папайю, апельсины, мандарины, гранаты и виноград. Заготовка тика и бамбука велась в районе Видарбхи, в горах Сатпура и Сахьярди. Важное значение имели рыболовство и разведение скота.
Район Бомбея являлся родиной индийского хлопчатобумажного фабричного производства, возникшего в середине XIX века. Экономический расцвет Бомбея пришёлся на период Гражданской войны в США, когда началась блокада портов Конфедерации, вследствие чего резко возросла торговля индийским хлопком. Именно тогда возвысилась бомбейская община парсов, прежде всего семьи Тата, Годредж, Вадия, Редимани, Джиджибхой и другие. После открытия в 1869 году Суэцкого канала порт Бомбея приобретает такое же большое значение, что и порт Калькутты.
В колониальный период в Бомбее и Пуне сложилась самая многочисленная и мощная группа индийской буржуазии, состоявшей преимущественно из членов торгово-ростовщических каст (среди которых доминировали гуджаратцы и марвари, в том числе парсы и джайны). Разбогатев на компрадорской деятельности, бомбейские купцы и ростовщики позже основали ведущие монополистические объединения страны — Tata Group, Wadia Group, Aditya Birla Group, Yash Birla Group, Kirloskar Group, Godrej Group, Shapoorji Pallonji Group, Walchand Group, Bajaj Group, Mafatlal Group, Raymond Group и Mahindra Group. Семья багдадских евреев Сассун основала в Бомбее торговый дом David Sassoon & Sons и верфи. Кроме того, Бомбей занимал одно из ведущих мест в стране по привлечению иностранного капитала, современного оборудования и передовых технологий, его оживлённый порт и развитые внешние связи дополняли лидирующее внешнеторговое положение города в Британской Индии.

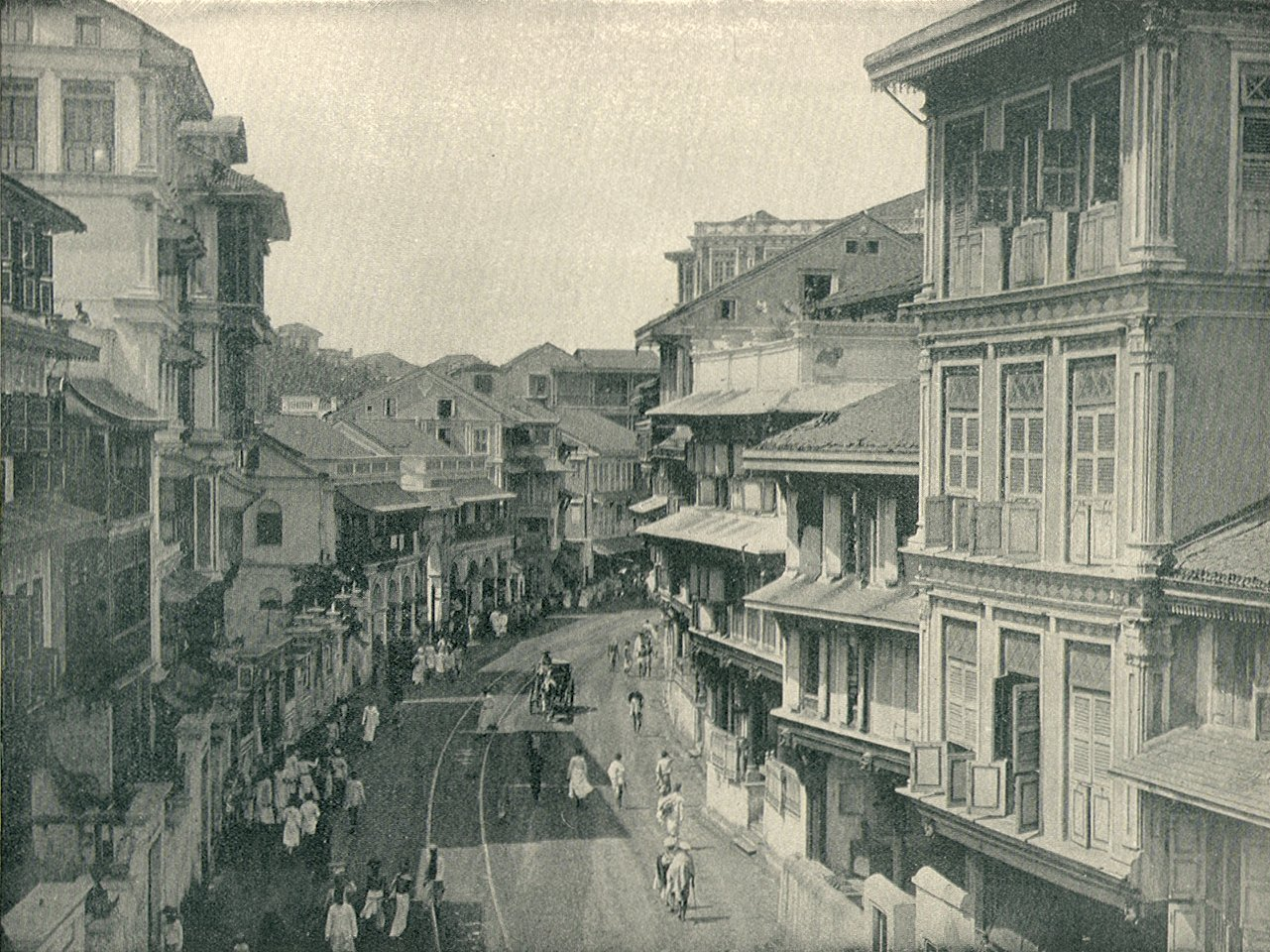
Бомбей
Развитию хлопчатобумажной промышленности Бомбея способствовали наличие обширной сырьевой базы и капиталов индийской буржуазии, внутренние и внешние связи порта, через который ввозилось необходимое оборудование. Кроме столицы президентства значительными текстильными центрами были Пуна, Солапур и Нагпур. Самые крупные текстильные фабрики принадлежали семьям Тата, Бирла и Мафатлал. Также в регионе производили сахар (крупные заводы принадлежали семьям Валчанд и Баджадж), арахисовое масло, маргарин, дубильные вещества, ароматические масла, мыло (крупные мыловаренные и парфюмерные предприятия принадлежали семье Тата), бумагу и спички.
Уже в начале XX века в Бомбее и других крупных городах были развиты металлообработка и машиностроение, представленные ремонтными предприятиями, которые обслуживали нужды текстильных фабрик, железных дорог, британского флота и судоходных компаний. В годы Первой и особенно Второй мировых войн машиностроение и химическая промышленность начали быстро развиваться. В течение 1939—1940 года численность рабочих в хлопчатобумажной промышленности увеличилась наполовину, а в металлообрабатывающей и химической промышленности — вдвое. Особенно бурно росли предприятия, выпускавшие автомобили, текстильное и пищевое оборудование.

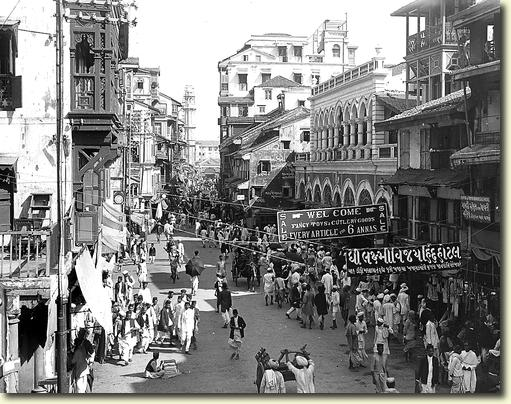
Торговая улица в Бомбее

В 1910 году семья Кирлоскар основала возле Сангли фабрику сельскохозяйственного оборудования и новый город Кирлоскарвади (позже Kirloskar Brothers выпустила первые в Индии насос, дизельный двигатель, электромотор и станок). При участии британской компании Marshall, Sons & Co в Бомбее выпускались паровые двигатели. В 1938 году датчане основали в Бомбее торговую фирму Larsen & Toubro, которая вскоре превратилась в крупнейшего поставщика различного промышленного оборудования. В 1944 году в Бомбее была основана автомобилестроительная компания Premier Automobiles, принадлежавшая семье Валчанд. В 1947 году начала выпуск автомобилей компания Mahindra & Mahindra, входившая в состав группы Махиндра.
Британские компании в Видарбхе (округа Нагпур и Бхандара) занимались добычей марганцевой руды, которая почти вся экспортировалась. Важное значение для экономики региона имела энергетика. В 1915 году семья Тата построила первую гидроэлектростанцию в Кхополи, в 1919 году — вторую гидроэлектростанцию в Бхивпури, в 1922 году — в Бхире. Эта энергетическая система, расположенная в Западных Гатах, обеспечивала электроэнергией растущую промышленность Бомбейского района.

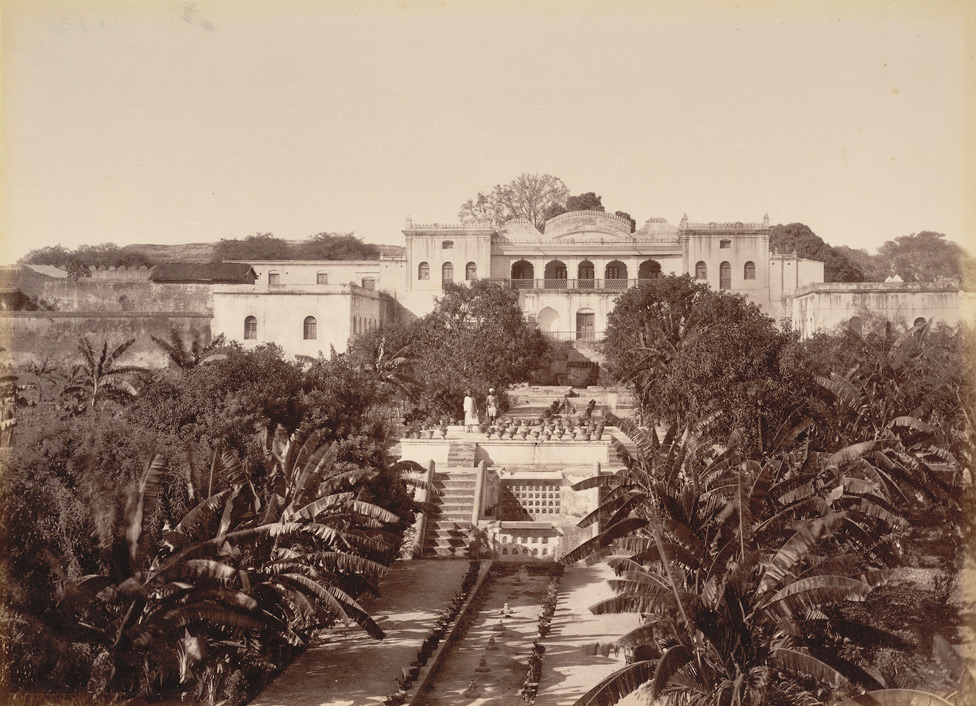
Аурангабад

Бомбей являлся важным финансовым центром Британской Индии, здесь базировались монетный двор (1829), Bank of Bombay (1840), Бомбейская фондовая биржа (1875), Bank of India (1906), Central Bank of India (1911), Saraswat Bank (1918), New India Assurance (1919), Union Bank of India (1919), Development Credit Bank (1930), Резервный банк Индии (1935), Dena Bank (1938), филиалы многочисленных иностранных банков и страховых компаний (в том числе Chartered Bank of India, Australia and China).
В 1845 году в Бомбее был основан медицинский колледж, в 1855 году — юридическая школа, в 1857 году — университет и школа искусств, в 1887 году — школы машиностроения и текстильной промышленности, в 1913 году — колледж Сиденхэм, в 1945 году — институт фундаментальных исследований Тата. Развивался и сектор услуг: в 1903 году семья Тата открыла самый шикарный отель города «Тадж-Махал». В первой четверти XX века Бомбей превратился в центр индийской киноиндустрии.
Вдоль восточного побережья Бомбея тянулись портовые причалы, судостроительные и судоремонтные верфи (именно здесь в середине XVIII века братья-парсы Ловджи и Сорабджи Вадия построили первый в Азии сухой док, на котором создавали для Ост-Индской компании суда из тикового дерева). Огромные пассажиропотоки стекались на конечные железнодорожные станции — Виктория Терминус и Черчгейт. Кроме самого Бомбея значительные предприятия возникали и в его ближайших пригородах — Тхане, Домбивли и Кальяне.
Пуна в колониальный период была крупнейшим в Южной Индии гарнизоном с обширным военным городком, а также летней резиденцией властей Бомбейского президентства. В городе располагались текстильные и пищевые предприятия, в 1945 году здесь была основана компания Kirloskar Oil Engines, продолжившая машиностроительный бизнес семейной группы Кирлоскара. В 1854 году в Пуне был основан инженерный колледж, в 1867 году — больница Сассунов, в 1884 году — колледж Фергюссон. В соседнем Матхеране, куда губернатор Бомбея в 1858 году протянул дорогу, располагались особняки британской и индийской знати (в 1907 году в городке открылась горная железная дорога). Популярный ярмарочный центр Джеджури являлся центром паломничества последователей культа Кхандобы. Горный курорт Махабалешвар был не только центром летнего отдыха британцев, но и крупным центром паломничества индуистов к истокам священной реки Кришна.

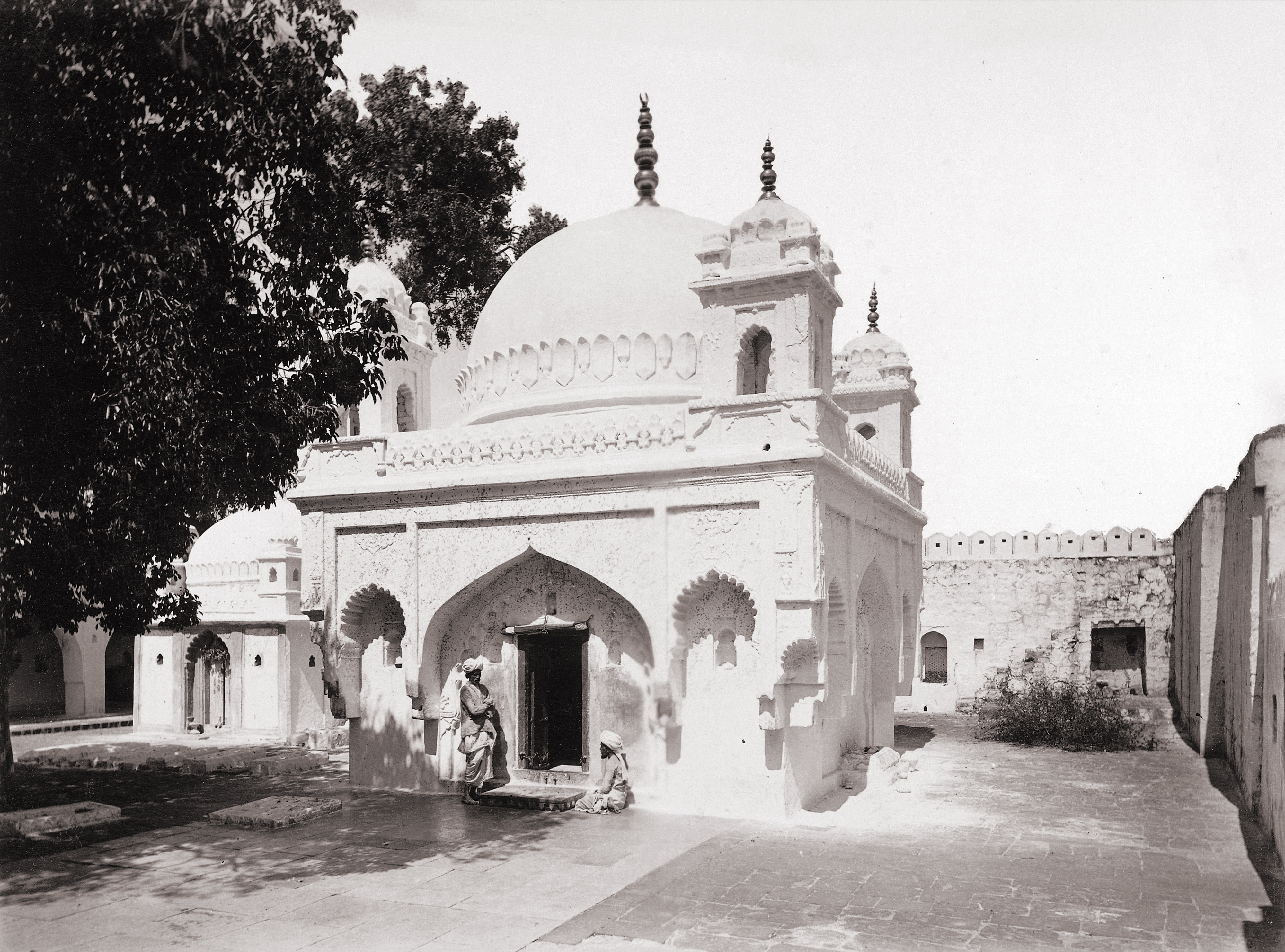
Кхулдабад

Нагпур являлся административным центром Нагпурской провинции, а с 1861 года — столицей Центральных провинций (также это исторический центр региона Видарбха). В этом важном транспортном узле располагались текстильные и пищевые предприятия, а во второй половине XIX века город получил мощный стимул роста, став центром района разработок марганцевых руд. Кроме того, Нагпур был крупным торговым центром сельскохозяйственного района (хлопок, рис и мандарины).
В 1877 году в Нагпуре открылась текстильная фабрика Empress Mills компании Central India Spinning and Weaving, которая принадлежала семье Тата, в 1906 году в городе был основан государственный сельскохозяйственный колледж, в 1923 году — университет, в 1942 году — инженерный колледж. Нашик славился производством сахара, вина, шёлка, металлической посуды, бумаги, банкнот и марок, окраской тканей, а также являлся важным центром паломничества индуистов. Аурангабад являлся крупным центром по производству шёлковых и хлопчатобумажных тканей, а также сари (первая крупная текстильная фабрика открылась в городе в 1889 году). Колхапур, бывший столицей одноименного туземного княжества, где правила ветвь династии Бхонсле (Тарабаисы), славился производством кожаной обуви.

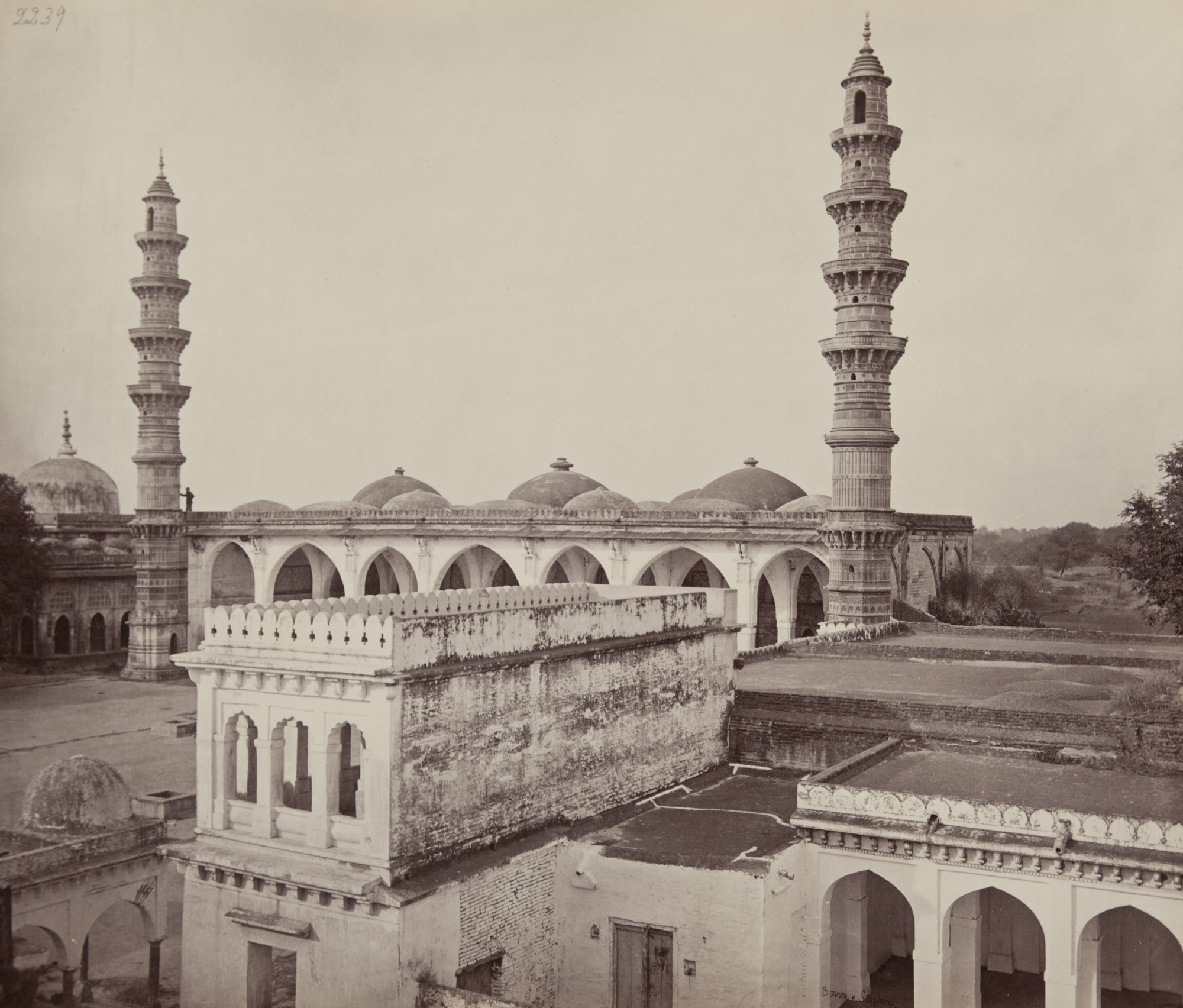
Ахмадабад

Гуджарат состоял из трёх природных зон — широкой приморской низменности, которую пересекали долины четырёх крупных рек (Тапти, Нармада, Махи и Сабармати), полуостровов Катхиявар (Саураштра) и Кач. С древнейших времён в регионе процветали порты Сурат, Бхаруч, Камбей и Окха, имевшие торговые связи с Ближним Востоком, Восточной Африкой, Индокитаем и Европой. В XIX веке Гуджарат оказался в стороне от главных морских путей, которые сместились в Бомбей и Карачи.
В колониальный период Гуджарат представлял собой наиболее раздробленную часть Британской Индии. На его территории находились округа Бомбейского президентства (Ахмадабад, Панчмахал, Бхаруч, Сурат и Кайра), 59 туземных княжеств, крупнейшими среди которых были Барода, Кач, Наванагар, Джунагадх и Бхавнагар, а также 259 владений Западно-Индийского агентства и 64 владения Гуджаратского агентства.
В начале XX века в Гуджарате насчитывалось более 300 индуистских каст. Большинство княжеских династий происходили из среды раджпутов. Торговая каста банья (ванья) присутствовала во всех крупнейших городах Британской Индии (из её среды вышел Махатма Ганди). Нагар брахманы были главными министрами (диванами) большинства туземных княжеств региона. Из среды патилов также выходило немало предпринимателей, чиновников и политиков (например, Валлабхаи Патель). Кроме того, большим влиянием пользовались касты анавил брахманов (особенно в Сурате), аудичая брахманов, бхатья (особенно в Бомбее) и лоханч. В деревнях значительный вес имели сельскохозяйственные касты мир, рабари и ахир.
Мусульманская община была представлена многочисленными городскими ремесленниками и мелкими торговцами. Важную роль играли две мусульманские торговые касты — сурти (сунниты из Сурата) и меманы (шииты из Кача и Синда). Джайны составляли могущественную общину, которая занималась ростовщичеством и оптовой торговлей. Небольшие католические общины имелись в Сурате, Ананде и Надиаде. Самое приниженное положение занимали представители малых народов и племён, проживавших в горных районах.

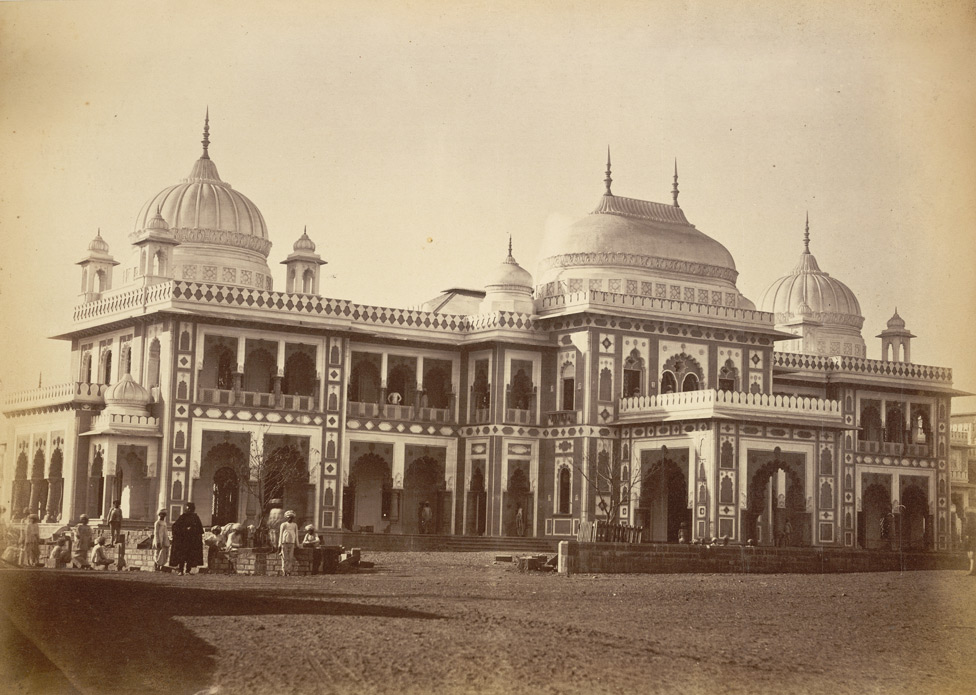
Школа в Бхавнагаре

В колониальный период в засушливом Гуджарате не существовало ни одного крупного ирригационного сооружения, основным источником орошения пашни и садов были колодцы и небольшие каналы. Здесь выращивали хлопок, арахис, табак, просяные культуры (баджру и джовар), рис, пшеницу, кукурузу, клещевину, рапс, горчицу, бананы, манго, фуражные культуры. В Катхияваре и Каче большое значение имело животноводство, здесь разводили лошадей, волов и верблюдов, на равнинах — молочных буйволиц.
В середине XIX века в Гуджарате возникла фабричная хлопчатобумажная промышленность. Ахмадабад стал вторым в Индии центром её средоточения после Бомбея, позже крупные текстильные предприятия открылись в Сурате, Бароде, Навсари и Раджкоте. В текстильной промышленности доминировали компании семей Тата, Бирла, Мафатлал, а также семьи Лалбхай — хлопчатобумажных «королей» Ахмадабада. Лалбхаи происходили из среды гуджаратских джайнов-ювелиров, во второй половине XIX века они разбогатели на торговле хлопком, в конце XIX века открыли фабрики Saraspur Mills и Raipur Mills, позже — Ashoka Mills, в 1931 году — Arvind Mills и Nutan Mills, в 1938 году — Ahmedabad New Cotton Mills, в 1947 году основали крупную химическую компанию Atul).

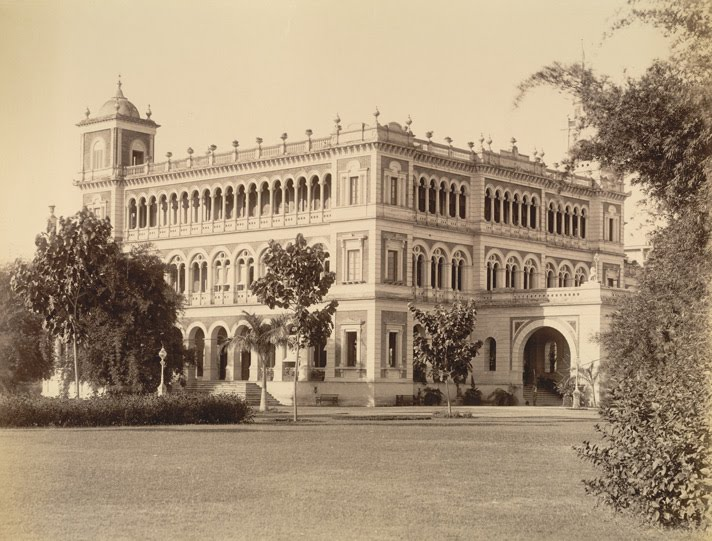
Барода

Гуджарат специализировался на изготовлении тонких и высококачественных хлопчатобумажных тканей. Кроме того, широкой известностью пользовались изделия гуджаратских кустарей: расшитые блузы, покрывала и юбки из Саураштры, шёлковые ткани из Сурата, вышивка «патола» из Патана, набивные сари из Ахмадабада, шерстяные ткани из Джамнагара и Бароды. Также гуджаратской буржуазии принадлежали предприятия по производству растительных масел, хлопкоочистительные, табачные и сахарные фабрики. Широкое распространение имела полукустарная шлифовка драгоценных камней (прежде всего мелких алмазов и изумрудов).
На побережье из морской воды выпаривали поваренную соль, которую доставляли во многие регионы Индии. В конце 1930-х годов на базе соляных разработок Окхи возник город Митхапур, выросший вокруг химического завода Tata Chemicals. Также в Гуджарате добывали разнообразные строительные материалы. Порт Порбандара процветал благодаря вывозу строительного камня в Бомбей и Карачи.
Разнообразные машиностроительные и металлообрабатывающие предприятия базировались в районе Ахмадабада, а также в Бароде, Сурате, Раджкоте и Бхавнагаре. В 1942 году семья Бирла основала в Окхе небольшой сборочный завод Hindustan Motors (в 1948 году предприятие переместилось в Западную Бенгалию). Главным транспортным коридором Гуджарата являлась железная дорога широкой колеи Дели — Бомбей, проходившая через Ахмадабад, Бароду, Сурат и Булсар. Саураштра и Кач имели железнодорожную сеть метровой колеи, не связанную с транспортной системой равнин. Мандви (Кач) являлся крупным транзитным портом по отправке индийских паломников-мусульман, совершавших ежегодный хадж в Мекку, а также важным центром постройки традиционных дхоу.

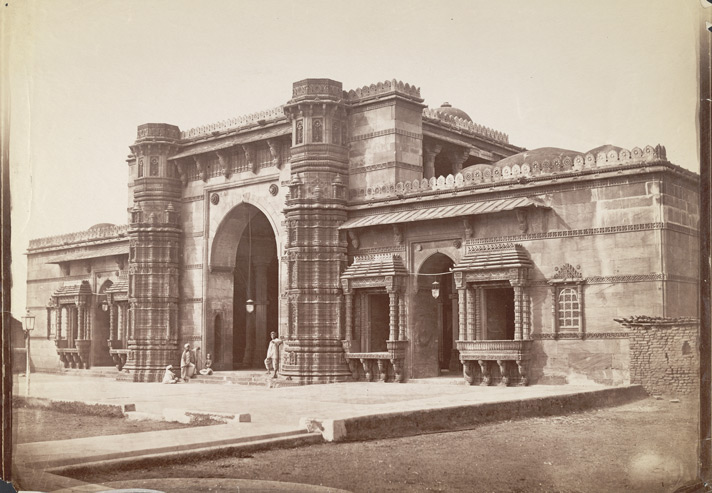
Ахмадабад

В 1861 году в Ахмадабаде открылась первая текстильная фабрика компании Ahmedabad Spinning and Weaving, в 1880 году — фабрика Calico Mills, в 1894 году здесь была основана Ахмадабадская фондовая биржа. В начале XX века город уже был крупным центром хлопчатобумажной промышленности и машиностроения. К 1905 году в Ахмадабаде работало более 30 текстильных фабрик, за что город прозвали «Манчестером Востока», в 1915 году здесь была основана крупная чайная компания Gujarat Tea.
В Бароде правила просвещённая династия Гаеквад, благодаря которой в городе была проведена реформа образования, появились железные и автомобильные дороги, парки, озёра, роскошные дворцы, были открыты школы, библиотеки, больницы и музей. В 1881 году в Бароде был основан колледж, в 1908 году — Bank of Baroda, в 1922 году — технический институт Калабахаван. В Раджкоте, который при британцах был важным административным и торговым центром (особенно славился ювелирным базаром), в 1853 году была основана высшая школа Альфреда, а в 1870 году построен колледж Раджкумар.
Правитель небольшого города-княжества Морби, разбогатевший на экспорте соли, хлопка и тканей, не только создал свою железнодорожную сеть, но и построил трамвайную линию. В 1931 году большая текстильная фабрика Bharat Vijay Mills начала работу в Калоле (Панчмахал). В 1946 году в Ананде был основан молочный кооператив Amul (Anand Milk Union Limited). Большое значение для экономики Гуджарата имело обслуживание богатых паломников-джайнов, следовавших в Палитану (Бхавнагар), Гирнар (Джунагадх), Кумбхарью (Кач) и Тарангу (Мехсана), а также многочисленных паломников-индуистов, следовавших в Сомнатх и Дварку.

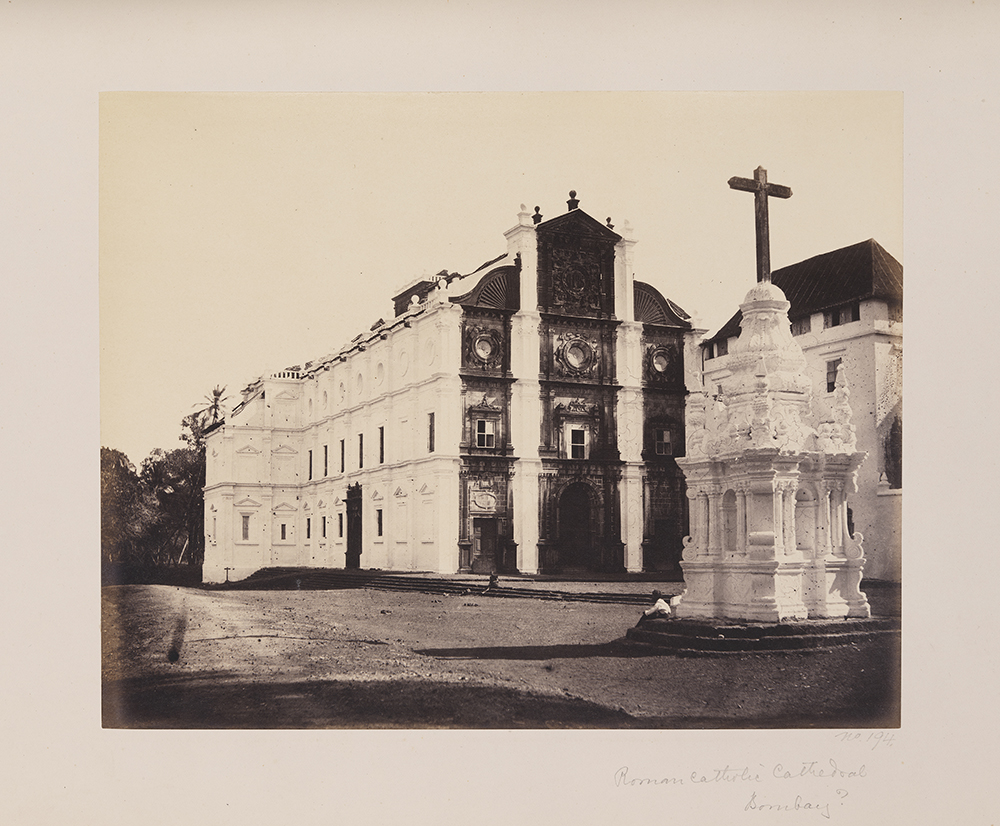
Собор в Гоа

Частью Португальской Индии были три анклава, расположенные на западном побережье — Гоа, Даман и Диу, Дадра и Нагар-Хавели. В Гоа выращивали рис, кокосовые пальмы, орехи кешью, джекфрут, бананы, ананасы, манго, сахарный тростник, куркуму и перец чили, в приморских деревнях занимались рыболовством (креветки и лосось). Лишь в крупных городах работали небольшие дизельные установки, ни одна деревня Гоа не имела электроэнергии. В 1842 году в Гоа была основана медицинская школа, в 1941 году в колонии была создана компания Dempo Mining Corporation, начавшая добычу железной руды.
Также в городах Гоа строили небольшие суда, занимались ручным ткачеством и кустарной окраской тканей. Вся власть и коммерция находилась в руках говоривших по-португальски католиков. Даман и Диу были небольшими рыбацкими городками. Самой отсталой частью португальских владений в Индии была Дадра и Нагар-Хавели, перевод сюда чиновников из Гоа рассматривался как наказание. Крестьяне района выращивали рис и просо, заготовляли сандал. В 1961 году индийские войска аннексировали все три португальские колонии.

### Южная Индия

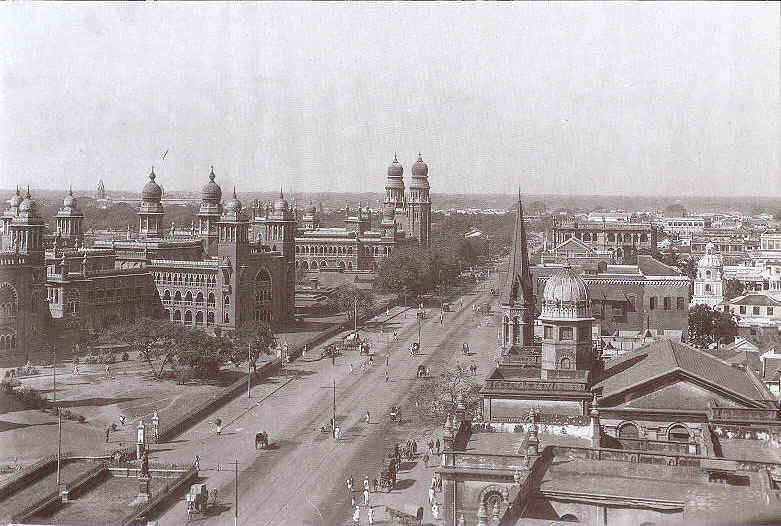
Мадрас

Историко-географическим стержнем территории расселения тамилов служила долина и дельта реки Кавери. Основная масса населения была сосредоточена на приморской низменности (Коромандельский берег). С севера равнины обрамляли массивы Восточных Гат, с запада — Западных Гат (в горных районах велись заготовки сандала, тика и эвкалипта). В Тамилнаде широкое распространение имело орошение сельскохозяйственных земель с помощью каналов, искусственных водоёмов («танки») и колодцев.
Ирригационные сооружения строились тамилами с древнейших времён (например, земляная плотина Большой Аникут в дельте Кавери, возле Тируччираппалли, датирована XI веком, многие водяные цистерны имели вековую историю). Именно они послужили образцом для британского инженера Артура Коттона, под руководством которого в середине XIX века в Британской Индии были построены крупные гидротехнические объекты современного типа. В 1932 году в бассейне Кавери была построена гидроэлектростанция Пайкара, в 1937—1939 годах там же были созданы Меттурский гидроузел и водохранилище Стэнли — первое комплексное гидротехническое сооружение страны многоцелевого назначения, ставшее важным источником ирригации и гидроэнергетики в северо-западной части Тамилнада (особенно округа Салем).

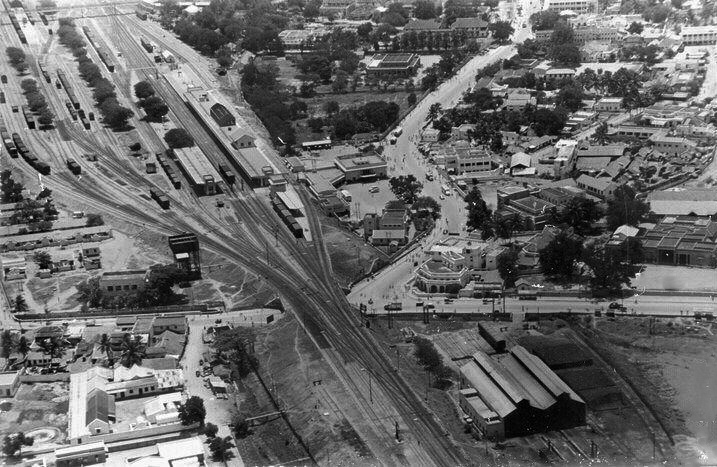
Коимбатур

В Тамилнаде преобладала более прогрессивная и высокотоварная система землевладения райятвари. Здесь выращивали рис (округ Танджавур считался одной из крупнейших рисовых житниц Индии), просяные (джовар, раги), кукурузу, зернобобовые, чай (Нилгири), арахис, сахарный тростник, хлопок, кокосовые орехи, бананы, манго, кунжут, красный перец чили, куркуму, разводили коров, буйволиц и баранов. Большое значение имел вылов морской и пресноводной рыбы (тамилы-индусы ловили рыбу сетями с катамаранов, тамилы-мусульмане обычно уходили на лодках дальше в море и рыбачили на крючки).
Тамильские купцы имели тесные связи с Цейлоном, Бирмой, Малайей, другими странами Индокитая, Восточной и Южной Африки. Во второй половине XIX — начале XX века сотни тысяч тамилов были завербованы для работы на зарубежных плантациях, чему в немалой степени способствовали перенаселённость и малоземелье в деревнях. При относительно высоком уровне грамотности в Тамилнаде наблюдалась сильная сегрегация представителей низших каст и отчасти мусульман.
Наибольшим влиянием в Южной Индии обладала тамильская торгово-ростовщическая каста четти, особенно выходцы из подкасты нагаратхар (или наттуккоттай четтиары). Разбогатев на торговле солью и рисом, четти перешли к скупке земель, ростовщичеству и компрадорской деятельности, в XIX — первой половине XX века многие из них стали инвестировать капиталы в фабричное текстильное производство, банки и судоходные компании. Выходцы из подкасты вания четтиаров контролировали торговлю растительным маслом и зерном. Другой влиятельной группой была каста наданов (или неламайккараров), из среды которой вышло много сборщиков налогов, чиновников, ростовщиков и землевладельцев. Кроме того, традиционным влиянием в деревне обладали брахманы и землевладельцы из каст ваннияр, муккулатхор и надар.

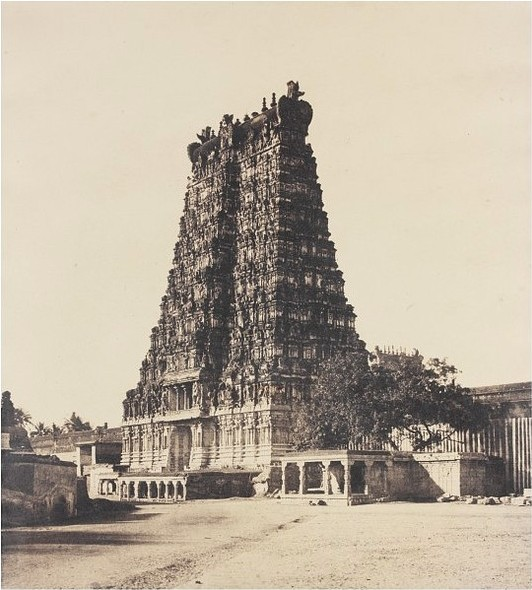
Мадурай

После Бенгалии и Бомбейского президентства тамильская часть Мадрасского президентства была третьим по величине индустриальным регионом Британской Индии. Ткацкие фабрики работали в тесной кооперации с многочисленными кустарями, которые занимались ручным ткачеством и окраской тканей. Крупнейшими центрами фабричного хлопчатобумажного производства были Коимбатур, Мадурай, Мадрас и Тирунелвели.
В текстильном производстве доминировали наттуккоттай четтиары. Самое могущественное монополистическое объединение возглавлял раджа Мутхая Четтиар, которому принадлежала крупнейшая в Индии прядильная компания Madurai Mills. Семья Найду контролировала мощную хлопчатобумажную компанию, базировавшуюся в Коимбатуре. За ней следовали прядильные предприятия группы Тиагораджи Четти — «текстильного короля Юга». Многие тамильские предприниматели владели фабриками по всей Южной Индии, а также на Цейлоне, в Бирме, Малайе и Сингапуре, что вызывало недовольство у местной буржуазии. Наряду с этим, четти противились проникновению на Юг более сильных марварийских и парсо-гуджаратских объединений, базировавшихся в Бомбее и Калькутте.
Тамилнад был важным районом кожевенно-дубильного производства, которым традиционно занималась каста чамаров. Сырьё для мастерских чамаров свозилось со всей Южной Индии, а затем обработанные кожи и шкуры расходились по всей стране, включая Канпур и Агру, а также экспортировались. Во многих городах имелись рисоочистительные, маслодельные, сахарные и чайные фабрики, а также спичечные и бумажные предприятия, вдоль побережья из морской воды выпаривали поваренную соль. Почти во всех тамильских городах были развиты кустарные промыслы и ремёсла: изготовление набивных тканей, бронзовых и ювелирных изделий, чеканка по металлу, резьба по дереву и слоновой кости. Важное значение для экономики Тамилнада имело обслуживание паломников, следовавших на мыс Кумари, а также в «священные» индуистские города Рамешварам, Мадурай, Канчипурам, Шрирангам, Тируваннамалай, Чидамбарам и Кумбаконам.

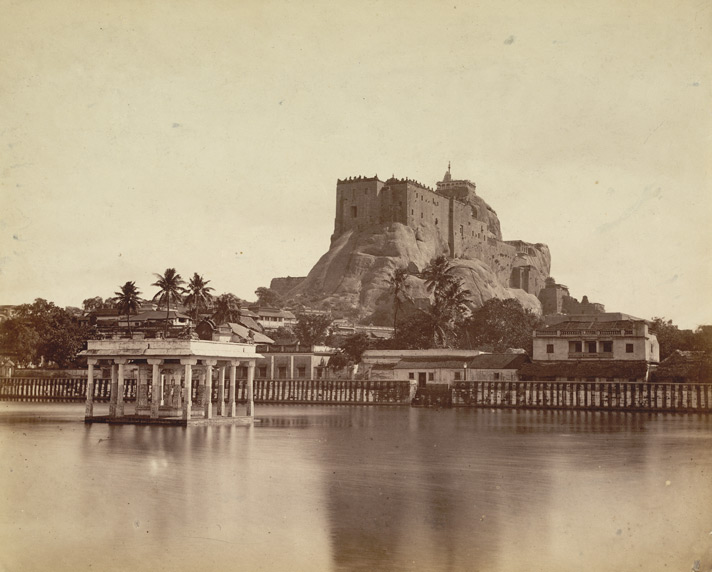
Тируччираппалли

Британская фирма Simpson and Co изначально выпускала в Мадрасе кареты, а в начале XX века приступила к выпуску автомобильных кузовов и прочих компонентов. В 1930-х годах одним из директоров компании стал выходец из среды брахманов Сивасаилам Анантхарамакришнан, который в 1945 возглавил машиностроительную Amalgamations Group, созданную на базе Simpson (двигатели, детали для автомобилей и тракторов, сельскохозяйственное оборудование). В 1946 году в пригороде Мадраса была основана компания Madras Rubber Factory, вскоре ставшая крупным производителем шин и покрышек.
В 1788 году британец Томас Пэрри основал в Мадрасе торгово-финансовую компанию, позже выросшую в группу EID Parry (в 1842 году компания открыла свой первый сахарный завод, в 1906 году первой в Индии начала производить удобрения, затем занялась изготовлением керамики). В 1907 году Рамасвами Четтиар основал в Мадрасе Indian Bank, а в 1912 году его брат Аннамалай Четтиар там же основал промышленную Chettinad Group. В 1929 году в Мадрасе была основана торговая Rane Group, начинавшая бизнес со сбыта автомобилей и автокомплектующих. В 1934 году в Мадрасе была основана Murugappa Group, изначально занимавшаяся стальной мебелью и наждачной бумагой (её основали ростовщики-четти, вернувшиеся из Бирмы). В 1937 году пять фирм учредили Мадрасскую фондовую биржу, а Чидамбарам Четтиар основал в Мадрасе Indian Overseas Bank, обслуживавший зарубежные интересы наттуккоттай четтиаров.
В 1904 году в Кумбаконаме был основан Kumbakonam Bank. В 1916 году в Каруре Венкатарама Четтиар и Атхи Кришна Четтиар основали Karur Vysya Bank, в 1926 году в том же городе Рамалинга Четтиар основал Lakshmi Vilas Bank. В 1943 году Карумутту Тхиагараджан Четтиар основал Bank of Madurai. В 1946 году в Тирунелвели была основана компания India Cements.

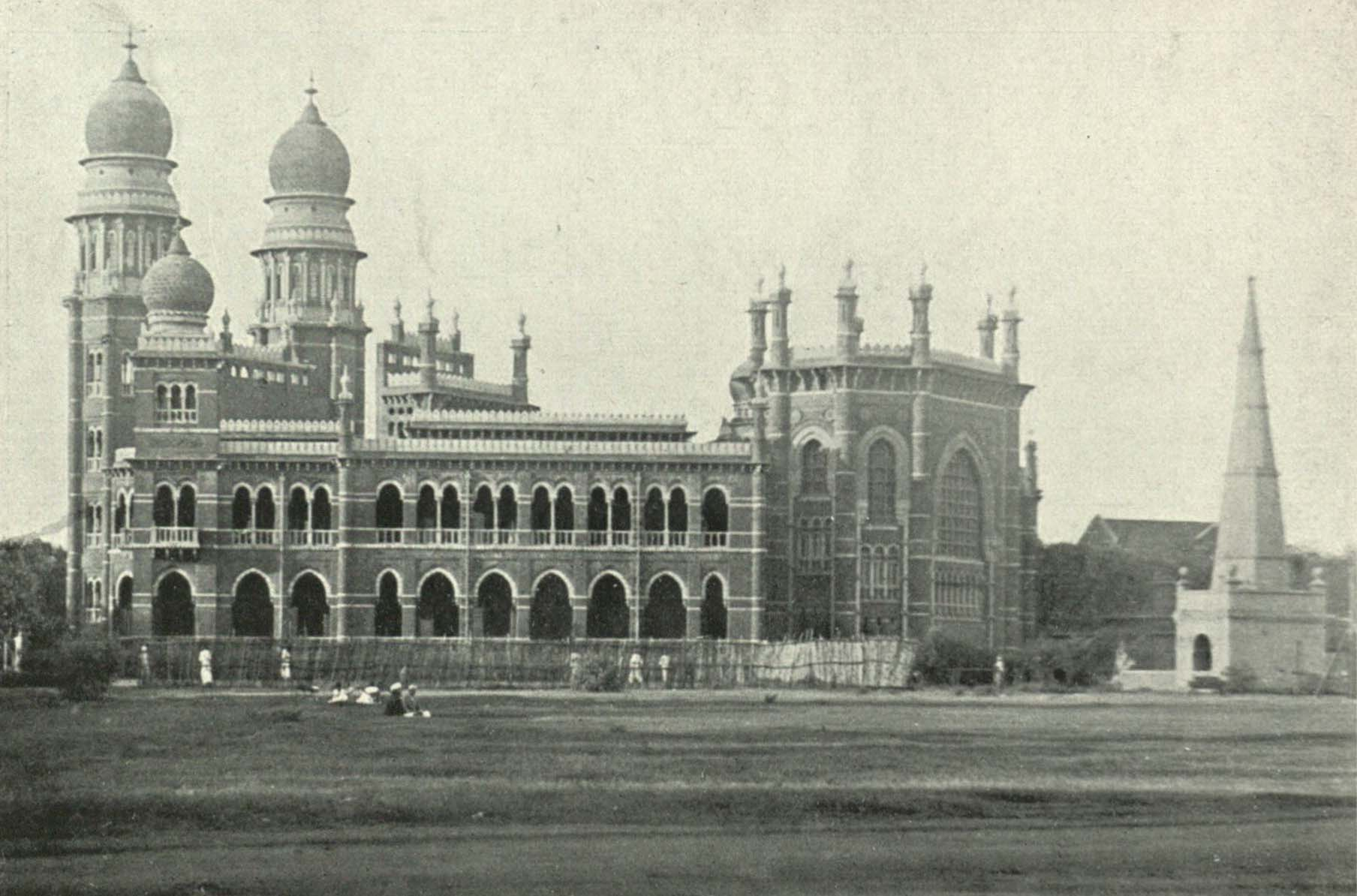
Мадрас

В конце XVIII века, когда столицей Британской Индии стала Калькутта, Мадрас остался административным центром огромного президентства и форпостом британского владычества в Южной Индии. В 1837 году в городе открылся христианский колледж, в 1857 году — университет, в 1862 году — инженерный колледж, в 1915 году — женский христианский колледж, в 1925 году — колледж Лойола.
Промышленное развитие Мадраса шло более медленными темпами, чем в Калькутте и Бомбее, в городе долгое время превалировали торгово-транспортные функции. В колониальный период в Мадрасе работали две крупные хлопчатобумажные фабрики, множество небольших текстильных, кожевенных, пищевых, машиностроительных и металлообрабатывающих предприятий, различные ремонтные мастерские и верфи. В первой четверти XX века в Мадрасе и его пригородах зародился тамильский кинематограф.
Кумбаконам, известный в британский период как «Кембридж Южной Индии», славился своим колледжем (1867), а также многочисленными ювелирами. Карайкуди и Девакоттай были процветающими торго-финансовыми центрами региона Четтинад, где зародилась и возвысилась каста четти (отсюда вышло множество крупных бизнесменов Южной Индии, Бирмы и Малайи, в том числе Алагаппа Четтиар и Аннамалай Четтиар). Коимбатур являлся крупнейшим текстильным центром, значение которого ещё больше возросло после пуска гидроэлектростанции Пайкара. В 1868 году в городе был основан первый колледж, в 1916 году — лесной институт, в 1945 году — технический колледж (на средства богатой семьи Найду). Кроме того, Коимбатур считался воротами в горы Нилгири.
В горах Нилгири располагались курортные городки Ути и Кунур, где любили отдыхать британские военные и чиновники. Ути (Утакаманд) был летней столицей колониальных властей Мадраса и получил прозвище «Королевы горных посёлков» (особенно он стал популярным с 1908 года, когда сюда стали ходить поезда). Вокруг города располагались чайные и кофейные плантации, а также имения знати, в 1843 году в Ути был основан первый аристократический клуб, в 1848 году здесь был заложен ботанический сад. Курорт славился выставками цветов и собак, ипподромом, дворцом махараджи Майсура и шикарным отелем «Савой». Кунур также являлся крупным центром чайных плантаций и фабрик, он славился своими парками, высшими школами и колледжами, в 1907 году в городе открылся филиал института Пастера.
В 1844 году южнее Нилгири, в горах Палани, американские миссионеры и британцы основали курорт Кодайканал, получивший прозвище «Принцессы горных посёлков». Городок славился своими парком, озёрным яхт-клубом, гольф-клубом и школами, здесь спасались от жары и тропических болезней многие британские чиновники и богатые индийцы. В лесистых горах Шеварой, недалеко от Салема, имелся курорт Йеркауд, который славился кофейными плантациями, клубом плантаторов и католическими школами.

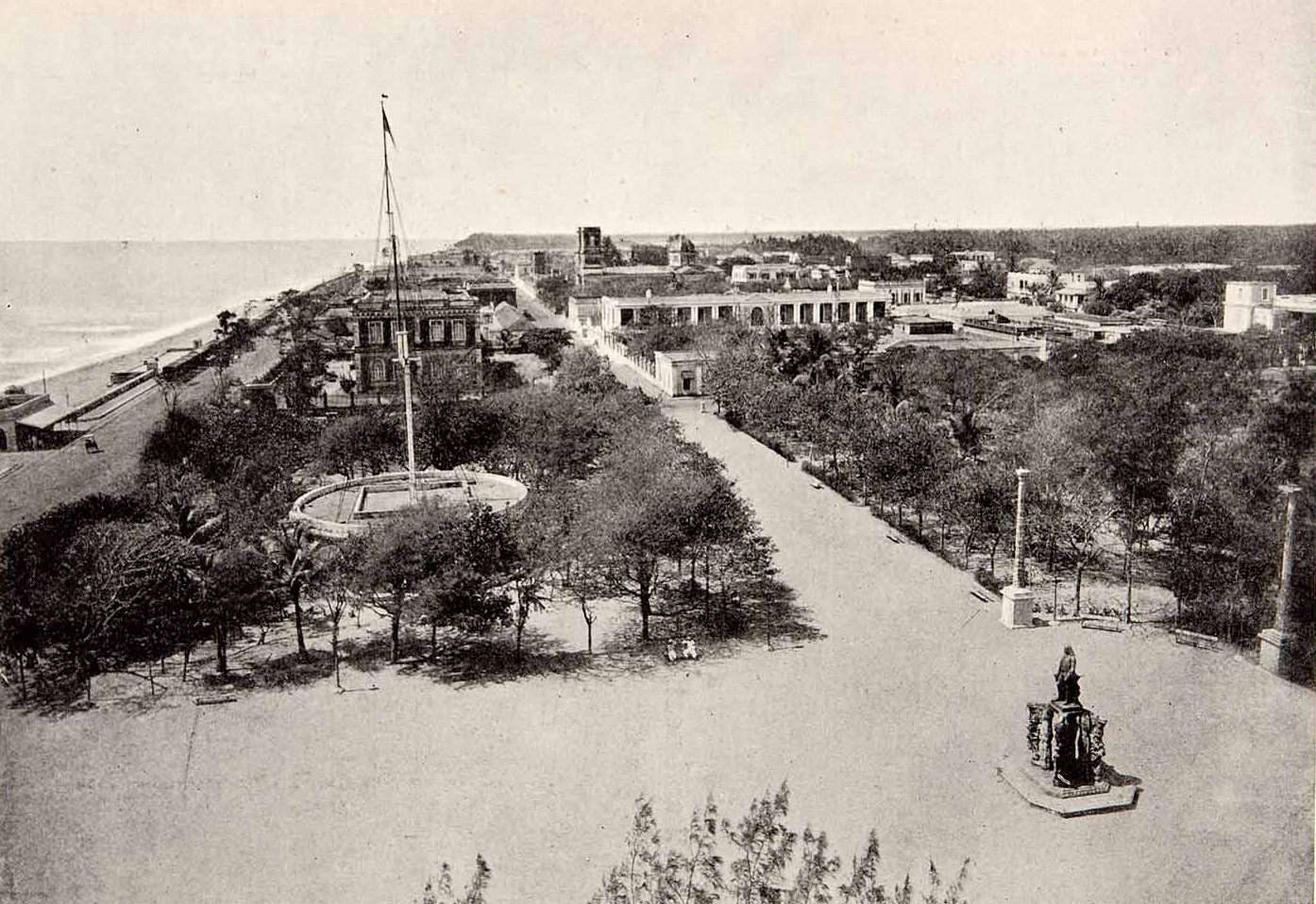
Пондишери

Южнее Мадраса располагались французские колонии Пондишери и Карайкал. Здесь наблюдалась относительно высокая грамотность населения, высокий процент орошения посевных площадей и обеспечения электроэнергией. Вокруг столицы выращивали рис, кокосовые орехи, сахарный тростник, арахис, хлопок и просяные, а также разводили пресноводную рыбу. В самом Пондишери действовали хлопчатобумажные и сахарные фабрики, рыболовный порт, работало много кустарей и ремесленников (особенно ткачей). В 1823 году в Пондишери была открыта медицинская школа, в 1926 году — ашрам Шри Ауробиндо.

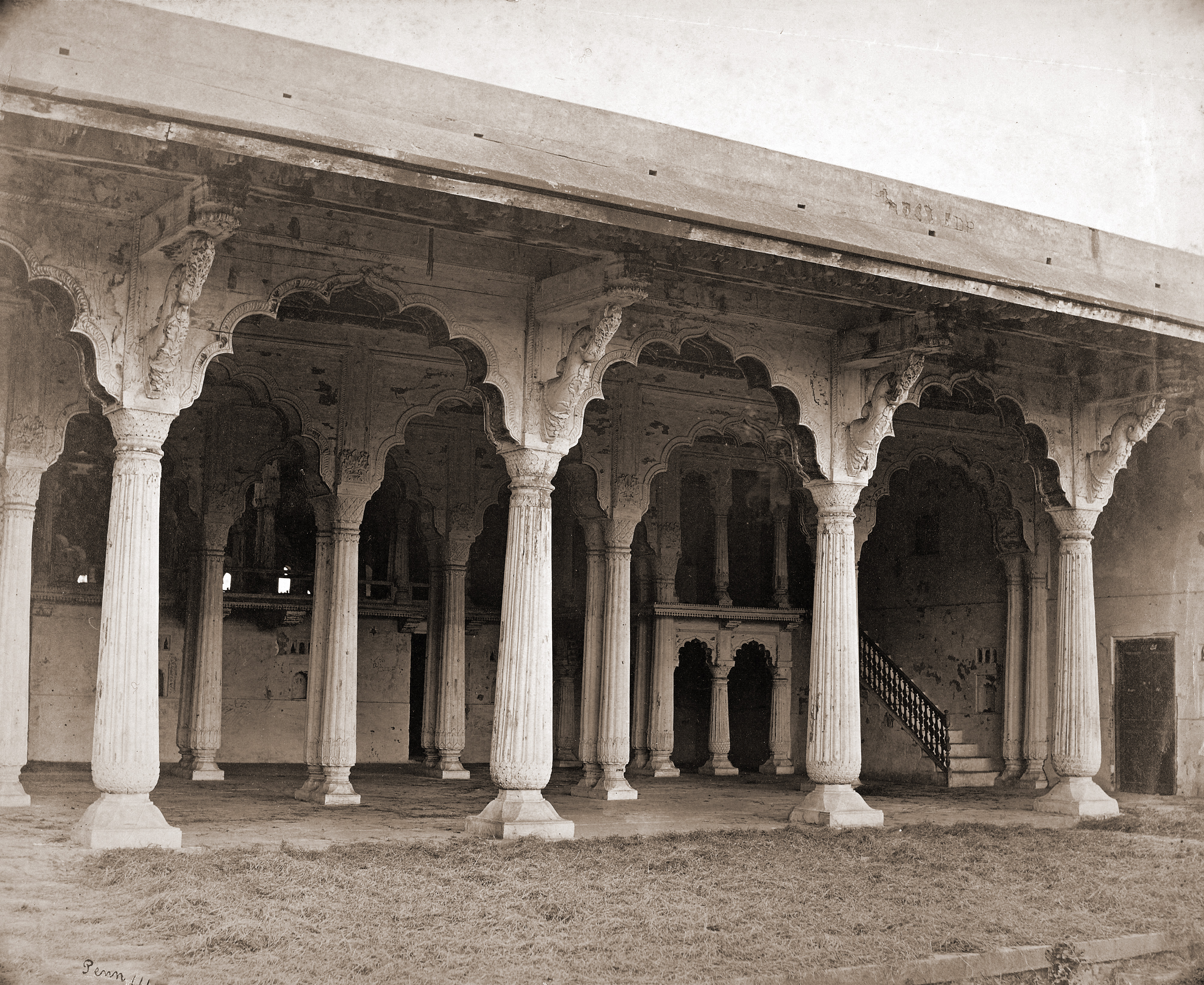
Форт Бангалора

Территория расселения народа телугу была разделена между Хайдарабадским княжеством, Мадрасским президентством и княжеством Майсур. Телугу одними из первых (в 1911 году) потребовали создания национальной провинции Андхра, наиболее острые формы борьба за самоопределение приняла в Теленгане. Прибрежные округа Мадрасского президентства отличались более высоким уровнем социально-экономического развития, чем замкнутое и отсталое Хайдарабадское княжество. Кроме того, Раяласима (южная часть внутренних плато и массивов Восточных Гат), бывшая окраиной Мадрасского президентства, также относилась к числу отсталый регионов.

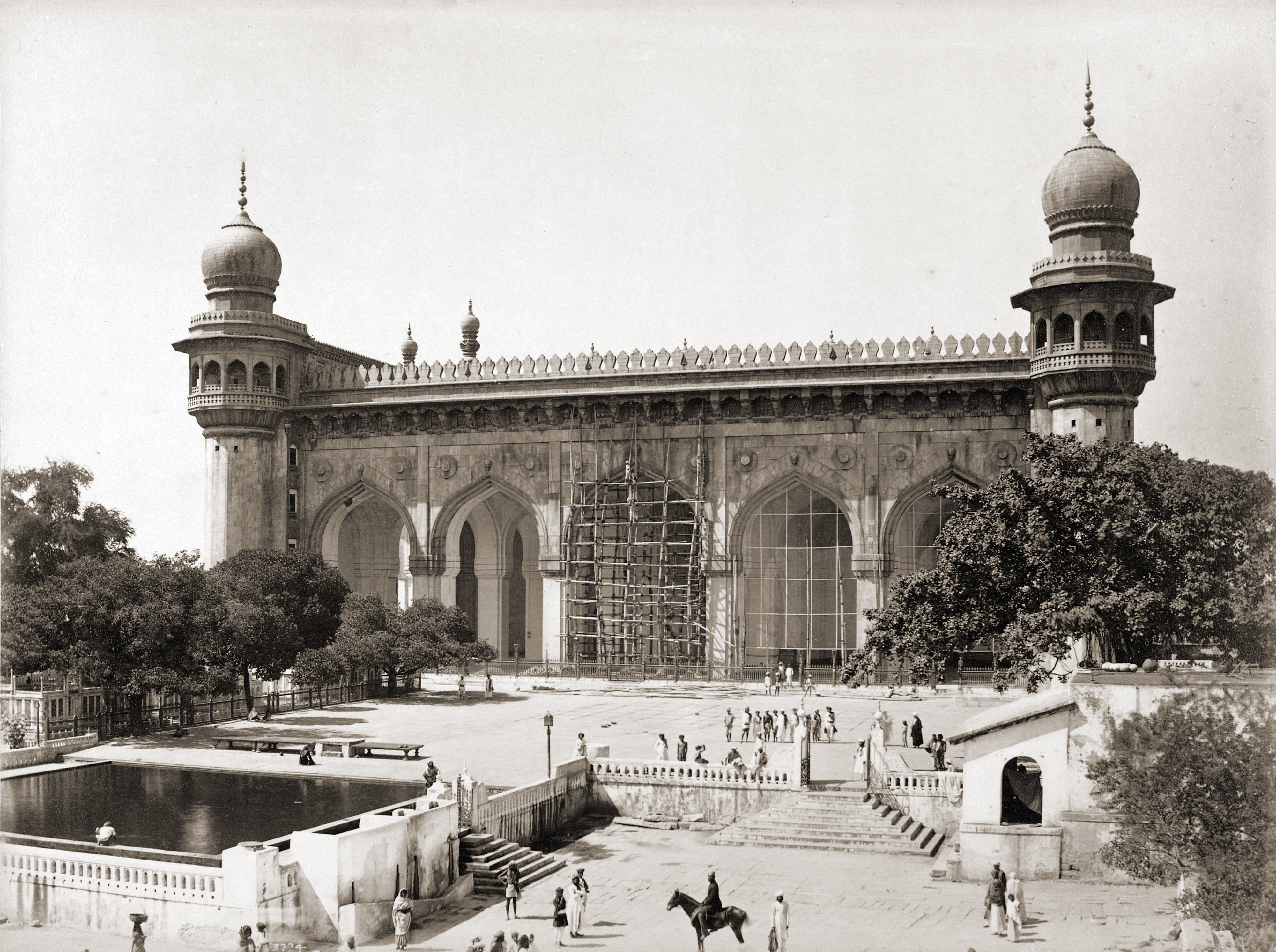
Хайдарабад

Дельтовые участки Годавари и Кришны составляли обширное плодородное пространство, которое пересекала густая сеть рукавов и каналов (здесь находилось историко-географическое ядро Андхры). Наибольшая плотность населения была на приморской низменности, ограждённой с северо-запада Восточными Гатами, особенно в дельте Кришны — Годавари. К западу от Восточных Гат располагались лесистая Теленгана (к северу от долины Кришны) и засушливая Раяласима (к югу от реки).
До середины XIX века традиционным средством орошения служили искусственные водоёмы и колодцы. Во второй половине XIX века в дельте Кришны — Годавари были построены плотины и каналы паводкового наполнения, после чего район превратился в одну из главных житниц Индии. В 1863 году в Раяласиме был создан канал Карнул — Кадапа, который брал начало от реки Тунгабхадра (он задумывался как судоходно-ирригационный, но оказался пригодным лишь для орошения небольших земельных площадей). В 1930—1935 годах в Теленгане, на реке Манджира были построены плотины и каналы, оросившие свыше 100 тыс. га земель.
В колониальный период в Хайдарабадском княжестве и некоторых районах Андхры преобладали архаичные формы помещичьего землевладения (заминдари, инам, джагирдари), широко были распространены безземелье крестьян и их зависимость от ростовщиков. Вдоль побережья, особенно в дельте Кришны — Годавари, выращивали рис, табак (прежде всего в округе Гунтур), сахарный тростник, кокосовые орехи, красный перец чили, куркуму, разводили тягловых и молочных буйволов, домашнюю птицу и пресноводную рыбу. Во внутренних засушливых районах (Раяласима и Теленгана) выращивали просяные (джовар) и зернобобовые культуры, кукурузу, арахис, клещевину, хлопок, месту, а также рис (в районах орошения), виноград и овощи, разводили овец. Во многих деревнях и городах региона существовало кустарное производство топлёного масла «гхи», различных хлопчатобумажных (Каримнагар) и шерстяных (Махбубнагар) тканей, была развита первичная обработка табака, хлопка, шерсти и кож.

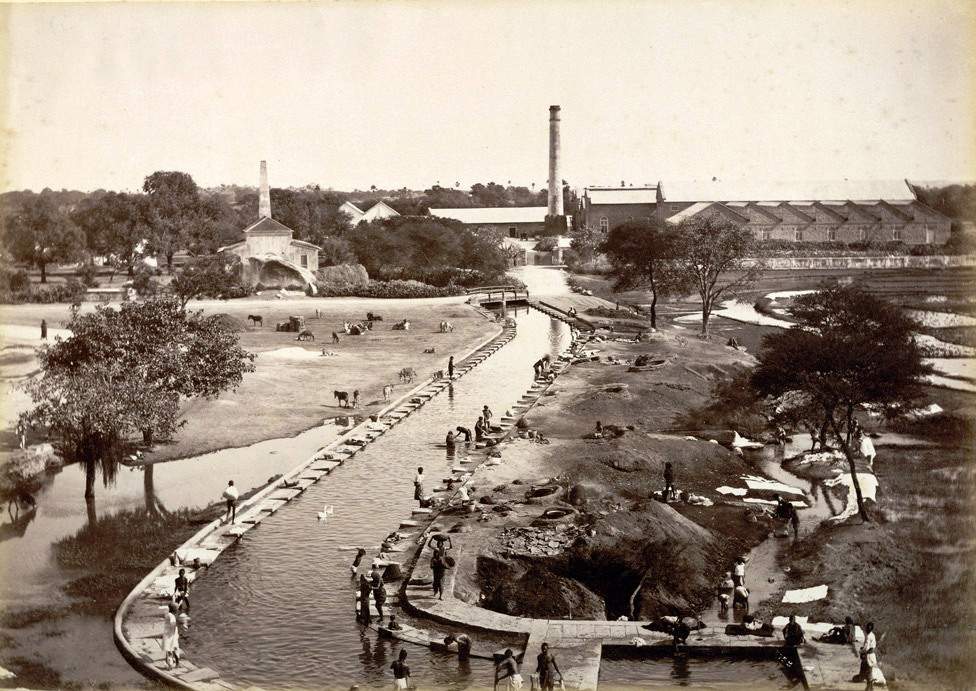
Одна из первых фабрик Хайдарабада

Фабричное производство Андхры и Хайдарабада было представлено табачными, сахарными, маслодельными, рисоочистительными и хлопчатобумажными фабриками. В конце XIX века Hyderabad (Deccan) Company начала добычу угля в Йелланду (Кхаммам), в 1920 году на её основе была создана угольная компания Singareni Collieries. Также в 1920 году в Хайдарабаде по инициативе низама Асафа Джаха VII была построена теплоэлектростанция Хуссаин-Сагар. В 1923 году в Мачилипатнаме был основан Andhra Bank. В 1930 году в Хайдарабаде была основана табачная компания Vazir Sultan Tobacco. В 1941 году семья Валчанд заложила в Вишакхапатнаме судостроительную верфь Scindia Shipyard, в 1942 году в Хайдарабаде был основан машиностроительный завод Allwyn Metal Works, в 1943 году в Секундерабаде — станкостроительный завод Praga Tools.

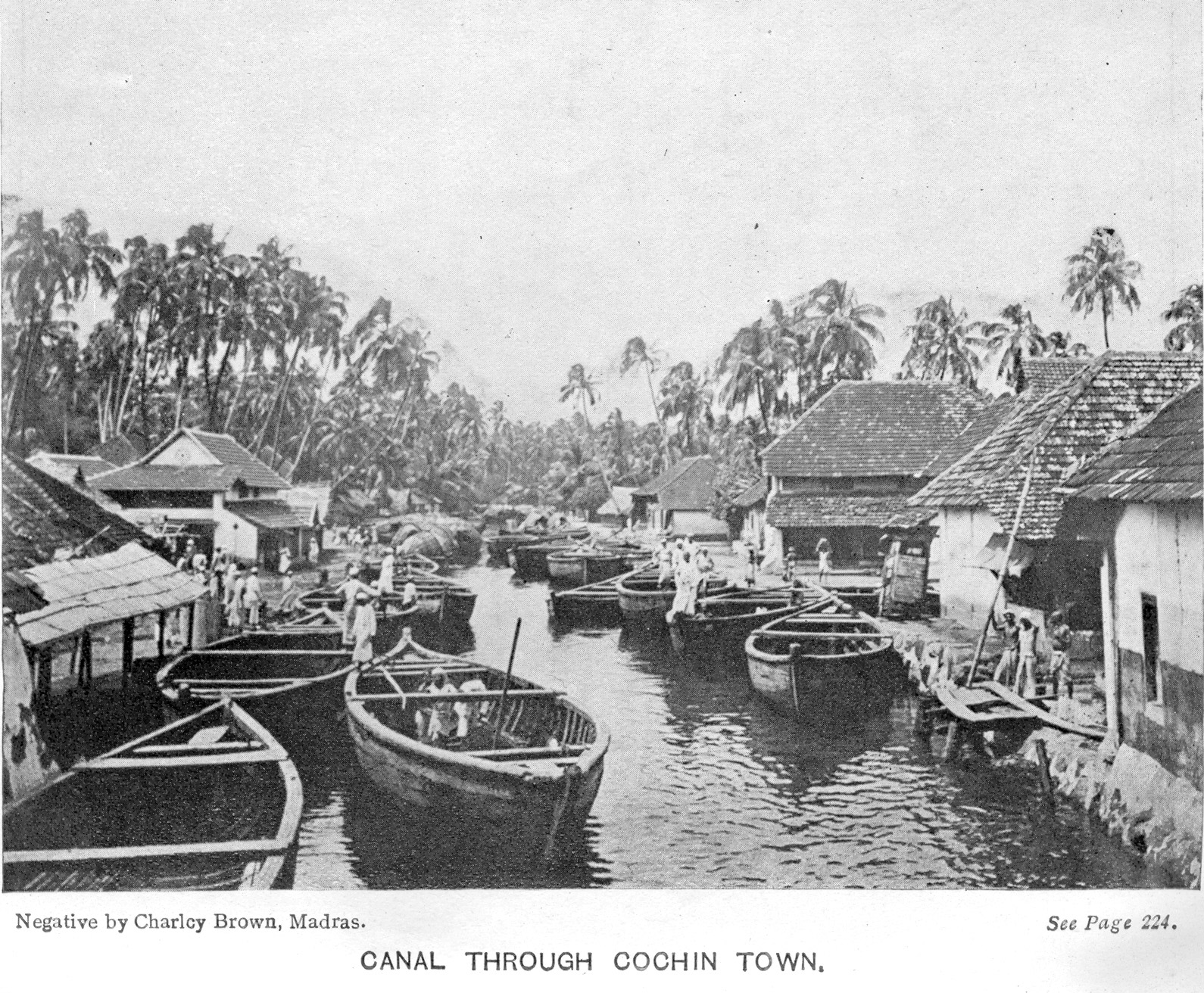
Коччи

Вдоль побережья Андхры проходила важная ширококолейная железная дорога Калькутта — Мадрас (кроме того, регион пересекали железнодорожные магистрали Дели — Мадрас и Бомбей — Мадрас). В нижних частях Годавари и Кришны небольшие речные суда осуществляли активные перевозки различных грузов. Транспортное значение имел и Букингемский судоходный канал, построенный британцами в XIX веке вдоль Коромандельского побережья от низовий Кришны до Мадраса. Важное значение имело обслуживание паломников, следовавших в Тирупати и Калахасти.

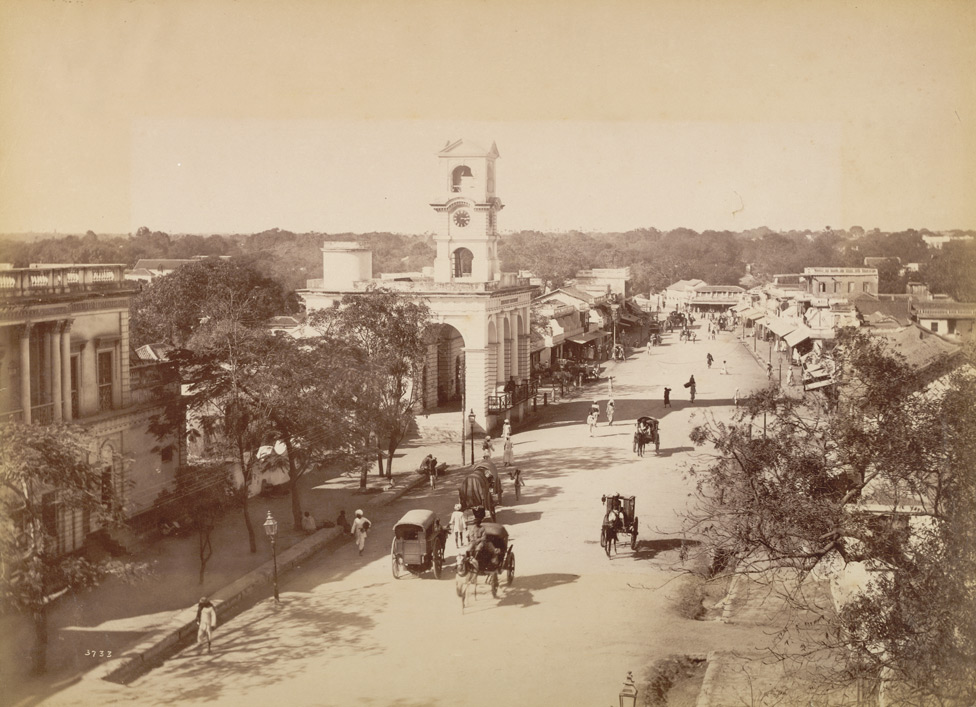
Секундерабад

Традиционно Хайдарабад выполнял прежде всего административные функции, его экономическая роль была незначительной, большинство кустарей и ремесленников (особенно ювелиров и портных) обслуживали запросы низама и многочисленной придворной знати. Британцы оценили стратегическое положение Хайдарабада и на северном берегу реки Муси основали Секундерабад, превратив его в крупный железнодорожный и военный центр. Кроме того, Хайдарабад славился своими рынками (Лаад-базар, Бегум-базар и Султан-базар), а также как центр торговли жемчугом и алмазами. В 1846 году в Хайдарабаде был основан медицинский колледж, в 1918 году — Османский университет, в 1941 году — фондовая биржа.
Во второй половине XIX века стал быстро расти Вишакхапатнам, в котором британцы провели работы по углублению дна бухты и обустроили порт, связав его железнодорожной веткой с магистралью Калькутта — Мадрас. В 1878 году в городе открылся первый колледж, в 1902 году — медицинская школа (с 1923 года — медицинский колледж), в 1926 году — университет. В дельте Кришны — Годавари крупные города сформировались в местах пересечения рек с железной дорогой (Виджаявада, Элуру и Раджамандри). В основном города дельты специализировались на торговле рисом и другими продуктами важного сельскохозяйственного района.
Территория расселения народа каннара была разделена между княжеством Майсур, Кургом, Хайдарабадским княжеством, Мадрасским и Бомбейским президентствами. В Майсуре правила просвещённая династия Вадияр, которая покровительствовала развитию искусств и науки. Большую роль играл «диван» — совет при махарадже, в котором заседали лучшие умы княжества (во многом благодаря политике дивана Майсур называли «образцовым княжеством Индии»). Благодаря усилиям влиятельного учёного, инженера и просветителя Мокшагундама Вишвешварайя в 1902 году была построена гидроэлектростанция, началась электрификация деревень, сооружались дамбы и оросительные каналы. Майсурское княжество не имело выхода к морю, хотя от побережья его отделяла лишь узкая полоса владений Мадрасского президентства.
Северо-восточная часть территории каннара, принадлежавшая Хайдарабадскому княжеству, отличалась крайней отсталостью социально-экономического развития, а южная часть, принадлежавшая Майсуру, и прибрежная (Канара), принадлежавшая Мадрасу, имели довольно высокий уровень развития. Результатом раздробленности стало наличие в языке каннада трёх диалектов — майсурского, дхарвадского и мангалурского, а также близость к каннада языков тулу, кодагу и южных диалектов конкани.
Регион состоял из четырёх исторических областей: прибрежной низменности (Канара), возвышенности Малнад, расположенной восточнее Западных Гат, плато Южный Майдан (Майсурское плато) и Северный Майдан. В Майсурском княжестве доминировали каста ваккалигас (воккалига) и община лингаятов, из среды которых выходило большинство политиков, крупных чиновников, учёных и землевладельцев. Традиционным влиянием среди каннара обладали брахманы, особенно касты бадаганаду, кандавара, хавиака, кота, панчаграма и хойсала.

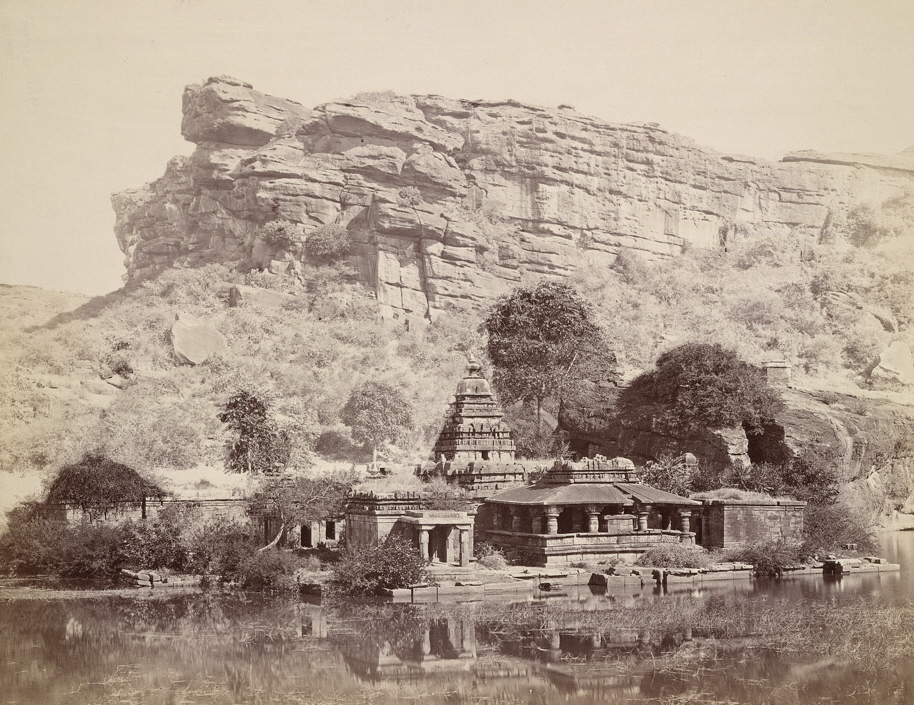
Бадами

Основными сельскохозяйственными районами являлись бассейны рек Кришна и Кавери. Орошение велось с помощью каналов и искусственных водоёмов. В 1930 году на реке Кавери был построен крупнейший гидроузел Кришнараджасагар, оросивший 20 тыс. га Майсурского княжества. В 1945 году началось строительство гидроузла на реке Тунгабхадра, причём сооружение плотины велось с противоположных берегов двумя разными командами (Хайдарабадского княжества и Мадрасского президентства).
В засушливом и отсталом Северном Майдане выращивали хлопок, просяные культуры (джовар и раги), арахис, разводили овец. В южной части региона возделывали рис, сахарный тростник, бобовые, кукурузу, пшеницу, клещевину, табак, виноград и овощи (район Бангалора), кокосовые орехи, ареку, бетель, кардамон, разводили тягловых быков и молочных коров. Из орехов арековой пальмы и листьев бетеля изготовляли вещество для жевания («пан»). В Малнаде (район Чикмагалура) выращивали кофе, заготавливали сандаловое дерево, местные ремесленники изготавливали сандаловое масло, вырезали из сандала фигурки богов, мебель и шкатулки.

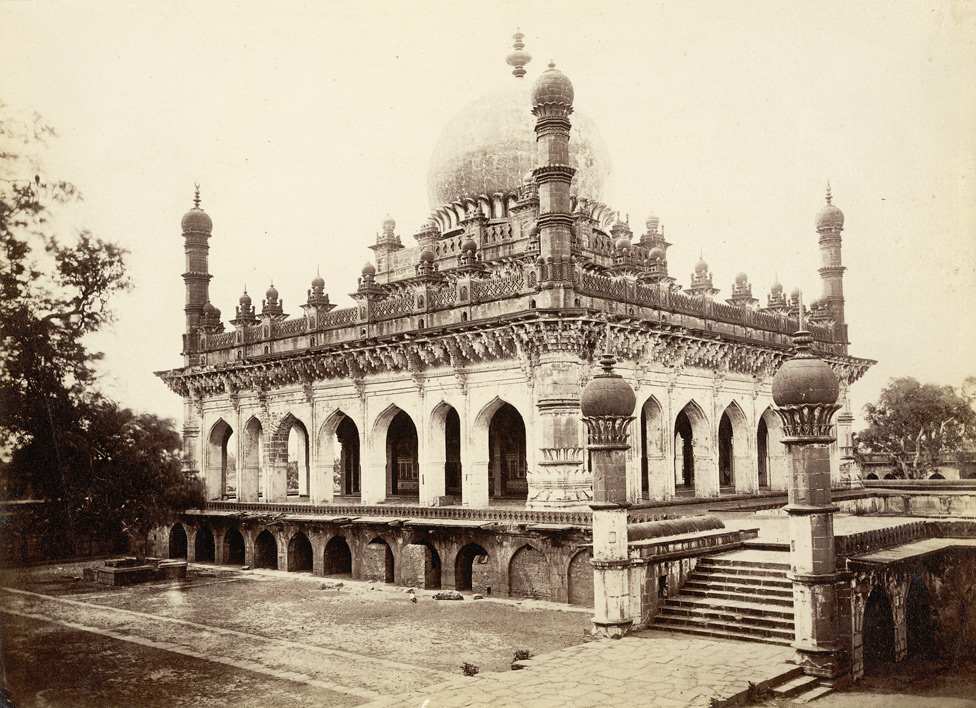
Биджапур

Майсурское княжество являлось главным шелководческим регионом Индии, который специализировался на поставках шёлка-сырца и производстве тонкого шёлка «малбери». Выращивание тутового дерева и тутового шелкопряда было традиционным побочным занятием для тысяч майсурских крестьян. В Курге широкое распространение имело пчеловодство. Фабричная промышленность была представлена текстильными, пищевыми и машиностроительными предприятиями. Хлопкоочистительные, хлопкопрядильные и ткацкие фабрики имелись в Дхарваде, Хубли, Биджапуре, Белгауме, а также в Бангалоре и Майсуре (кроме того, в Биджапуре было широко распространено кустарное ткачество на ручных станках). Центрами шёлковой промышленности были Бангалор, Майсур, Раманагара, Канакапур, Чаннапатна, Магади, Коллегал (наряду с фабриками шёлковые ткани изготовляли и украшали многочисленные ремесленники), центрами шерстяной промышленности — Давангере и Хириюр.
В прибрежной Канаре важное значение имела обработка койра и изготовление из него верёвок и циновок. Также в регионе работало множество мелких и средних предприятий по обработке сельскохозяйственного сырья — рисоочистительных, маслодельных, сахарных (особенно в Мандья), кофейных (Кушалнагар и Чикмагалур). Майсур славился своими резчиками по слоновой кости, сандаловому и красному дереву, а также ремесленниками, изготовлявшими различные инкрустации. В 1871 году началась разработка Коларского золоторудного месторождения, которое в 1910 году дало более 18 тонн золота. В 1902 году на реке Кавери была построена гидроэлектростанция Шивашамудрам мощностью 4,5 МВт, которая снабжала электроэнергией золотые прииски (посёлок Колар-Голдфилс возле Колара) и быстрорастущий город Бангалор. К золотым шахтам тянулась линия электропередачи длиной 147 км).
В 1906 году в Бангалоре была основана шёлковая фабрика Khoday Group. В 1923 году правительство Майсурского княжества построило в Бхадравати (Шимога) небольшой металлургический завод, который на древесном угле выплавлял около 30 тыс. тонн чугуна в год. В 1937 году в том же городке властями княжества была открыта бумажная фабрика Mysore Paper Mills. В 1940 году в Бангалоре был основан авиационный завод Hindustan Aircraft, в 1947 году в Хутти была основана золотодобывающая компания Hyderabad Gold Mines.

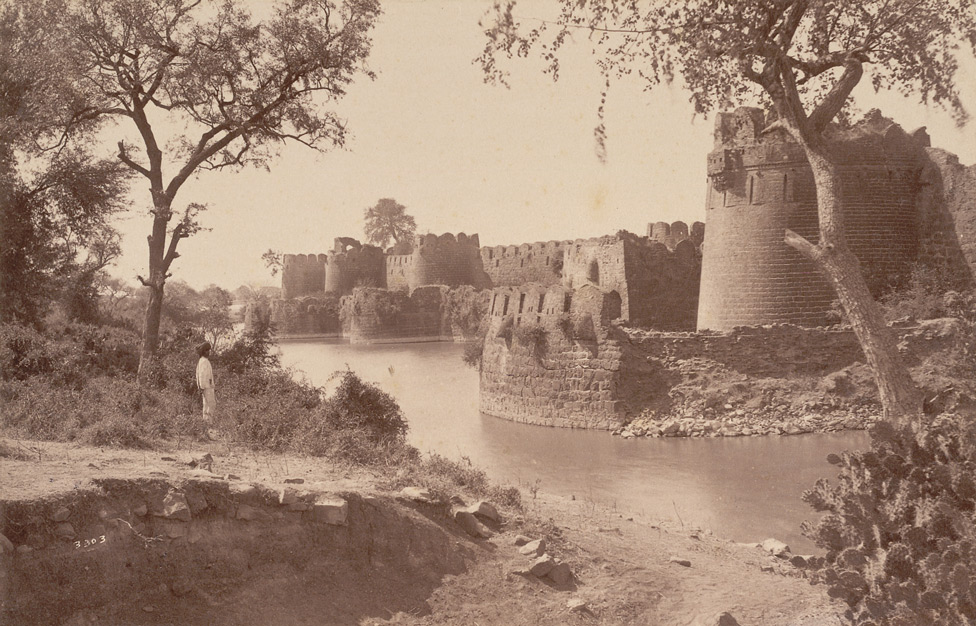
Гулбарга

Железнодорожная сеть региона была представлена преимущественно метровой колеёй, лишь Бангалор был связан с Мадрасом ширококолейной линией. Дорожная сеть отличалась густотой в районе Майсура и Бангалора, но была довольно редкой на остальной территории. Важное значение имело обслуживание паломников-индуистов, следовавших в Дхармасталу, Шрингери, Удипи и Гокарну, а также паломников-мусульман, следовавших в Биджапур, и паломников-джайнов, направлявшихся в Шраванабелаголу.
Бангалор являлся крупным гарнизонным центром британской армии, а также важным центром образования и наук. Уже в XIX веке в городе имелось несколько престижных христианских школ, в 1886 году здесь открылся Центральный колледж (позже был преобразован в университет). В 1909 году в Бангалоре при поддержке махараджи Майсура и семьи Тата был основан Индийский научный институт, в 1917 году — инженерная школа, в 1945 году — британский военный колледж. Умеренный климат притягивал в Бангалор британских военных, чиновников и коммерсантов с Деканского плато, строивших здесь ипподромы, парки, корты, клубы и бунгало.
В Майсуре, который выполнял столичные функции обширного княжества, базировался Bank of Mysore, имелись хлопчатобумажные, шёлковые и пищевые фабрики, производство сандалового масла (фабрика Mysore Sandalwood Oil) и красок (фабрика Mysore Lac and Paints). В 1864 году в городе был основан колледж махараджи, в 1892 году — промышленная школа, в 1906 году — технический институт, в 1916 году — Майсурский университет. Порт Мангалура издавна был известен экспортом перца, имбиря, орехов кешью, кофе и гранита, также здесь имелось значительное производство черепицы. В 1880 году в городе был основан иезуитский колледж Святого Алоизия.

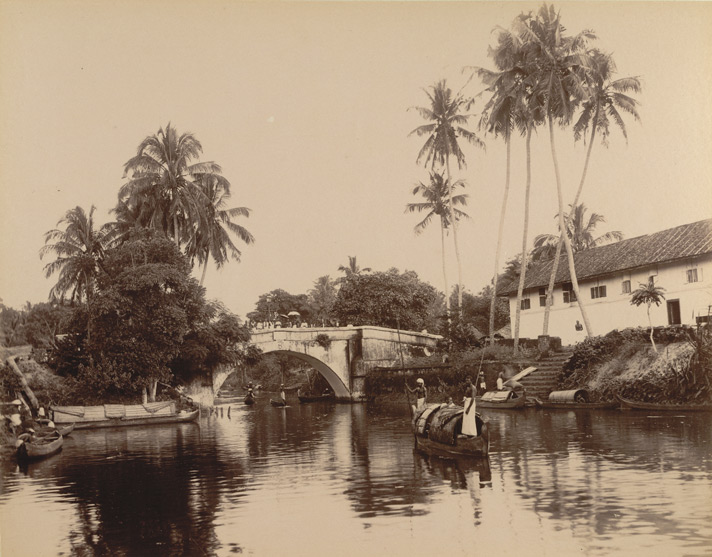
Аллеппи

В колониальный период на территории Кералы находились густонаселённые и более экономически развитые княжества Траванкор и Кочин на юге, а также британские владения Малабара с центром в Каликуте на севере (отсталая и изолированная окраина Мадрасского президентства). Кроме того, возле Бадагара располагалась французская колония Махе, подчинявшаяся Пондишери. Малаяли делились на три обособленные религиозные группы — индуисты, христиане и мусульмане. Керала отличалась бедностью и существенным безземельем крестьян, что способствовало их оттоку в другие регионы Индии.
На прибрежной низменности Кералы концентрировалась основная часть населения и хозяйственной деятельности. За ней на восток поднимались холмистые предгорные плато и лесистые горные массивы Западных Гат. В лесах заготавливали тик, эвкалипт, эбеновое и розовое дерево, бамбук. До 1947 года на Малабаре практически отсутствовала ирригация. Для жителей прибрежной полосы огромное значение имело морское рыболовство, которое являлось наследственной кастовой профессией. С катамаранов вылавливали тунца, сардину, макрель, скумбрию, сельдь и креветок (вяленую малабарскую рыбу вывозили даже на Цейлон и в Бирму).
В Керале плантационные и технические культуры абсолютно преобладали над продовольственными зерновыми. Здесь на влажной прибрежной низменности выращивали рис, кокосовые орехи, хлебное дерево, бананы, манго, в предгорьях и горных районах — чёрный перец, кардамон, имбирь, чай и кофе (основной центр плантаций — округ Каннур), гевею, тапиоку, орехи кешью, лимонную траву, кокосовые орехи и ареку. Также в Керале разводили кур, уток, коров и пресноводную рыбу. В сельской местности среди малаяли традиционно доминировали члены высшей брахманской касты намбудири и военно-земледельческой касты наиров (наяров).

Каннур

Кустари и ремесленники традиционно обрабатывали копру и койр, изготавливая кокосовое масло, дорожки, коврики и шпагат (основной центр — Аллеппи). Обработка орехов кешью концентрировалась в районе Коллама. Чайные и кофейные фабрики были сосредоточены в районе Каннура (также здесь изготовляли дешёвые местные сигареты «биди»). В Эрнакуламе на местном сырье работали фабрики Tata Oil Mills, производившие мыло, кремы и глицерин. Также в Керале были развиты переработка рыбы (Каликут, Кочин, Аллеппи, Коллам), производство рыбацких лодок и сетей, во многих городах размещались текстильные фабрики.
Деревообработка и торговля древесиной концентрировались в районе Каликута, на местных глинах работали многочисленные кустарные предприятия по производству черепицы, кирпичей и керамических изделий. Большое значение имело как прибрежное судоходство, так и внутреннее (по озеру Вембанад, рекам, лагунам, заводям и каналам можно было добраться от Тируванантапурама на юге до Бадагары на севере). Керала обладала довольно густой дорожной сетью, особенно на приморской низменности.
Важное значение имело обслуживание паломников, следовавших в Гуруваюр, Сабарималу и Варкалу. Тируванантапурам (Тривандрум) выполнял столичные и торгово-транспортные функции крупного княжества Траванкор, с 1937 года в городе действовал университет. Экономическая жизнь Коччи (Кочина) концентрировалась вокруг порта, через который вывозили кокосовое масло, койр, орехи кешью, специи, чай, кофе, ценные породы лревесины. В 1887 году в городе была основана Muthoot Pappachan Group, в 1944 году в пригороде Кочина Элуре была построена крупная фабрика химических удобрений Fertilisers and Chemicals Travancore.
Финансовый сектор Кералы отличался большой деловой активностью и раздробленностью. В 1920 году в Триссуре, который считался банковской столицей региона, был основан Catholic Syrian Bank, в 1927 году — Dhanlaxmi Bank, в 1929 году — South Indian Bank, в 1940 году — Lord Krishna Bank (Кодунгаллур, Триссур). Также в 1927 году был основан The Central Bank (Палай, Коттаям), в 1931 году — Travancore Federal Bank (Патанамтитта), в 1945 году — Travancore Bank (Тривандрум).

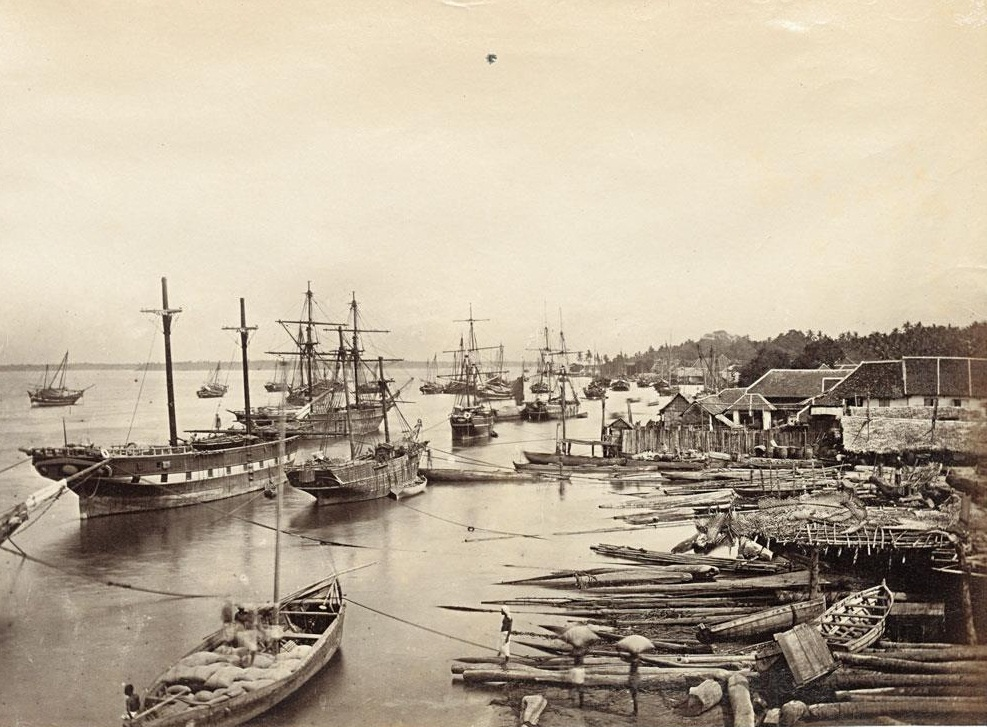
Коччи

В 1884 году в Колламе была основана текстильная фабрика Parvathy Mills. В 1909 году в Триссуре была основана текстильная фабрика Kalyan Group. В 1932 году частные предприниматели основали компанию F. X. Perira and Sons (Travancore), которая начала разработку монацитовых песков в районе Коллама. Вторым по важности портом, после Коччи, был Аллеппи, откуда суда регулярно ходили в Бомбей и Калькутту (Коттаям служил перевалочным центром для грузов, следовавших с горных районов в морские порты). Популярным горным курортом был Муннар, созданный английскими владельцами чайных, кофейных и кардамоновых плантаций.
Острова Лакшадвип отличались изолированностью, отсталостью и слабым развитием денежных отношений. Основными занятиями населения были выращивание кокосовых орехов, хлебного дерева, бананов, миндаля и рыболовство, особенно на острове Миникой.
После сипайского восстания 1857 года британские власти превратили Андаманские и Никобарские острова в каторгу. Порт-Блэр, расположенный на восточном берегу Южного Андамана, был связан регулярными пароходными рейсами с Калькуттой. На Андаманских островах заготавливали древесину, производили щепу для спичек, выращивали рис, кукурузу, масличные, сахарный тростник. На Никобарских островах выращивали кокосовые орехи, изготовляли кокосовое масло и кокосовую водку («тари»), разводили свиней. Густонаселённый остров Чаура являлся важным центром торговли и паломничества. На всех островах было развито рыболовство.

## Комментарии
1. ↑  В память о тех событиях современный флаг Индии может изготовляться только из домотканого кхади.
2. ↑  Регулярное движение по ней началось в 1903 году[70].
3. ↑  Плантаторы Дарджилинга продолжали выращивать китайский чай, а в Ассаме культивировали местные стойкие сорта чая.
4. ↑  Центры паломничества буддистов Сарнатх, Кушинагар и Шравасти не были столь популярны в период британского правления[168].
5. ↑  Многие бомбейские парсы, и прежде всего Джамсетджи Джиджибхой и Ковасджи Джихангир Редимани, сколотили свои состояния на поставках индийского опиума в Китай.